# Guerre froide
Vous lisez un « bon article » labellisé en 2018.
Pour les articles homonymes, voir Guerre froide (homonymie) et Cold War (homonymie).
- Pays membres de l'OTAN
- Autres pays alliés des États-Unis
- Pays membres du pacte de Varsovie
- Autres pays alliés de l'URSS
- Pays colonisés
- Pays neutres / non-alignés

Batailles
Crises et conflits majeurs entre le monde occidental et le monde communiste
- Guerre civile chinoise
- Guerre civile grecque
- Guerre de Corée
- Guerre d'Indochine
- Blocus de Berlin
- Insurrection communiste malaise
- Crise du canal de Suez
- Crise de Berlin (1958-1963)
- Mur de Berlin
- Crise des missiles de Cuba
- Guerre du Viêt Nam
- Guerre d'Afghanistan

Crises et conflits mineurs entre le monde occidental et le monde communiste
- Crise irano-soviétique
- Intervention militaire chinoise au Tibet
- Première crise du détroit de Taïwan
- Deuxième crise du détroit de Taïwan
- Guerre civile laotienne
- Incident de l'U-2
- Bataille de la mer d'Arafura
- Premier conflit inter-yéménite
- Guerre civile cambodgienne
- Guerres civiles en Éthiopie
- Guerre civile angolaise
- Guerre civile du Mozambique
- Second conflit inter-yéménite
- Vol Korean Air Lines 007

Crises dans le monde communiste
- Insurrection de juin 1953 en Allemagne de l'Est
- Soulèvement de Poznań
- Révolution hongroise de 1956
- Soulèvement tibétain de 1959
- Mouvement du 30 septembre 1965 en Indonésie
- Guerre civile cambodgienne
- Printemps de Prague
- Invasion de la Tchécoslovaquie
- Conflit frontalier sino-soviétique
- Génocide cambodgien
- Guerre de l'Ogaden
- Guerre entre le Cambodge et le Viêt Nam
- Guerre sino-vietnamienne
- Conflit cambodgien
- État de siège en Pologne
- Jeltoqsan
- Guerre du Haut-Karabagh
- Manifestations de la place Tian'anmen
- Révolution de Velours
- Révolution roumaine de 1989
- Émeutes de Douchanbé

Crises dans le monde occidental
- Soulèvement de Jeju
- Crise congolaise
- Conflit armé guatémaltèque
- Révolution sandiniste
- Révolution cubaine
- Débarquement de la baie des Cochons
- Seconde invasion américaine de la République dominicaine
- Coup d'État du 11 septembre 1973 au Chili
- Révolution de Saur
- Révolution iranienne
- Guerre civile du Salvador
- Invasion de la Grenade
- Invasion du Panama

Autres crises régionales
- Première guerre indo-pakistanaise
- Guerre sino-indienne
- Guerre des Sables
- Deuxième guerre indo-pakistanaise
- Guerre de la frontière sud-africaine
- Guerre des Six Jours
- Guerre du Biafra
- Guerre d'usure
- Septembre noir
- Guerre de libération du Bangladesh
- Troisième guerre indo-pakistanaise
- Guerre du Kippour
- Invasion turque de Chypre
- Guerre du Liban
- Guerre égypto-libyenne
- Guerre Iran-Irak

La guerre froide (en anglais Cold War ; en russe Холодная война, Kholodnaïa voïna) est la période de fortes tensions géopolitiques durant la seconde moitié du XXe siècle entre, d'une part, les États-Unis et leurs alliés constitutifs du bloc de l'Ouest et, d'autre part, l'Union des républiques socialistes soviétiques (URSS) et ses États satellites formant le bloc de l'Est. La guerre froide s'installe progressivement à partir de la fin de la Seconde Guerre mondiale, dans les années 1945 à 1947, et dure jusqu'à la chute des régimes communistes en Europe en 1989, rapidement suivie de la dislocation de l'URSS en décembre 1991.
L'écrivain britannique George Orwell est le premier, dans le contexte de l'après-guerre, à employer le terme « Cold War » en 1945. L'expression se répand en 1947 lorsque Bernard Baruch, conseiller auprès du président Truman, l'utilise dans un discours, puis quand son ami Walter Lippmann, journaliste très lu, la reprend dans une série d'articles publiés dans le New York Herald Tribune.
Les racines de la guerre froide remontent à la révolution d'Octobre 1917 d'où naît en 1922 l'Union soviétique. Les relations difficiles entre les États-Unis et l'Union soviétique tiennent à la nature même de leurs régimes politiques et des idéologies qui les sous-tendent. Pendant l'entre-deux-guerres pourtant, leurs espoirs de vague révolutionnaire en Europe ayant été déçus, les Soviétiques privilégient la consolidation de leur régime ; mais, à l'issue de la Seconde Guerre mondiale, l'URSS fait partie des vainqueurs de l'Allemagne nazie et occupe l'essentiel de l'Europe de l'Est, qu'elle place sous son contrôle en imposant un ensemble de régimes satellites. Outre en Europe désormais coupée en deux par le « rideau de fer », le communisme s'étend également en Asie avec la victoire des communistes en Chine. Aux États-Unis, Harry S. Truman, qui succède à Franklin Delano Roosevelt en avril 1945, considère que l'avenir et la sécurité des États-Unis ne peuvent pas être assurés par un retour à l'isolationnisme mais doivent au contraire reposer sur une politique extérieure de propagation de leur modèle démocratique et libéral, de défense de leurs intérêts économiques et d'endiguement du communisme.
La guerre froide est multi-dimensionnelle, davantage portée par les différences idéologiques et politiques entre les démocraties occidentales et les régimes communistes que par des ambitions territoriales. Elle a de fortes répercussions dans tous les domaines : économique, culturel, scientifique ou encore sportif et médiatique.
Elle est aussi caractérisée par la course aux armements nucléaires à laquelle se livrent les deux superpuissances, les États-Unis et l'Union soviétique, qui y consacrent des ressources colossales. Elle est qualifiée de « froide » au motif que les dirigeants américains et soviétiques qui l'ont menée ont su éviter l'affrontement direct de leur pays, pour partie au moins par peur de déclencher une apocalypse nucléaire, et que l'Europe ne connaît pas de guerre malgré plusieurs graves crises. Mais sur les autres continents, notamment en Asie, des conflits ouverts font de nombreuses victimes civiles et militaires : la guerre de Corée, la guerre d'Indochine, la guerre du Viêt Nam, la guerre d'Afghanistan et le génocide cambodgien totalisent environ dix millions de morts.
Bien qu'il s'agissait d'un conflit entre deux internationalismes, l'un libéral, l'autre communiste, plusieurs autres acteurs locaux aux idéologies différentes se retrouvent impliqués dans le conflit, l'Arabie saoudite et les mouvements islamistes sunnites, le Portugal salazariste et l'Espagne franquiste se retrouvant alliés stratégiques des États-Unis quand les puissances nationalistes arabes telles que l'Égypte nassérienne, la république arabe du Yémen et les régimes baasistes de Syrie et d'Irak doivent jongler entre les USA et l'URSS. Encore, le régime nationaliste-travailliste argentin de Juan Peron puis la république islamique d'Iran et les mouvements islamistes chiites et le régime kadhafiste en Libye se montrent hostiles aux deux blocs.
Le conflit israélo-arabe a divisé les deux blocs. L'État d'Israël, dans un premier temps plus proche de l'Union soviétique, subit l'hostilité de l'Espagne franquiste, du Portugal, du Pakistan, de l'Arabie saoudite et de l'Irak alors que les autres pays européens du bloc de l'Ouest soutiennent Israël. À l'inverse, les pays du bloc de l'Est soutenaient Israël lors de sa création, mais finissent par se rapprocher des pays arabes et soutenir la création d'un État palestinien.
Dans ce contexte de bipolarisation des relations internationales et par ailleurs de décolonisation, les pays du tiers monde, tels que l’Inde sous Jawaharlal Nehru, l’Égypte sous Gamal Abdel Nasser et la Yougoslavie sous Josip Broz Tito forment le mouvement des non-alignés, proclamant leur neutralité et jouant sur la rivalité entre les blocs pour obtenir des concessions. Autre évènement majeur de la seconde moitié du XXe siècle, la décolonisation fournit à l'Union soviétique et à la république populaire de Chine de multiples occasions d'accroître leur influence aux dépens des anciennes puissances coloniales.

## Introduction générale
La guerre froide marque profondément l'histoire de la seconde moitié du XXe siècle. L'usage a consacré cette dénomination, bien qu'elle soit plus applicable aux relations américano-soviétiques et à l'Europe qu'au reste du monde. Raymond Aron voit en cette période une « guerre limitée » ou une « paix belliqueuse » dans un monde bipolaire où les belligérants évitent l’affrontement direct, la synthétisant par l'expression : « Paix impossible, guerre improbable »,. La spécificité de la guerre froide est d'être un conflit global, multi-dimensionnel, davantage porté par les différences idéologiques et politiques entre les démocraties occidentales et les régimes communistes que par des ambitions territoriales. Elle a de fortes répercussions dans tous les domaines, notamment économiques et culturels. Elle prend toutes les formes possibles d'affrontements, de l'espionnage aux actions secrètes en passant par la propagande, de la compétition technologique à la conquête de l'espace en passant par les compétitions sportives,,.

### Premiers usages du terme «guerre froide»
L'écrivain britannique George Orwell est le premier, dans le contexte de l'après-guerre, à employer le terme « Cold War », dans son essai You and the Atomic Bomb publié en octobre 1945 où il exprime sa crainte que le monde ne se dirige « vers une époque aussi horriblement stable que les empires esclavagistes de l'Antiquité » et soit « dans un état permanent de guerre froide »,,. L'expression se répand en 1947 lorsque Bernard Baruch, conseiller influent auprès de plusieurs présidents démocrates, proclame dans un discours : « Ne nous y trompons pas, nous sommes aujourd'hui au cœur d'une guerre froide », puis avec la publication par le journaliste Walter Lippmann de son livre The Cold War,,.

### Chronologie globale
La longueur de la guerre froide, le nombre des événements qui s'y sont produits, et les changements de dirigeants qui en ont été les acteurs-clés, ont conduit les historiens à distinguer plusieurs phases permettant de décrire de manière synthétique la montée de la guerre froide, les périodes de détente ou au contraire de tension, puis sa fin avec la dislocation du bloc soviétique, :
- 1945-1955 : la constitution des deux blocs de l'Ouest et de l'Est, assimilés par certains auteurs à des Empires[15], dominés respectivement par les États-Unis et l'Union soviétique, autour desquels la majeure partie des pays se sont regroupés. L'Allemagne est divisée en deux États, la RFA et la RDA, ce qui contribue à tracer durablement les frontières entre les deux blocs en Europe. À la mort de Staline, le 5 mars 1953, s'ensuit une période d'instabilité du pouvoir à la tête de l'Union soviétique[16]. Cette période est aussi celle de la plus grande supériorité stratégique nucléaire[17] des États-Unis, qui pour autant ne profitent pas vraiment de leur avantage en la matière[18] ;
- 1956-1962 : le face à face des deux blocs, chacun doté d'armes nucléaires permettant la destruction de l'autre, avec sa succession de crises, les plus graves de toute la guerre froide : Berlin, Cuba, mais aussi Suez, Budapest et d'autres encore de moindre importance. Cette période est aussi souvent nommée « coexistence pacifique » par référence au discours de Khrouchtchev lors du XXe congrès du Parti communiste de l'Union soviétique en février 1956, qui n'abandonne pour autant pas l'objectif de la victoire ultime du socialisme[19] ;
- 1963-1974 : la détente et l'effritement des deux blocs aux prises avec des velléités plus ou moins fortes d'indépendances, dont les deux exemples les plus frappants sont la politique du général de Gaulle vis-à-vis des États-Unis et la rupture entre la Chine et l'URSS. La guerre du Viêt Nam, dans laquelle les Américains s'enlisent malgré des moyens militaires toujours plus considérables, annonce un certain déclin de l'influence des États-Unis dont l'image se trouve ternie par ce conflit[20] ;
- 1975-1984 : les nouvelles tensions entre les deux blocs résultant de la course aux armements nucléaires et ses développements en Europe avec la crise des euromissiles d'une part, et de l'exploitation par l'Union soviétique des possibilités de développement de son influence dans le tiers monde, notamment dans les anciennes colonies occidentales, d'autre part. En Afghanistan, l'Union soviétique s'engage dans un conflit qui va se révéler très coûteux[21] ;
- 1985-1991 : la dislocation du bloc soviétique, marquant la fin de la guerre froide, à la suite de son effondrement économique et social résultant pour partie des coûts énormes engendrés par la course aux armements. Gorbatchev appelle à des réformes majeures pour sauver l'économie soviétique et signe des accords de désarmement, mettant notamment fin à la crise des euromissiles. Mais ces réformes ne pourront pas se mettre en place et c'est tout le système qui va s'effondrer, entraînant la chute des régimes communistes en Europe de l'Est, avec comme évènement le plus symbolique la chute du mur de Berlin le 9 novembre 1989, puis la dislocation de l'Union soviétique[22].

Les ouvrages consacrés à la guerre froide dans son ensemble et référencés dans la section bibliographique de cet article, n'adoptent pas tous le même découpage en tranches chronologiques. Selon les auteurs le début de la guerre froide est situé soit à la fin de la Seconde Guerre mondiale, soit un peu plus tard, en 1947 voire 1948. Les années 1945-1946 sont le plus souvent considérées comme une période de transition. L'année 1947 signe, selon C. Durandin, « l’entrée assumée dans la guerre froide des Alliés provisoires d’hier ». Certains auteurs comme Pierre Grosser, Melvyn P. Leffler ou Odd Arne Westad consacrent d'importants développements aux origines de la guerre froide qu'ils font remonter au début du XXe siècle et plus particulièrement à la révolution d'Octobre de 1917,,. Concernant la fin de la guerre froide, Georges-Henri Soutou la situe entre l'été 1989 et l'automne 1990. Maurice Vaïsse met en exergue 1989, « année de tous les miracles à l'Est ». D'autres prolongent leur récit jusqu'à la dissolution de l'URSS fin 1991, voire 1992. The Cambridge History of the Cold War, ouvrage monumental publié en 2010, débute par une analyse des racines idéologiques de la guerre froide résultant de la révolution d'Octobre de 1917 et s'achève par la réunification de l'Allemagne et la disparition de l'Union soviétique en 1991,,.
Le découpage en cinq phases retenu dans cet article est adopté par Maurice Vaïsse, Allan Todd et d'autres, mais les bornes et le titre de ces phases n'en sont pas strictement identiques,. Maurice Vaïsse souligne que les dates choisies sont « de simples repères et non des bornes » : la détente, par exemple, ne se termine pas brutalement en 1973, elle trouve son apogée en 1975 lors de la Conférence sur la sécurité et la coopération en Europe à Helsinki, mais depuis 1973 le monde ne vit plus tout à fait à l'heure de la détente. Autre exemple, pour Maurice Vaïsse les années 1956-1962 sont celles de la « coexistence pacifique », tandis que Georges-Henri Soutou y voit surtout une période de crises successives. Dans La guerre froide 1943-1990, ce dernier privilégie un découpage plus fin en vingt chapitres chronologiques, dont le premier détaille les buts de la guerre en 1941-1945, décrits comme les racines de la guerre froide, et le dernier consacré aux années 1989-1990.

### Bipolarité autour des deux «Grands», les États-Unis et l'Union soviétique
Les relations entre les États-Unis et l'Union soviétique constituent le fil conducteur du déroulement de la guerre froide, dont les phases de refroidissement ou de réchauffement sont fortement influencées par la personnalité de leurs dirigeants respectifs. Les sommets entre ces dirigeants en sont la manifestation la plus spectaculaire. Pendant la Seconde Guerre mondiale, trois conférences au sommet ont lieu entre les dirigeants américains, soviétiques et britanniques. Cette pratique cesse après la guerre pour laisser la place à des conférences au niveau ministériel entre 1945 et 1955. En 1955, un sommet se tient à Genève sur l'initiative de Churchill, relançant cette pratique qui devient assez régulière jusqu'à la fin de la guerre froide. De 1959 à 1991, vingt-deux sommets ont lieu, la plupart entre Américains et Soviétiques. Ils traduisent essentiellement la volonté de diminuer les risques de guerre nucléaire et de réduire les coûts énormes de la course aux armements par la limitation des arsenaux nucléaires de part et d'autre.
Les cinq vainqueurs de la Seconde Guerre mondiale s'accordent en 1945 pour mettre en place l'Organisation des Nations unies dans l'objectif de régler pacifiquement les conflits entre nations. Mais en s'octroyant, sur l'insistance de Staline, la position de membre permanent du Conseil de sécurité et un droit de veto sur ses résolutions, ces pays créent aussi les conditions du blocage de l'action des Nations unies dès que leurs intérêts majeurs sont en jeu.

## Origines de la guerre froide
Dès le XIXe siècle, Alexis de Tocqueville prédit que les États-Unis et l'Empire russe ont tous deux vocation à devenir des empires à l’échelle mondiale, et à s’affronter dès qu’ils entreront en contact. Il écrit que « chacun d'entre eux [États-Unis et Russie] semble être appelé par un dessein secret de la Providence à tenir un jour dans ses mains les destinées de la moitié du monde ».
Les racines de la guerre froide remontent à la révolution d'Octobre 1917 d'où naît en 1922 l'Union soviétique. L'intervention des Américains et des Britanniques dans la guerre civile russe développe chez Staline une profonde méfiance à leur égard jusqu'à la fin de sa vie. Dans l'entre-deux-guerres, tout oppose déjà les États-Unis au régime communiste installé en Union soviétique, même si, leurs espoirs de vague révolutionnaire en Europe ayant été déçus, les Soviétiques privilégient la consolidation intérieure de leur régime ; les relations difficiles entre les États-Unis et l'Union soviétique tiennent à la nature même de leurs régimes politiques et des idéologies qui les sous-tendent. Cependant, l'opposition la plus marquée pendant cette période est celle qui s'installe entre l'Union soviétique et le Royaume-Uni ; des ténors politiques comme Winston Churchill affichent un discours anticommuniste virulent. Les États-Unis finissent par reconnaître sur le plan diplomatique l'Union soviétique en 1933 par réalisme politique car Roosevelt la voit comme un contrepoids à l'Axe Rome-Berlin-Tokyo,.
À la fin de la Seconde Guerre mondiale, cette opposition va se trouver cristallisée par le fait que les États-Unis et l'Union soviétique sont devenues les seules grandes puissances mondiales, avec le déclin des Européens, et que leurs intérêts respectifs de sécurité nationale, de politique étrangère et de développement économique vont rapidement se trouver en conflit direct. La dégradation des relations résulte aussi du climat de défiance qui s'installe : l'Union soviétique est une société fermée — surtout sous Staline —, ce qui alimente les doutes et les craintes sur ses intentions réelles à l'égard des puissances de l'Ouest dont les changements fréquents de gouvernement et de politique selon les élections successives rendent perplexes les analystes soviétiques.
Enfin, la course aux armements nucléaires à laquelle les deux Grands vont se livrer va profondément structurer les relations internationales pendant toute la guerre froide,.

### Quatre sujets majeurs de désaccord entre Américains et Soviétiques à la fin de la guerre
À la fin de la Seconde Guerre mondiale, les États européens ruinés par la guerre et aux prises avec la décolonisation ne dominent plus le monde. Annoncée de longue date, la bipolarisation des relations internationales autour des Américains et des Soviétiques est un fait acquis dès 1947, qui sera consacré en septembre 1949 par l'accession de l'Union soviétique à l'arme nucléaire. Seule vraie superpuissance jusqu'à la fin des années 1950, les États-Unis bénéficient d'une forte supériorité militaire stratégique grâce à leur avance dans le domaine des armements et vecteurs nucléaires, et disposent surtout d’une puissance économique et financière écrasante : à la fin de la guerre, les États-Unis possèdent les deux-tiers des réserves mondiales d'or, assurent plus de la moitié de la production manufacturière mondiale, et en 1950, le PNB de l'URSS ne représente qu'environ un tiers de celui des États-Unis. L’Union soviétique, pour sa part, dispose d'une force militaire décisive en Europe centrale et orientale, ainsi que d'un prestige politique considérable,,.
La Grande alliance entre les États-Unis, le Royaume-Uni et l'Union soviétique avait pour objectif d'abattre l'Allemagne nazie. Le temps de la Seconde Guerre mondiale, elle fait passer au second plan l'incompatibilité idéologique et politique entre les démocraties libérales et le régime soviétique. Les premières lézardes apparaissent entre les alliés dès 1945 au cours des conférences de Yalta et Potsdam. Dans les dix-huit mois qui suivent, la détérioration des relations entre Américains et Soviétiques se cristallise autour de quatre sujets principaux de désaccord qui vont conduire à ce que l'état de guerre froide s'installe de manière irréversible : les impératifs de sécurité nationale des deux Grands, l'avenir de l'Allemagne, le sort de la Pologne et de l'Europe de l'Est en général, et la reconstruction économique du monde,.

#### Impératifs de sécurité nationale des deux Grands
Le face à face entre les deux Grands prend sa source en premier lieu dans leurs impératifs de sécurité nationale. Les Alliés se sont pourtant mis d'accord pendant la guerre pour instaurer « une organisation générale internationale pour la sauvegarde de la paix et de la sécurité ». Le 26 juin 1945, portés par le mouvement d’une opinion publique choquée par les exactions nazies et la cruauté des combats, les délégués de 51 pays approuvent à San Francisco la Charte des Nations unies, texte fondateur de l’Organisation des Nations unies (ONU), dont l’objectif le plus important est de « préserver les générations futures du fléau de la guerre qui, deux fois en l’espace d’une vie humaine, a infligé à l’humanité d’indicibles souffrances ». Les pouvoirs les plus importants sont dévolus au Conseil de Sécurité qui compte dans un premier temps onze membres, dont cinq permanents : les États-Unis, l'URSS, la Chine, la Grande-Bretagne et la France. Le mode de scrutin est tel qu'une résolution ne peut être adoptée si un des membres permanents vote contre, conférant ainsi un droit de veto aux grandes puissances, qui en feront fréquemment usage pour bloquer toute résolution contraire à leurs intérêts ; cette disposition due à l'insistance de Staline à Yalta a d'emblée considérablement limité le pouvoir de l'ONU.
Les États-Unis aspirent à une relation de coopération avec l'Union soviétique dans le monde d'après-guerre, tout en s'interrogeant. Si la puissance de l'Armée rouge inquiète les Occidentaux, l'état de dévastation du pays au regard des États-Unis — qui n'ont jamais été aussi économiquement dominants — rassure. Militairement de surcroît, les Soviétiques ne sont pas en mesure d'attaquer le territoire américain. Truman considère que la domination financière et économique des États-Unis, alliée à sa toute puissance stratégique aérienne sont des atouts suffisants pour écarter à court terme tout risque de voir l'URSS acquérir une position prépondérante,.
La grande question à Washington est de savoir si les véritables ambitions du Kremlin dépassent celles résultant d'impératifs de sécurité, donc défensifs, ou bien si elles constituent une menace pour tout le continent européen dont la perte nuirait gravement aux intérêts géopolitiques et économiques vitaux des États-Unis. Le risque apparaît d'autant plus fort que les aspirations des peuples après des années de privations favorisent les partis de gauche, dont au premier chef les partis communistes, et offrent ainsi aux Soviétiques une occasion de prendre le contrôle de pays d'Europe de l'Ouest et du Proche-Orient sans forcément déclencher une guerre ouverte, et de miner l'économie américaine en la privant de sa zone d'échanges et d'accès aux ressources naturelles, notamment pétrolières,. En tout état de cause, Truman considère que l'avenir et la sécurité des États-Unis ne peuvent pas être assurés par un retour à l'isolationnisme mais doivent reposer sur une politique extérieure de propagation de leur modèle démocratique et libéral, de défense de leurs intérêts économiques et d'endiguement du communisme,.
Les préoccupations de Staline sont symétriques de celles des Américains : mettre l'URSS à l'abri des conséquences d'un éventuel affrontement futur avec les anciens alliés de la guerre en constituant une zone tampon suffisamment large. En pratique, Staline veut d'abord contrôler entièrement les pays qui ont été occupés par son armée, même au prix d'entorses aux accords signés à Yalta et Potsdam.
Ces politiques essentiellement défensives menées par les États-Unis et l'URSS, comme les archives disponibles de nos jours le démontrent, ont aussi pu être interprétées à l'époque comme une volonté d'hégémonie mondiale par chacun des deux camps.

#### Quel avenir politique et économique pour l'Allemagne?
Dès septembre 1945, en application des accords de Potsdam, les diplomates des quatre vainqueurs de la guerre en Europe se réunissent à de très nombreuses reprises dans le but d'apporter des réponses aux questions de paix, de développement économique et de sécurité en Europe. Le sujet majeur en est le règlement du problème allemand qui, faute d'accord, conduit à l'établissement, en 1949, de deux États allemands, la RFA et la RDA, ancrés respectivement dans le camp occidental et le camp communiste. Toutefois, ces conférences internationales aboutissent en une décennie (1945-1955) à des accords de paix avec tous les pays belligérants de la Seconde Guerre mondiale (à l'exception majeure de l'Allemagne) et à la mise en place des alliances et des institutions intergouvernementales qui régissent chacun des deux blocs en Europe jusqu'à la fin de la guerre froide.
En Allemagne, dans leur zone d’occupation, les Soviétiques mènent initialement avec vigueur la dénazification décidée à la conférence de Potsdam. Plus de 120 000 personnes sont internées dans des « camps spéciaux » qui existent jusqu’en 1950. 42 000 détenus y seraient morts de privations et de sévices. Cette politique d’épuration brutale laisse progressivement la place à une approche plus souple pour répondre aux besoins du nouvel État d'Allemagne de l'Est (RDA), avec la nomination d'anciens cadres du parti nazi à des postes-clés de l’administration, de la police et de la justice, le « recyclage » de plusieurs milliers d’agents ayant travaillé pour le Troisième Reich dans les nouveaux services de sécurité d’Allemagne de l’Est et le maintien de nombreux fonctionnaires à leur ancien poste dans l'Administration.
Les alliés occidentaux, en revanche, misent davantage sur une « rééducation » (Umerziehung) du peuple allemand, associée à une politique d’indulgence à l’égard des « suiveurs » (Mitläufer) et sympathisants du régime nazi.

#### Sort de l'Europe de l'Est et de la Pologne en particulier

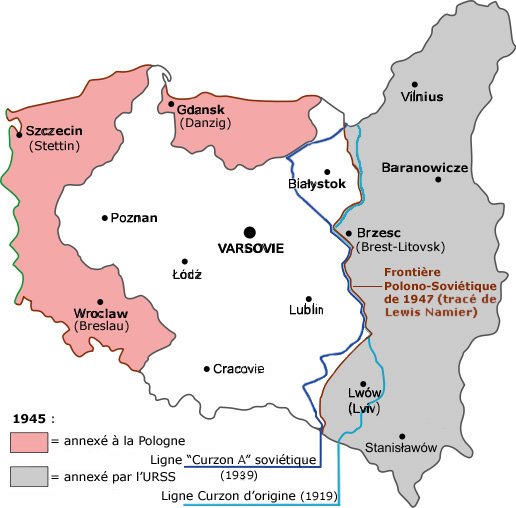
Carte indiquant le déplacement des frontières de la Pologne (la ligne Oder-Neisse figure en vert).

Staline profite en 1945 de la victoire de l'Armée rouge pour agrandir l’URSS en repoussant plus à l’ouest ses frontières par l’annexion des pays baltes et de territoires à l'est de la Pologne. Dans le même temps, la conférence de Potsdam décide du rattachement à la Pologne des territoires allemands situés à l’est de l’Oder et de la Neisse. La frontière orientale de la Pologne devient la "ligne Curzon".
Le dirigeant soviétique veut aussi mettre l’URSS à l’abri d’une nouvelle attaque par la création d’un « glacis » territorial, c’est-à-dire d’un espace protecteur, qui éloigne des frontières soviétiques les menaces potentielles. Pour ce faire, il s'affranchit largement des accords de Yalta et Potsdam et impose entre 1945 et 1948 des gouvernements pro-soviétiques dans les pays d’Europe centrale et orientale occupés par l’Armée rouge (à l'exception de l'Autriche), pays qui deviennent des « démocraties populaires ». Le "coup de Prague" de février 1948 en Tchécoslovaquie – l'une des rares réelles démocraties d’avant-guerre en Europe de l’Est – en est le dernier acte.

#### Enjeux de la reconstruction économique du monde
Le développement économique est un facteur crucial de la compétition américano-soviétique. Le système économique soviétique, né et nourri des crises du capitalisme, repose sur des principes qui lui sont totalement opposés, mais vise au même objectif de croissance économique, afin d'assurer dans le futur le bien-être matériel de la plus grande partie de la population.
Le graphique qui aurait dû être présenté ici ne peut pas être affiché car il utilise l'ancienne extension Graph, désactivée pour des questions de sécurité. Des indications pour créer un nouveau graphique avec la nouvelle extension Chart sont disponibles ici.

À l'Ouest, le renforcement de l'État et les aménagements apportés au système capitaliste par le développement de l'éducation et de la protection des citoyens, vont assurer une cohésion de la société suffisante pour que soit acceptées les conséquences négatives de l'affrontement Est-Ouest. À l'Est, les dirigeants sont convaincus que le système capitaliste finira par s'effondrer et que le système communiste, basé sur la centralisation et l'étatisation de l'économie, lui est supérieur ; de plus durant au moins les dix premières années de la guerre froide, les besoins de reconstruction de l'industrie et des centres urbains de l'URSS mobilisent les populations qui acceptent avec courage et discipline que la satisfaction de leurs besoins personnels soit différée.
Sur la durée de la guerre froide, les économies connaissent à l'Ouest comme à l'Est une croissance significative, d'un facteur de l'ordre de quatre en monnaie constante entre 1950 et 1989, mais l'URSS ne rattrape pas son retard sur les États-Unis, et les économies de l'Europe de l'Est ne pèsent qu'un cinquième de celles de l'Europe de l'Ouest.
Au lendemain de la guerre, les États-Unis dominent le monde sur le plan économique et financier, tandis que l'Europe et l'URSS sont exsangues et doivent se reconstruire. Les États-Unis ont donc toute latitude pour organiser la reconstruction économique et financière du monde sur des bases cohérentes avec leur système, qui sont incompatibles avec celles du système communiste et le mettrait en péril du fait de l'impossibilité pour l'URSS de s'inscrire dans une économie de marché ouverte. Staline va donc rejeter les accords et structures internationales mis en place par les Américains.
- Sur le plan monétaire et financier

Par les accords de Bretton Woods, signés le 22 juillet 1944 à l’issue d’une conférence qui réunit 44 pays, un nouvel ordre monétaire et financier mondial est créé autour du dollar américain pour éviter l’instabilité économique qui existait pendant l’entre-deux-guerres et relancer les échanges internationaux. Ces accords établissent un Fonds monétaire international (FMI), ainsi qu’une Banque internationale pour la reconstruction et le développement (BIRD), appelée communément « Banque mondiale ». Le FMI et la BIRD ont notamment pour mission d’assurer la stabilité des devises nationales et d’accorder des prêts à la reconstruction et au développement. La France sera en mai 1947 le premier pays bénéficiaire d'un prêt de la Banque mondiale, d'un montant de 250 M$.
Ces accords instituent un système de parités fixes par rapport au dollar US, seule monnaie entièrement convertible en or, dont les États-Unis ont les trois quarts des réserves mondiales.
L'Union soviétique qui a participé aux négociations, craint que le FMI devienne un instrument au bénéfice des pays capitalistes et entrave sa politique de constitution d'un bloc de l'Est autour d'elle ; aussi ne ratifie-t-elle pas ces accords. En revanche, la Pologne, la Tchécoslovaquie et la Yougoslavie qui bénéficient encore fin 1945 de certaines marges de manœuvre vis-à-vis de l'URSS les signent.
- Sur le plan commercial

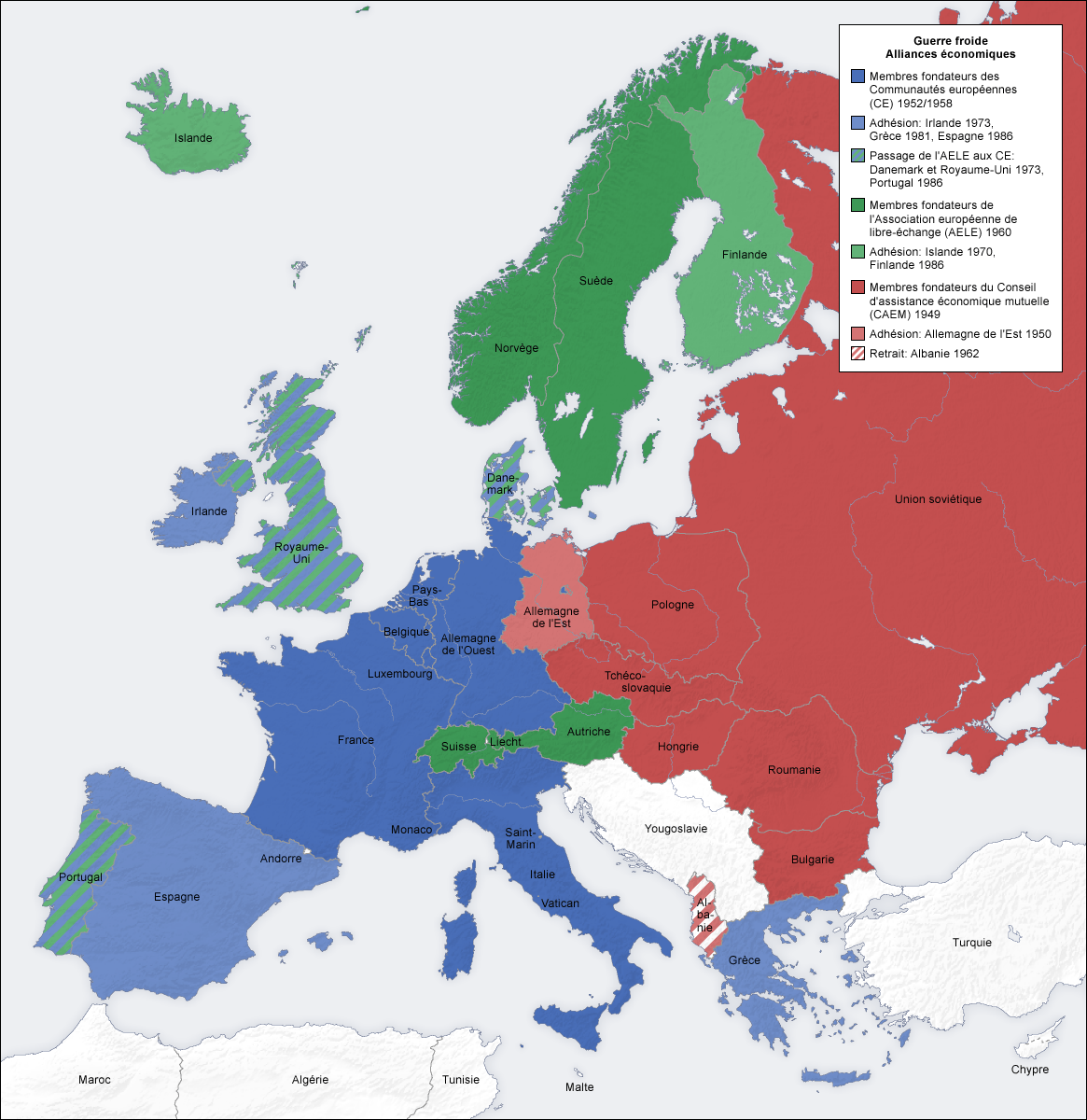
Alliances économiques en Europe durant la guerre froide.

Il est nécessaire de compléter ce volet financier mis en place à Bretton Woods par un volet favorisant le développement du commerce international par abaissement des barrières douanières. Menées sous l'égide directe des États-Unis, les discussions aboutissent en octobre 1947 à un Accord général sur les tarifs douaniers et le commerce (ou GATT en anglais) supposé provisoire, signé par 23 pays. L'URSS ne participe pas à ces négociations et ne signe pas cet accord que, seule parmi les membres du bloc de l'Est, la Tchécoslovaquie signe. Le GATT sera pendant toute la guerre froide la seule organisation internationale compétente en matière de commerce.

### Centralité du fait nucléaire durant la guerre froide

Les deux Grands accumulent des stocks d'armes nucléaires colossaux durant la guerre froide.

Un des éléments caractéristiques de la guerre froide est la centralité du fait nucléaire dans les relations entre les grandes puissances, les politiques de défense et les réflexions stratégiques. La possession de l'arme nucléaire, utilisée en 1945 par les États-Unis à Hiroshima et Nagasaki et développée à marche forcée par l'URSS qui fait exploser un premier engin dès 1949, les établit comme les deux seules grandes puissances dans le monde, au détriment notamment du Royaume-Uni et de la France, aux prises avec la décolonisation. La dissuasion nucléaire s'impose peu à peu comme un fait majeur des relations internationales qui conduit les puissances moyennes, la Chine, la France et le Royaume-Uni, à se doter d'une force de frappe nucléaire pour continuer de faire entendre leur voix dans le concert international et ne pas dépendre stratégiquement des deux Grands. Sur le théâtre européen des quantités considérables d'armes conventionnelles et nucléaires tactiques sont accumulées au sein des deux alliances majeures, l'OTAN et le Pacte de Varsovie.
La capacité de destruction inégalée de l'arme atomique, qui pour la première fois rend les États-Unis réellement vulnérables à une attaque, et la course aux armements stratégiques qui va résulter de la crainte que chacun des deux Grands a d'être dépassé et donc mis en situation d'infériorité par son rival, vont symboliser la guerre froide, davantage encore que ses dimensions idéologiques, politiques ou économiques.
Jusqu'à la fin des années 1950, la doctrine d'emploi de ces armes nouvelles demeure sujette à de nombreuses hésitations et à de nombreuses limitations opérationnelles qui en atténuent considérablement l'impact dans le déroulement concret des négociations et des crises qui émaillent les débuts de la guerre froide. Toutefois, le monopole nucléaire des États-Unis jusqu'en 1949 est largement à l'origine de la demande de la plupart des États de l'Europe de l'Ouest de former l'Alliance atlantique afin de bénéficier du « parapluie atomique américain » pour contrebalancer l'énorme supériorité de l'Union soviétique en matière de forces conventionnelles.
L'arme nucléaire aura-t-elle été déterminante dans le fait que la confrontation entre les deux Grands ne débouche pas sur une guerre ouverte directe entre eux ? Certains auteurs le pensent, d'autres estiment que, démonstration faite par la Première Guerre mondiale puis à une échelle encore plus grande par la Seconde Guerre mondiale, les destructions infligées à tous les belligérants dans une guerre de grande ampleur menée avec les moyens propres au XXe siècle étaient suffisantes pour décourager les deux camps à se lancer dans une escalade militaire qu'ils ne maîtriseraient plus.

## Formation et consolidation des blocs occidentaux et communistes (1945-1955)

### De la «Grande Alliance» à la guerre froide (1945-1947)
La victoire sur l'Axe en vue, la « Grande Alliance » est encore une réalité en 1945 : les Alliés définissent à Yalta et Potsdam les modalités selon lesquelles la transition entre l'état de guerre et la paix sera gérée, et mettent en place, avec les Nations unies, un instrument de gouvernance mondiale.

#### Avancées prudentes de Staline et premières tensions (août 1945-1946)
La fin de l'année 1945 et l'année 1946 sont une période de transition durant laquelle les États-Unis recherchent encore l'entente avec l'Union soviétique qui de son côté avance ses pions avec prudence, sans souhaiter une rupture avec les Occidentaux qui vont alterner concessions et fermeté.

Zones d'occupation de l'Allemagne par les quatre puissances.

L'Allemagne est d'emblée le sujet le plus difficile. Ayant subi des pertes humaines et matérielles considérables pendant la guerre, l'Union soviétique souhaite que l'Allemagne ne soit plus en mesure de reconstituer une industrie et des capacités qui lui permettraient un jour de redevenir une puissance. Les Soviétiques entendent aussi bénéficier de réparations de guerre les plus élevées possibles. Cette vision est celle du plan Morgenthau de 1944 qui propose le retour de l'Allemagne à un État essentiellement agricole sans industrie lourde, plan qui, sans jamais avoir été officiellement entériné, a influencé fortement la directive américaine JCS 1067 d'occupation de l'Allemagne édictées en 1945. Mais le coût économique pour éviter la prolongation de la misère extrême du peuple allemand et les craintes qu'elle n'ouvre la voie aux communistes conduisent le gouvernement américain à abandonner cette optique et à annoncer en 1946 par la voix de son secrétaire d'État James F. Byrnes, une nouvelle politique de restauration d'un État allemand viable. Les divergences de point de vue entre les puissances occupantes conduisent à un blocage de la gestion quadripartite de l'Allemagne,.
En Europe de l'Est, dans tous les pays libérés par l'Armée rouge, le parti communiste est fortement présent dans les gouvernements formés dans la foulée. La fin de l'année 1945 voit la mise en place des régimes sous contrôle de l'Union soviétique en Albanie, en Bulgarie et en Roumanie, et l'assise définitive du pouvoir de Tito en Yougoslavie. Les Occidentaux acceptent de reconnaître les gouvernements bulgares et roumains en échange de la promesse d'élections libres qui n'auront jamais lieu. En Hongrie et en Tchécoslovaquie, les élections conduisent à la formation de gouvernements de coalition où les communistes occupent des postes clés, comme le ministère de l'Intérieur. En 1945, en Pologne, Staline accepte la demande des Anglo-Américains de mettre en place un gouvernement de coalition après avoir instauré dans un premier temps un gouvernement communiste ; il attend début 1947, à la faveur d'élections truquées, pour reprendre définitivement le contrôle du pays. Les réunions du Conseil des Ministres des affaires étrangères (CMAE) des quatre alliés, instaurées par les accords de Potsdam, ont pour seul résultat un accord pour la signature des traités de paix avec les anciens alliés de l'Allemagne nazie (la Bulgarie, la Finlande, la Hongrie, l'Italie et la Roumanie), mais les désaccords subsistent sur l'Allemagne et l'Autriche,,,.
En Méditerranée orientale et au Moyen-Orient, les tentatives de Staline pour agrandir la zone d'influence soviétique sont à l'origine des premières « crises entre Soviétiques et Occidentaux aux sujets de la Turquie, de l'Iran et de la Grèce ; ces derniers ne cèdent pas, et Staline renonce à ses ambitions. La situation en Iran est l'occasion d'une première convocation du Conseil de Sécurité de l'ONU en janvier 1946. Le Conseil ne peut rien faire d'autre que demander aux Iraniens et aux Russes de négocier directement, ce qui met déjà en évidence son impuissance à résoudre les crises qui impliquent l'un de ses membres permanents détenteurs du droit de veto. Plus généralement, l'usage répété du veto par les Soviétiques marque déjà l'échec de la vision optimiste de Roosevelt d'instaurer une forme de gouvernance mondiale,.
En Asie, le Japon est sous contrôle des États-Unis qui refusent que les Soviétiques y aient un rôle, à la grande fureur de Staline.[réf. souhaitée] Les Américains l'occupent militairement jusqu'à la signature du traité de San Francisco en 1951. Mais en Chine, le régime nationaliste de Tchang Kaï-chek est sur la défensive face au mouvement communiste de Mao Zedong. Staline joue sur deux tableaux en coopérant avec le régime, tout en s'assurant du contrôle de la Mandchourie au nord-est du pays et en fournissant de l'aide à l'insurrection communiste. Le général Marshall envoyé en Chine pendant toute l'année 1946 échoue à trouver un accord entre nationalistes et communistes, ce qui met fin aux espoirs de conserver la Chine dans la zone d'influence occidentale.

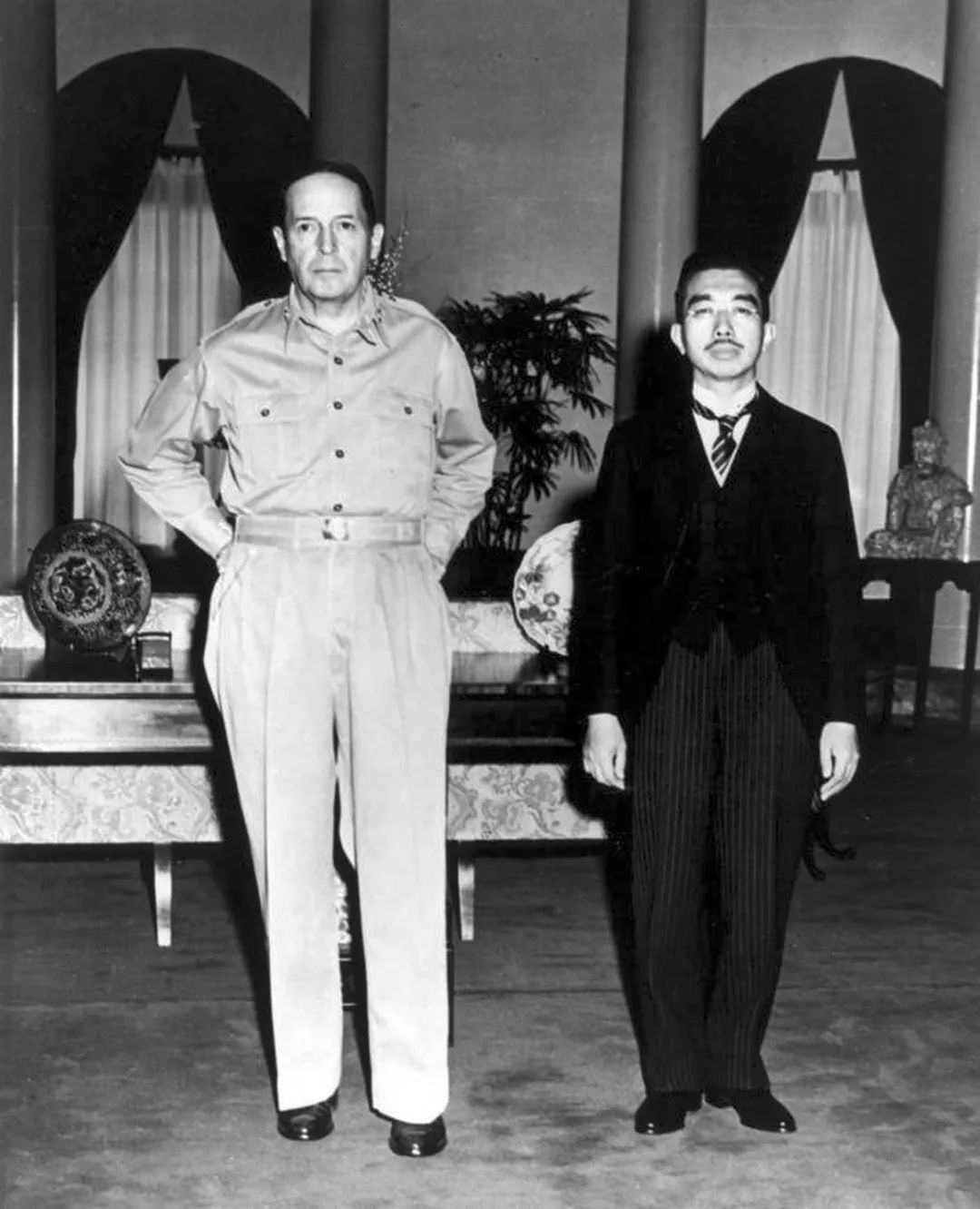
Le général Douglas MacArthur et l'empereur Hirohito en septembre 1945.

Les questions nucléaires sont également un sujet de désaccord entre les États-Unis et l'URSS. Les Américains pensent pouvoir rester longtemps les seuls à détenir l'arme nucléaire mais ils découvrent que les Soviétiques ont espionné leur programme Manhattan depuis son début et sont plus proches que prévu de la développer. En 1946, le plan Baruch, présenté par les États-Unis à la Commission de l'énergie atomique de l'ONU, propose de créer une autorité internationale détenant le monopole nucléaire et la propriété des mines d'uranium. Le plan est rejeté par l'Union soviétique, qui souhaite que les arsenaux existants (alors uniquement américains) soient démantelés avant que ne soit créée cette autorité. Winston Churchill, lors de son célèbre Discours de Fulton (1946), critique également le plan Baruch.
Au Royaume-Uni, le gouvernement travailliste d'Attlee est surtout préoccupé de maintenir le rôle mondial du pays et de redresser sa situation économique et financière difficile. Mais il se retrouve en première ligne en Méditerranée et au Moyen-Orient pour résister aux avancées de Staline. L'inquiétude grandissante quant aux véritables intentions de Staline le conduit à renforcer sa « relation spéciale » avec les États-Unis tant pour adopter une politique commune sur la question allemande que pour recevoir une aide concrète dans les zones de crise où elle est exposée. En mars 1946, Churchill, dans l'opposition, prononce aux États-Unis en présence de Truman un discours devenu fameux dans lequel il dénonce le « rideau de fer » qui sépare dorénavant l'Europe en deux,.
La France demeure en 1946 avant tout préoccupée d'éviter la résurgence de la menace allemande et ambitionne de pouvoir mener une politique de neutralité entre les États-Unis et l'URSS dont elle tirerait avantage pour dominer en Europe occidentale. Le PCF est puissant et l'URSS prestigieuse ce qui pousse les gouvernements français, qu'il s'agisse du GPRF de de Gaulle ou des premiers gouvernements de la IVe République à rechercher son appui. Devant l'insuccès de cette politique, la nécessité de se rapprocher des thèses anglo-américaines sur la reconstruction de l'Allemagne commence à prévaloir.

#### Durcissement de la politique américaine et réaction soviétique (1947)
En 1947, les États-Unis s'engagent résolument contre l'URSS, en énonçant la doctrine Truman d'endiguement du communisme et donnent la priorité au sauvetage de l'Europe occidentale en lançant le plan Marshall. Les Soviétiques réagissent par la création du Kominform et la formulation de la doctrine Jdanov. À la même époque, les partis communistes d'Europe de l'Ouest et du Nord, qui participaient dans de nombreux pays aux gouvernements de coalition issus de la guerre, sont évincés du pouvoir et relégués dans l'opposition. La partition de l'Allemagne s'amorce avec la création de la bizone anglo-américaine et les trois puissances occidentales s'engagent sur la voie d'une alliance occidentale.

##### La doctrine Truman d'endiguement du communisme
- Bloc de l'Ouest, pays de l'OTAN
- Bloc de l'Est, pays du pacte de Varsovie
- Rideau de fer
- Pays neutres
- Mouvement des non-alignés

L'Europe au temps du rideau de fer.
Bloc de l'Ouest, pays de l'OTAN
Bloc de l'Est, pays du pacte de Varsovie
Pays neutres
Mouvement des non-alignés
(L'Albanie finira par rompre avec l'URSS pour s'aligner sur la Chine populaire.)

Truman prononce le 12 mars 1947 un discours qui marque clairement l'engagement des États-Unis en Grèce et Turquie, bien au-delà de leur sphère traditionnelle d'intérêts vitaux en Amérique et même au-delà de l'Europe de l'Ouest, avec leurs alliés anglais et français traditionnels, rapidement connu comme la doctrine Truman,.
Après deux ans d'hésitation, les États-Unis adoptent la politique d'endiguement (en anglais « containment ») qui sera la leur pendant des décennies à l'initiative de George Kennan, un des meilleurs connaisseurs du monde soviétique. Lors de conférences données en 1946 et 1947, et surtout via la publication en mars 1947 d'un article ayant eu un formidable écho, ce dernier établit les bases de la politique américaine d'endiguement du communisme,.
Pour vaincre les réticents, notamment dans les rangs républicains, Truman joue beaucoup sur le levier idéologique en faisant des États-Unis le champion de la liberté, de la démocratie et des droits de l'Homme, s'assurant ainsi un fort soutien dans la population et déclenchant un fort sentiment anti-communiste dans le pays. Il énonce qu'« il est temps de ranger les États-Unis dans le camp et à la tête du monde libre ». Il réussit à obtenir le soutien de Vandenberg, leader républicain au Sénat, et fait voter 400 M$ d'aide à ces deux pays le 22 mai 1947.
Afin d'assurer la mise en œuvre de cette politique, Washington réorganise son outil militaire et crée via le National Security Act du 26 juillet 1947, deux organes essentiels de la conduite de la politique tout au long de la guerre froide, le NSC et la CIA.
Les États-Unis tournent résolument le dos à l'isolationnisme et considèrent que toute avancée communiste doit être contrée où qu'elle se produise. Certains comme le chroniqueur Walter Lippmann, qui publie un ensemble d'articles rassemblés dans un ouvrage en 1947 sous le titre Guerre froide, argumentent sur le fait que les intérêts vitaux des États-Unis ne sont pas partout menacés et que leur engagement devrait donc être apprécié au cas par cas.

##### Le plan Marshall

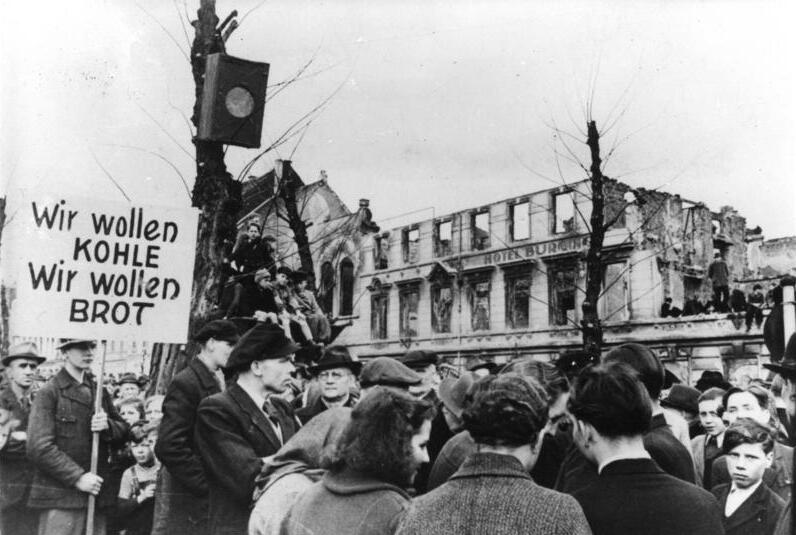
Des milliers de personnes manifestent en Allemagne (à Krefeld) contre la famine pendant l'hiver 1947. Il est écrit sur le panneau : « Nous voulons du charbon, nous voulons du pain ».

En janvier 1947, Truman nomme Marshall secrétaire d'État. La quatrième CMAE tenue à Moscou en mars-avril 1947 ne permet pas de rapprocher les points de vue relatifs à l'avenir de l'Allemagne. L'échec de cette conférence est une étape essentielle vers la rupture Est-Ouest. Marshall, persuadé que la situation en Europe appelle des mesures urgentes et massives, conçoit un programme de relèvement de l'Europe, connu sous le nom de plan Marshall, qu'il annonce le 5 juin 1947. Début juillet 1947, la nouvelle directive d'occupation JCS 1779 applicable à la zone américaine d'occupation de l'Allemagne prend le contre-pied de la précédente directive issue du plan Morgenthau, en affirmant que la prospérité de l'Europe passe par le redressement économique de l'Allemagne,,.
Le plan Marshall offre à l'Europe « une aide fraternelle » afin de vaincre « la faim, le désespoir et le chaos » qui y règnent. En comblant le « dollar gap », le plan Marshall doit permettre aux Européens d’acheter aux États-Unis les approvisionnements et les équipements dont ils ont un besoin urgent tout en assurant un débouché aux produits américains : en 1946, 42 % des exportations américaines ont pris le chemin de l’Europe occidentale, un effondrement économique de l’Europe se répercuterait sur l’économie américaine elle-même. L’objectif du plan Marshall n’est pas uniquement économique. Washington a compris que la détresse des populations européennes fait le jeu des partis marxistes alignés sur Moscou. En France et en Italie notamment, plus d’un quart de l’électorat vote communiste. La priorité des États-Unis devient l'amélioration des conditions de vie en Europe de l'Ouest par la relance de l'économie de peur que la faim et le froid ne donnent démocratiquement le pouvoir aux partis communistes ouvrant la voie à la domination complète de l'Europe par les Soviétiques. Dès lors, l’injection de capitaux américains est aussi le complément politico-économique de la doctrine Truman par la création d’un espace de prospérité en Europe.
Le plan Marshall est proposé à toute l’Europe, y compris aux pays de l’Est, et même à l’Union soviétique. Il est toutefois assorti de deux conditions : d'une part, l’aide américaine sera gérée par des institutions européennes communes, et d'autre part, le gouvernement fédéral américain aura un droit de regard sur sa répartition. Staline hésite, puis, fin juin, fait part de son refus.[réf. souhaitée]La Pologne et la Tchécoslovaquie, qui, dans un premier temps, ont donné une réponse favorable à la proposition américaine, se voient obligées par Staline de la refuser à leur tour. Finalement, seize pays, rejoints en 1949 par l'Allemagne de l'Ouest (RFA), acceptent le plan Marshall, dont la France et le Royaume-Uni sont les principaux bénéficiaires. En avril 1948, ces seize pays fondent l'Organisation européenne de coopération économique (OECE), organisme supranational dont la fonction première est de gérer et de répartir l’aide américaine entre les pays membres. De 1948 à 1952, plus de treize milliards de dollars US - 5/6 sous forme de dons, 1/6 sous forme de prêts - sont distribués.

##### Réactions soviétiques: le Kominform et la doctrine Jdanov

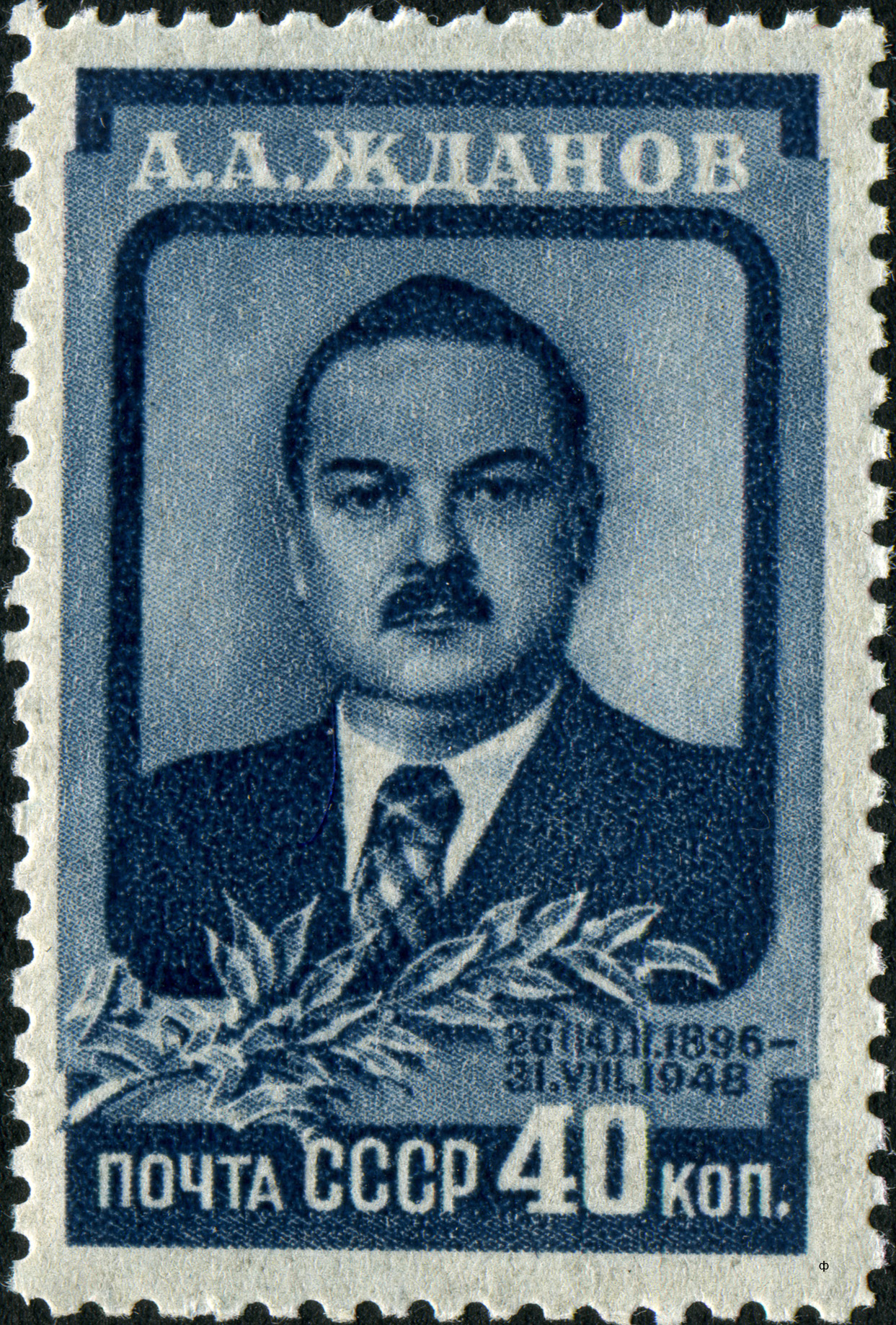
Timbre soviétique en l'honneur d'Andreï Jdanov

En réponse à la doctrine Truman et au plan Marshall — qu'il dénonce comme visant « à l’asservissement économique et politique de l’Europe » — Staline convoque les partis communistes européens à Szklarska Poręba pour la conférence fondatrice du Kominform, au cours de laquelle Andreï Jdanov présente le 22 septembre 1947 son rapport sur la situation internationale qui présente une vision du monde en deux camps irréductiblement opposés : un camp « impérialiste et anti-démocratique » emmené par les États-Unis et un camp « anti-impérialiste et démocratique » emmené par l’URSS. Il dénonce l’« impérialisme américain » qui vassalise les économies européennes en les plaçant sous la tutelle de Washington. Le but officiel du Kominform est présenté comme « l’échange des expériences et la coordination de l’activité des partis communistes ». Il s'agit en fait d'affirmer l'autorité du PCUS et d'orienter la ligne politique du PCF et du PCI dans le sens voulu par Moscou,,.

##### Renvoi dans l'opposition des partis communistes d'Europe de l'Ouest
Les partis communistes et l'idéologie communiste qu'ils portent, sont à leur apogée dans l'immédiat après-guerre dans la partie occidentale de l'Europe. Leur rôle dans la résistance, les pertes et les souffrances subies par l'Armée rouge et les civils soviétiques leur ont apporté une grande popularité. En France, lors des élections législatives du 10 novembre 1946, le PCF obtient 28,3 % des voix. En Italie, le PCI, alors allié aux socialistes, dépasse 30 % des voix aux élections de 1948. Les États-Unis et la Grande-Bretagne craignent que ces succès électoraux conduisent à des changements politiques et économiques radicaux de nature à déstabiliser la sphère occidentale et à ouvrir pacifiquement la porte de l'Europe de l'Ouest aux Soviétiques.
Le 5 mai 1947, le président du Conseil, Paul Ramadier, décide d'exclure les ministres communistes du gouvernement français. De la même manière, les communistes sont exclus du gouvernement à Rome et à Bruxelles durant le printemps 1947. Ces exclusions marquent la fin des alliances issues de la Résistance et un clivage politique net entre les partis communistes et les autres partis, ouvrant la voie à la formation d'une Europe occidentale et à une alliance atlantique.
En novembre et décembre 1947, à l'instigation des communistes des grèves de grande ampleur sont déclenchées en France et en Italie où un nouvel hiver froid et le maintien du rationnement de la nourriture conduisent à l'exaspération une population qui ne voit pas s'améliorer significativement ses conditions de vie plus de deux ans après la Libération. L'objectif premier est de faire échouer le plan Marshall et le cas échéant de profiter d'une situation révolutionnaire. Finalement, les gouvernements en place tiennent bon.

#### Entrée progressive de la France dans la guerre froide (1944-1947)
Pour un article plus général, voir Politique étrangère de la France depuis 1945.
Le dessein géopolitique du général de Gaulle, à la tête du GPRF jusqu'en janvier 1946, est de contrôler et diviser l'Allemagne pour empêcher une résurgence de sa puissance, dans une politique d'équilibre entre les deux très grandes puissances et de garantie collective de sécurité les associant. Dans un premier temps, l'accent est mis sur le rapprochement avec Moscou, par la conclusion d'un traité d'alliance entre la France et l'URSS le 10 décembre 1944.
Déçu de l'attitude des Soviétiques qui ne soutiennent pas les positions françaises sur la question allemande, de Gaulle met en avant à l'automne 1945 l'idée d'une « Europe occidentale » regroupant la France, le Benelux, l'Italie, la Rhénanie et le Ruhr, et peut-être le Royaume-Uni, dans le double objectif d'éviter la résurgence d'une Allemagne unie et de contrer la politique soviétique de plus en plus perçue comme hégémonique et hostile aux intérêts de la France.
Tout en demeurant dans la ligne politique générale de de Gaulle, Léon Blum et Georges Bidault concrétisent en mai 1946 un premier rapprochement de la politique extérieure de la France avec les États-Unis par la signature des accords Blum-Byrnes octroyant une aide financière à la France.

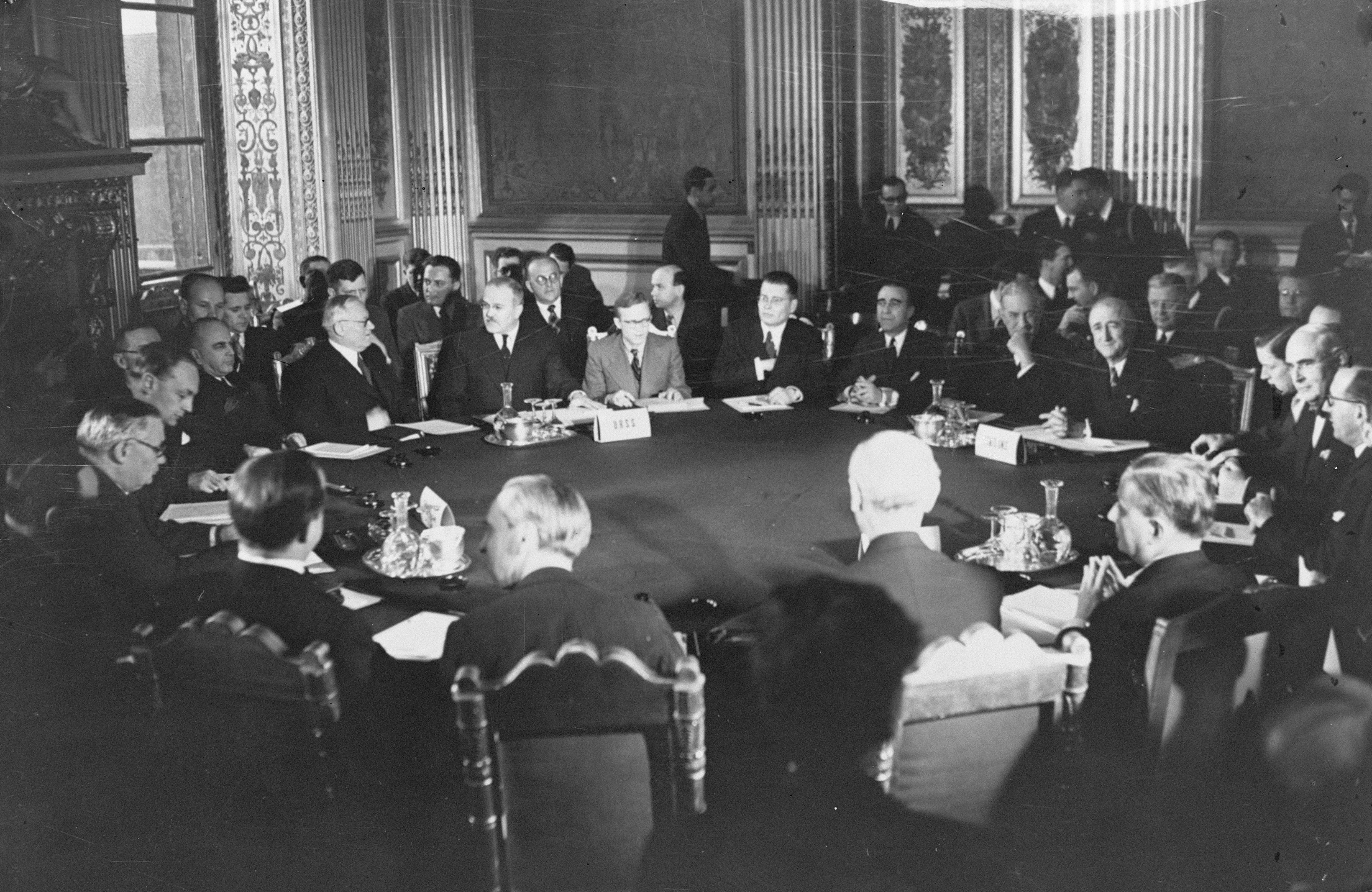
Seconde CMAE, à Paris en avril 1946.

La France n'obtient pas satisfaction lors des sessions de 1946 du Conseil des ministres des Affaires étrangères (CMAE) des quatre anciens alliés de la Guerre et du Conseil de contrôle allié. Les déclarations le 10 juillet 1946, lors de la seconde CMAE, de G. Bidault exposant la position de la France sur les conditions d'occupation de l'Allemagne, et de Molotov sur la politique allemande de l'Union soviétique illustrent les désaccords profonds entre les anciens alliés qui mènent à l'échec de cette conférence,.
Le 2 décembre 1946, les États-Unis et la Grande-Bretagne fusionnent leurs zones d'occupation en Allemagne, formant la bizone. La France ne s'y associe pas en raison de considérations de politique intérieure : le PCF est au gouvernement, l'URSS jouit du prestige du vainqueur de la Guerre et l'idéologie communiste bénéficie d'un large soutien. Il est impossible de s'aligner trop vite sur une ligne trop clairement atlantiste.
Début 1947, le premier gouvernement de la IVe République, dirigé par Paul Ramadier, prolonge le tripartisme du GPRF et par conséquent, en matière de politique extérieure, poursuit une politique de neutralité et d'équilibre entre les grandes puissances, de conclusion d'alliances bilatérales et de maintien de l'Empire colonial. Le traité de Dunkerque d'assistance mutuelle entre la France et le Royaume-Uni est signé le 4 mars 1947 ; l'Allemagne y est encore désignée comme l'ennemi.
Dans le contexte des premières grèves de 1947, l'exclusion des ministres communistes du gouvernement Ramadier le 5 mai 1947 met fin au tripartisme et crée les conditions d'un changement de politique extérieure. À l'issue de la conférence de Paris à l'été 1947, les Soviétiques confirment leur refus du plan Marshall, ce qui conduit la France à réviser définitivement sa politique relative à l'Allemagne, à accepter la division de l'Europe et à rejoindre pleinement le camp occidental. La cinquième réunion de la CMAE à Londres s'achève le 15 décembre 1947 sur un nouveau constat d'échec. Dans la foulée, la France accepte d'étudier la fusion de la zone française d'occupation avec la bizone anglo-américaine ; la trizone ainsi constituée serait un pas décisif vers la formation d'un État ouest-allemand. La France maintient toutefois sa demande de trouver un accord sur la Sarre et surtout la Ruhr. La France accepte aussi d'ouvrir des discussions secrètes relatives à la mise sur pied d'une alliance de sécurité collective en Europe occidentale avec les États-Unis ; ces négociations sont à l'origine du traité de l'Atlantique Nord,.

### Premières crises en Méditerranée orientale et au Moyen-Orient (1945-1949)
Le Royaume-Uni est depuis des décennies la puissance dominante dans cette région et aspire à le rester. Espérant tirer parti de la faiblesse des Britanniques en 1945, Staline entreprend d'avancer ses pions pour étendre sa zone d'influence en Europe et rompre ce qu'il ressent comme l'encerclement de l'URSS par le sud. Les États-Unis apportent dès 1946 leur soutien aux Britanniques, traduisant le durcissement progressif de la politique américaine et conduisant Staline à reculer.

#### Crise turco-soviétique des détroits (1945-1946)
La Turquie est l'objet en 1945 et 1946 d'une vive pression des Soviétiques pour obtenir des rectifications de frontière en Anatolie et surtout pour que soit révisée la convention de Montreux datant de 1936 qui régit la navigation en mer Noire et le franchissement des détroits du Bosphore et des Dardanelles, en échange d'une alliance. La crise des détroits pousse les Turcs à se rapprocher des Anglo-Américains. Truman décide l'envoi d'une force navale permanente en Méditerranée, à l'origine de la Sixième flotte. Staline refuse les propositions élaborées de concert par Londres et Washington de tenue d'une conférence internationale associant Ankara et toutes les parties, et renonce à pousser l'affaire plus loin,.

#### Crise irano-soviétique (1946)
La crise irano-soviétique est la toute première épreuve de force de la guerre froide naissante. À l’été 1941, l’URSS et le Royaume-Uni, à la recherche d’une voie d’acheminement des armes et du ravitaillement à destination du front russe, s’étaient entendus pour occuper chacun une moitié de l'Iran et déposer le chah Reza Pahlavi, coupable de trop de sympathie vis-à-vis de l’Axe. Son fils, Mohammed Reza, qui lui a succédé, conclut avec ces puissances un traité prévoyant le retrait de leurs troupes au plus tard le 2 mars 1946. Très vite cependant, l’URSS soutient deux mouvements indépendantistes dans le nord du pays afin de constituer un glacis protecteur comme elle le fait en Europe. Les négociations relatives à l'octroi de nouvelles concessions pétrolières aux soviétiques et les pressions occidentales conduisent finalement l’Armée rouge à se retirer.

#### Guerre civile en Grèce (1946-1949)
Au retrait des occupants de l'Axe en octobre 1944, le parti communiste grec (KKE) est en position de force parmi les mouvements de résistance victorieux fédérés au sein de l'EAM-ELAS. Mais les Britanniques ne veulent en aucune façon que le pays tombe aux mains des communistes ; Churchill a conclu un accord dans ce sens avec Staline lors d'une conférence à Moscou en octobre 1944 et envoyé des troupes pour sanctuariser Athènes et Salonique. Les Britanniques et les communistes grecs s'affrontent militairement entre décembre 1944 et janvier 1945. Respectant son accord avec Churchill confirmé lors de la conférence de Yalta, Staline demande aux communistes grecs de trouver une solution politique. Le 9 février 1945, un accord est signé à Várkiza, prévoyant le dépôt des armes et une régence exercée par le métropolite Damaskinos d'Athènes jusqu'au retour du roi Georges II.
Mais la Grande Alliance de la guerre fait peu à peu place à la guerre froide. Dès lors le KKE de nouveau soutenu par les pays communistes voisins et notamment la Yougoslavie reprend les armes au printemps 1946 en réponse à la politique très répressive menée par le gouvernement qui s'appuie largement sur des milices de droite. La guerre civile fait rage pendant trois ans. Les rapports de force s'inversent avec la montée en puissance de l'aide apportée par les États-Unis au titre de la doctrine Truman et avec la rupture entre l'URSS et Tito qui interrompt l'aide militaire au KKE. Les forces armées gouvernementales prennent le dessus ; la guerre s'achève par une lourde défaite des forces communistes au mont Grammos en août 1949 suivie par la signature d'un cessez-le-feu le 16 octobre 1949. La guerre aura fait plus de 150 000 morts et laissé le pays dévasté et profondément divisé,.

### Expansion communiste en Asie (1945-1954)
À la sortie de la Seconde Guerre mondiale, les États-Unis établissent leur domination sur le Japon, dont la reddition brutalement accélérée par les bombes atomiques d'Hiroshima et de Nagasaki a interdit aux Soviétiques de participer suffisamment à l'effondrement de l'empire japonais pour prétendre jouer un rôle dans la suite. L'avancée des troupes soviétiques en Mandchourie et dans la petite péninsule de Corée a toutefois permis de créer les conditions de l'établissement d'un État communiste, la Corée du Nord.
À la différence de l'Europe, l'extension de la guerre froide à l'Asie ne résulte pas de politiques volontaristes des deux Grands mais d'événements initiés en Chine, en Indochine et en Corée. Elle se traduit par des guerres ouvertes qui font de nombreuses victimes civiles et militaires. Sur la durée de la guerre froide, la guerre de Corée, la guerre d'Indochine, la guerre du Viêt Nam, la guerre d'Afghanistan et le génocide cambodgien totalisent environ dix millions de morts,.

#### Victoire des communistes en Chine (1945-1949)

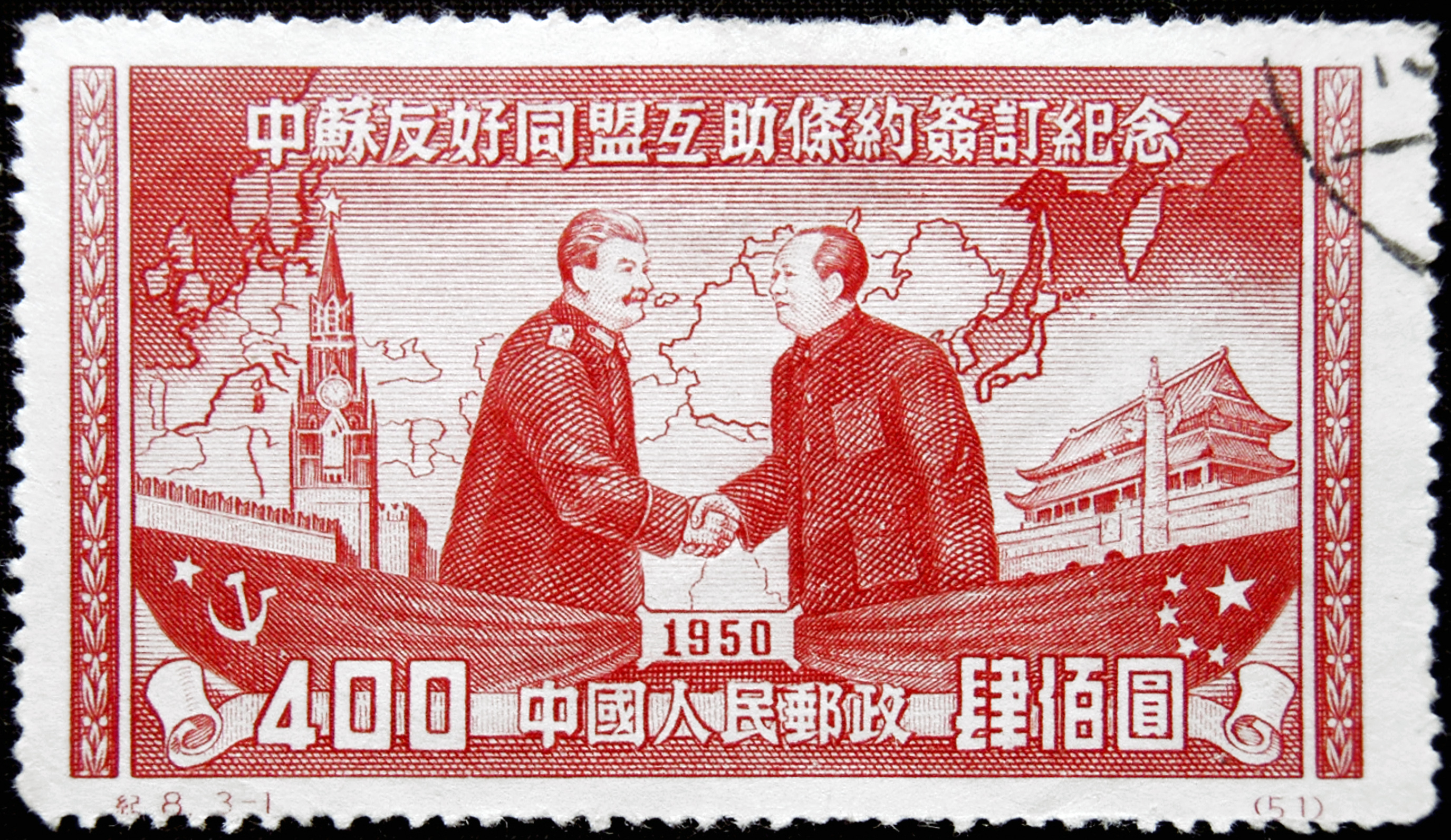
Timbre commémoratif de la signature du pacte sino-soviétique en 1950

La guerre civile entre nationalistes et communistes reprend en Chine dès la capitulation japonaise. Staline trouve initialement plus avantageux de s’accommoder du régime nationaliste de Tchang Kaï-chek plutôt que de soutenir pleinement la révolution communiste dirigée par Mao Zedong. Le 15 août, le gouvernement chinois signe un traité d'amitié avec l'Union soviétique, prévoyant le retour de la Mandchourie à la Chine et reconnaissant la souveraineté soviétique à Port-Arthur : les communistes chinois apparaissent isolés politiquement par cette victoire stratégique des nationalistes. Les États-Unis tentent une médiation et nomment en novembre 1945 le général Marshall ambassadeur des États-Unis en Chine. Une mission américaine est installée à Yan'an dans l'objectif d'aboutir à la formation d'un gouvernement de coalition communiste-nationaliste. Face à l'échec de plus en plus évident de cette politique, Marshall retourne à Washington en janvier 1947 pour y prendre la fonction de Secrétaire d'État,.
Pendant les pourparlers, les opérations militaires sont engagées dès septembre 1945 : les troupes nationalistes avancent sur la place-forte communiste du Shanxi, afin d'en prendre le contrôle. Les troupes communistes ripostent et affrontent les nationalistes jusqu'en octobre, mettant finalement hors de combat treize divisions de l'armée du Kuomintang. Les défaites militaires successives des nationalistes aboutissent à la proclamation de la république populaire de Chine par Mao Zedong le 1er octobre 1949,. Se substituant à celui de 1945, un traité d'amitié, d'alliance et d'assistance mutuelle est conclu avec l'Union soviétique le 14 février 1950.

#### Guerre d'Indochine (1946-1954)
Après la défaite du Japon, la France va réussir à rétablir fin 1945 son autorité sur la majeure partie de l'Indochine. Simultanément, le 2 septembre 1945, Hô Chi Minh proclame l'indépendance de la république démocratique du Viêt Nam. Après une période de négociations, le conflit éclate avec le bombardement du port d'Haïphong par la Marine française le 23 novembre 1946. Dès lors, Hô Chi Minh écarte l'option de la Fédération indochinoise voulue par la France. Le 19 décembre 1946, l'insurrection de Hanoï marque le début de la guerre : le gouvernement de la république démocratique du Viêt Nam déclenche des hostilités dans tout le nord du Viêt Nam, et entre dans la clandestinité. En raison de la tendance à la décolonisation, la France accepta alors de coopérer avec les nationalistes non communistes et créa l'État du Viêt Nam dirigé par Bảo Đại en mars 1949. La France accepta l'indépendance et l'unification du Viêt Nam, mais le nouveau gouvernement n'était pas encore complètement indépendant. La guerre française est passée de favorable à défavorable lorsque les rebelles communistes ont reçu un fort soutien de la part des communistes chinois. Cela obligea les Français à accorder à la hâte une indépendance totale au gouvernement de Bảo Đại en juin 1954,.
La guerre dure jusqu'en juillet 1954. La chute en mai du camp retranché français de Diên Biên Phu, puis la signature des accords de Genève en juillet, marquent la fin de l'Indochine française et la partition du Viêt Nam en deux États, le Viêt Nam du Nord communiste et le Viêt Nam du Sud soutenu par les États-Unis qui vont prendre le relais de la France et s'engager progressivement dans ce qui deviendra la guerre du Viêt Nam.

#### Guerre de Corée (1950-1953)

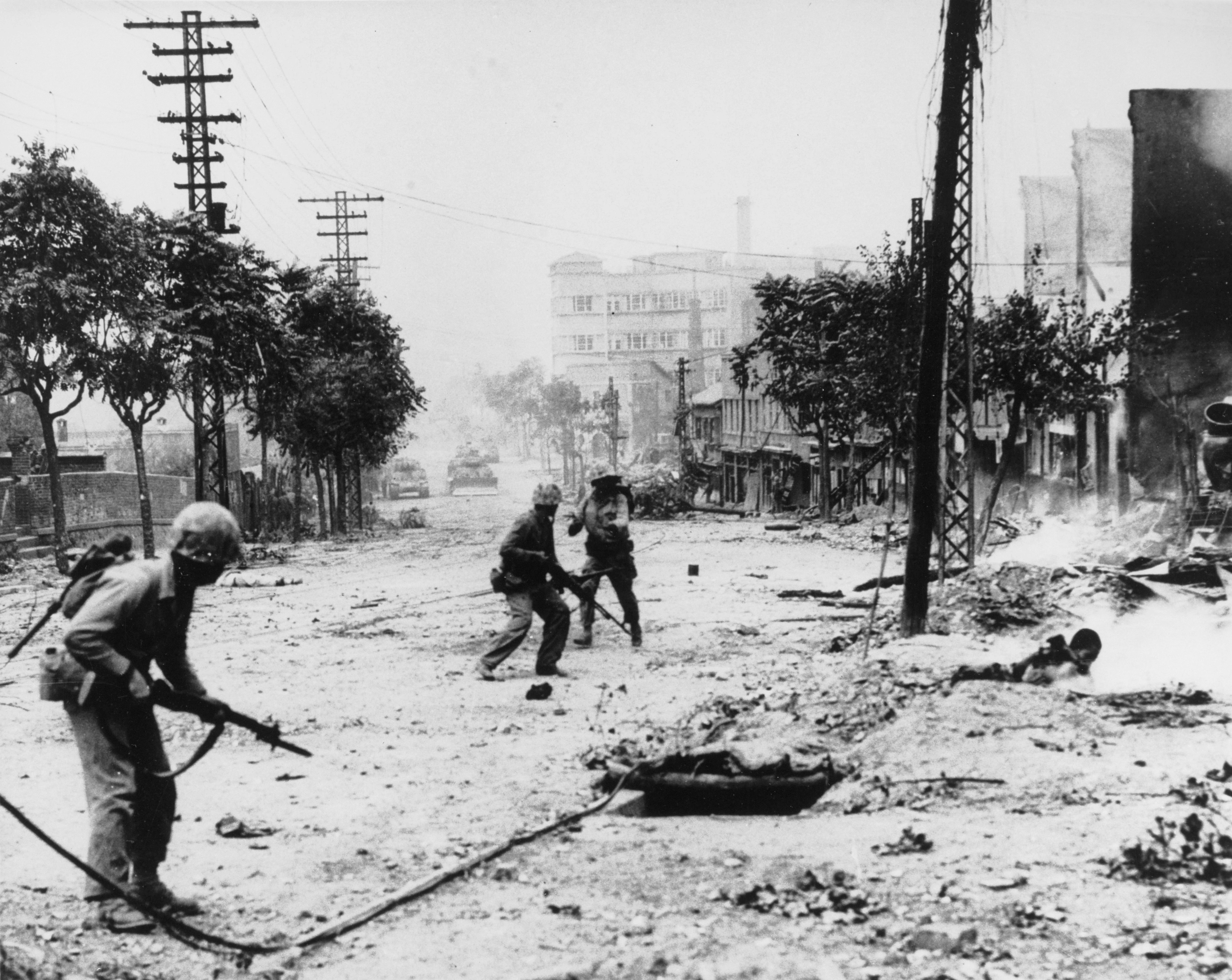
Des marines à Séoul, en septembre 1950.

Après la défaite japonaise en août 1945, la Corée est coupée en deux au niveau du 38e parallèle : au Sud, la république de Corée, pro-américaine, dirigée par Syngman Rhee, au Nord, la république populaire démocratique de Corée, pro-soviétique, dirigée par Kim Il-sung. En 1948 et en 1949, les armées soviétiques et américaines quittent leurs zones d’occupation respectives, de part et d’autre du 38e parallèle.
Les Nord-Coréens, bientôt soutenus par les Chinois, font pression sur Staline pour qu'il accepte que soit lancée une offensive militaire pour conquérir la Corée du Sud. Le 25 juin 1950, l’armée nord-coréenne franchit le 38e parallèle. La réaction des États-Unis est immédiate. Les 25 et 27 juin, les Nations unies condamnent l’agression nord-coréenne et décident de venir en aide à la Corée du Sud. Les forces de l’ONU, commandées par MacArthur et formées en majeure partie de contingents américains, repoussent les forces nord-coréennes et se rapprochent de la frontière chinoise fin septembre 1950. Mais en octobre, l’intervention de 850 000 « volontaires du peuple chinois » contraint les forces de l'ONU à se replier sur le 38e parallèle, où le front finit par se stabiliser en mars 1951.
Pour remporter la victoire, MacArthur propose alors un plan d'escalade du conflit à Truman : bombardement de la Mandchourie, blocus naval des côtes chinoises, débarquement des forces du général Tchang Kaï-chek en Chine du Sud et, le cas échéant, emploi de l’arme atomique. Truman, qui est convaincu qu’une telle initiative provoquera une intervention soviétique, refuse et le remplace par le général Matthew Ridgway.
Le 27 juillet 1953, après la mort de Staline et au bout de deux ans de pourparlers, l’armistice signé à Panmunjeom rétablit le statu quo ante bellum, mais n'est suivi d’aucun traité de paix.

### Première crise de Berlin et consolidation des deux blocs (1948-1955)

#### Blocus de Berlin et partage de l'Allemagne

Atterrissage d'un C-54 à Tempelhof.

L'année 1948 s'ouvre par la prise de pouvoir du parti communiste en Tchécoslovaquie, qui met fin au régime démocratique en place depuis la fin de la guerre. Cet évènement, appelé le coup de Prague, achève de faire basculer sous contrôle soviétique tous les pays à l'est du rideau de fer. En réaction, les Occidentaux décident de transformer à brève échéance leur trizone en un État souverain ouest-allemand au cours de la conférence tenue à Londres d'avril à juin 1948. La première phase du processus est la création du Deutsche Mark, qui devient le 20 juin la monnaie commune aux trois zones occidentales. Staline proteste contre cette division de fait de l’Allemagne et, le 23 juin 1948, il profite de l’isolement géographique de Berlin pour bloquer tous les accès terrestres et fluviaux des secteurs occidentaux où résident plus de deux millions d’habitants.
Pour sauver la ville de l’asphyxie, Britanniques et Américains décident finalement de mettre en place un pont aérien pour en assurer le ravitaillement en vivres, carburant, et charbon. Durant les onze mois que dure le blocus, les 275 000 vols effectués acheminent plus de 2 millions de tonnes de fret. Le 12 mai 1949, conscient de son échec, Staline décide de lever le blocus.
Le 23 mai 1949, la division de l’Allemagne devient officielle, par la promulgation de la loi fondamentale (Grundgesetz), acte de naissance de la République fédérale d’Allemagne (RFA, Bundesrepublik Deutschland), dont la capitale fédérale est Bonn. Le 7 octobre 1949, la zone soviétique à son tour se constitue en un État souverain, la République démocratique allemande (RDA, Deutsche Demokratische Republik), dont la capitale est Berlin-Est. Les deux entités refusent de se reconnaître juridiquement.
Cette crise diminue le prestige de l'URSS dans le monde à cause des images de Berlinois affamés résistant à sa politique de force et de l'humiliation que représente l'échec du blocus. Elle augmente corrélativement aux yeux des Allemands de l'Ouest celui des États-Unis, dont le statut passe de celui d'occupant à celui de protecteur. Le partage de facto de l'Europe en deux zones séparées par le rideau de fer devient une réalité acceptée des deux côtés.

#### Soviétisation de l'Europe de l’Est
Le maintien des pays d'Europe de l'Est sous son contrôle total constitue une préoccupation majeure de Staline, qui va se traduire en quelques années par leur soviétisation complète, sur le plan politique comme économique. Seule la Yougoslavie dirigée par Tito réussit à échapper à l'emprise soviétique, mais elle représente pour le Kominform l'ennemi à abattre.
Sur le plan politique, les dirigeants qui veulent faire entendre leur voix sont écartés, soit par discréditation ou intimidation, soit par des procès politiques où ils sont accusés de « titisme », de « déviationnisme » c'est-à-dire de dévier de la politique de Moscou, de « cosmopolitisme », de « sionisme » ou de travailler pour l'Occident. De très nombreuses personnes sont emprisonnées ou exécutées, l’immense majorité tout simplement car ils gênent les régimes alors en place, alors que ce sont souvent d’authentiques communistes comme le Hongrois László Rajk exécuté en 1949. Le dirigeant communiste tchèque Klement Gottwald organise lui-même les procès de Prague en 1952 afin tout à la fois d'écarter ses rivaux et d'excuser ses difficultés. Les dirigeants communistes ne tolèrent aucune manifestation ouverte d'opposition : premières du genre, les insurrections ouvrières de juin 1953 contre le régime communiste pro-soviétique qui éclatent en République démocratique allemande sont sévèrement réprimées.
Sur le plan économique, les États satellites d'Europe de l'Est sont forcés d'appliquer le modèle soviétique : collectivisation de l'agriculture, nationalisation de la quasi-totalité des activités économiques et planification centralisée à cinq ans calquée sur le calendrier et le modèle des plans à cinq ans de l'URSS.

#### Déploiement de réseaux d'alliance politique, économique ou militaire

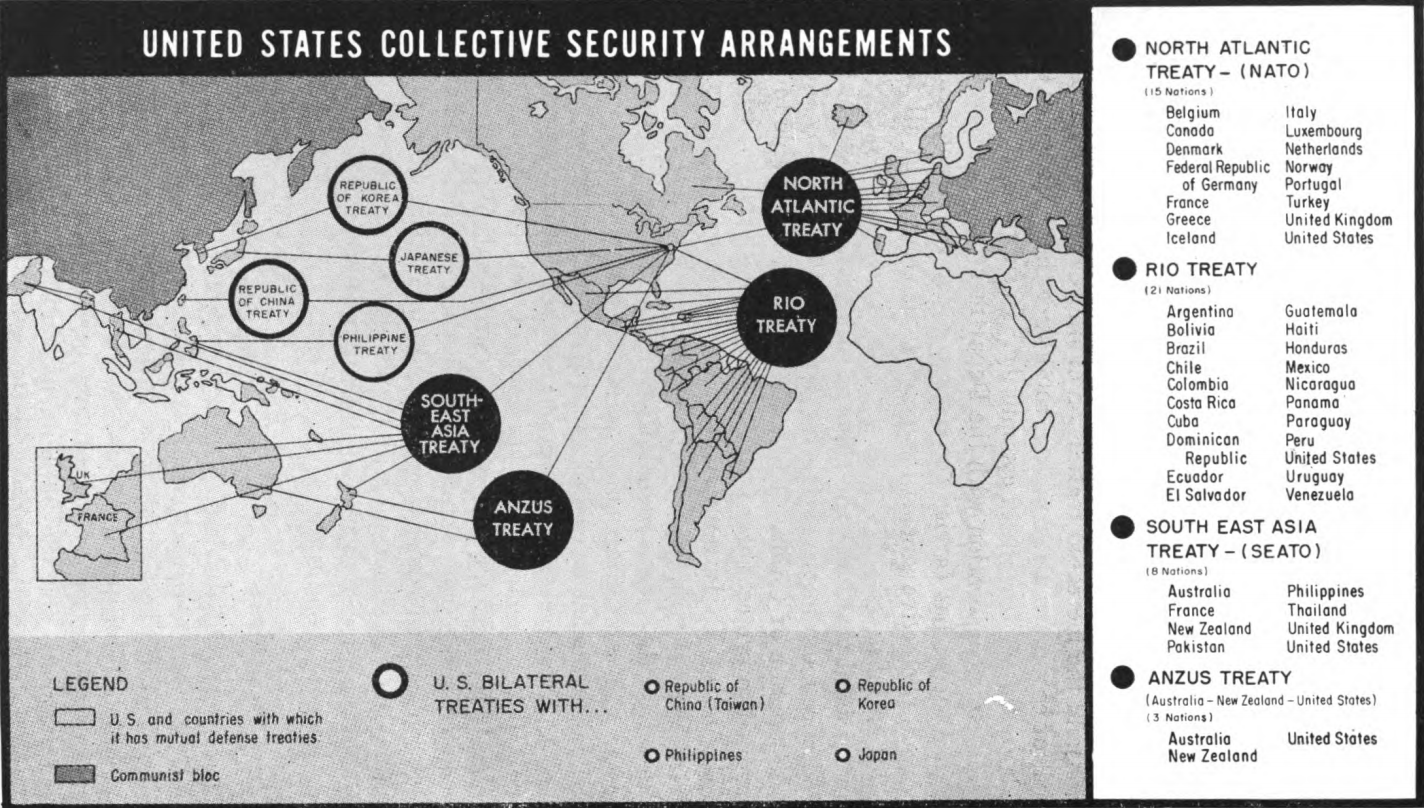
Carte des différents accords de sécurité conclus par les États-Unis entre 1947 et 1959.

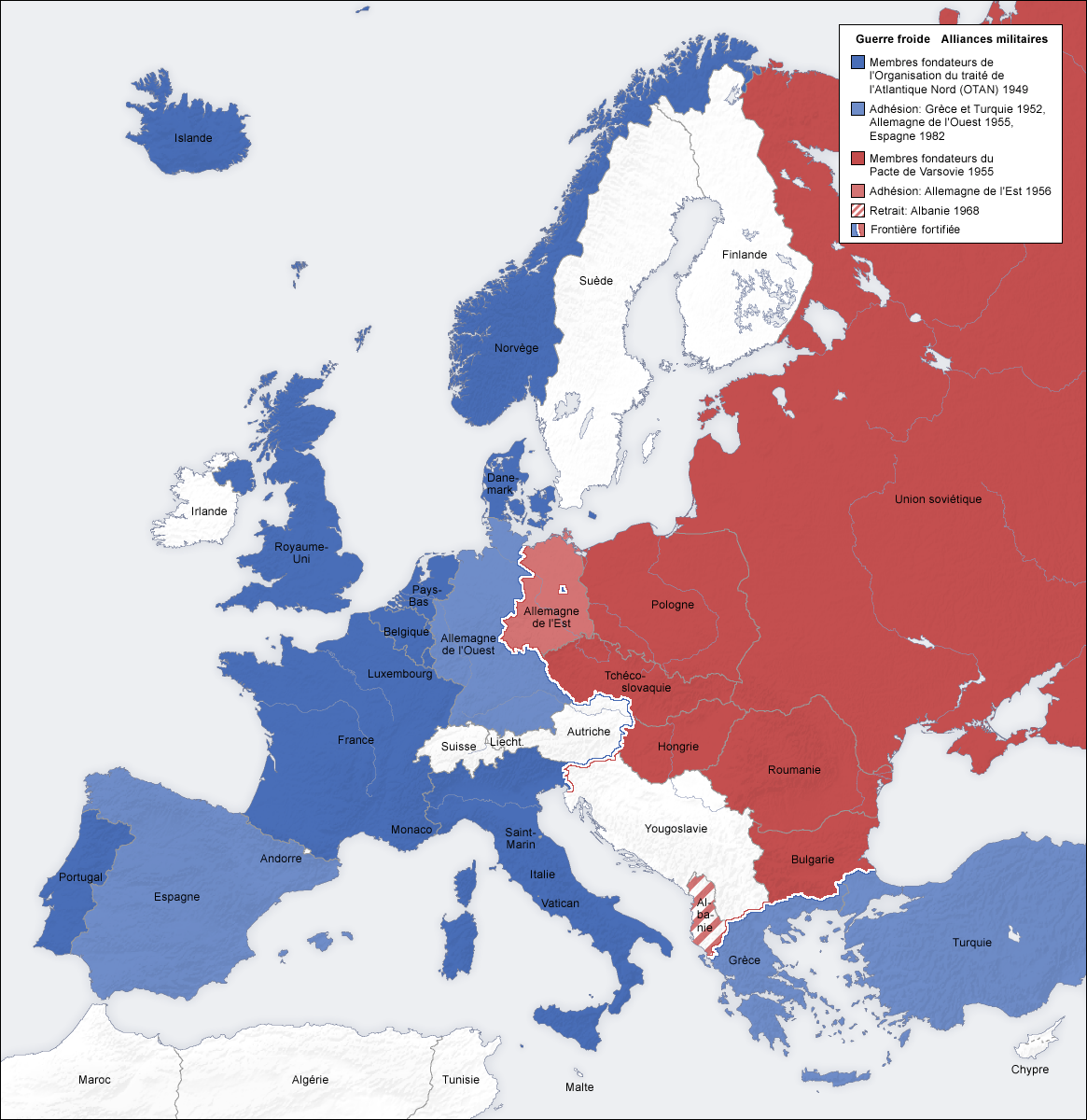
Alliances militaires en Europe : OTAN (1949) et Pacte de Varsovie (1955).

La consolidation du bloc occidental se poursuit pendant ces années avec la mise en place par les États-Unis et leurs alliés d'un important réseau d’alliances défensives en Europe et dans le reste du monde : après le traité de Bruxelles (1948) signé entre Européens, le Traité de l'Atlantique Nord scelle en avril 1949 une alliance forte entre les États-Unis et leurs alliés en Europe. En raison des craintes résultant de l'éclatement de la guerre en Corée, les signataires de ce traité décident fin 1950 de mettre en place une structure militaire intégrée, l'OTAN, dont le premier Commandant Suprême est le Général Dwight D. Eisenhower,.
Des alliances multilatérales, plus lâches, sont également conclues dans d'autres zones géographiques : l'Organisation des États américains en 1948, l’ANZUS (1951), l’Organisation du traité de l'Asie du Sud-Est (OTASE) (1954) et le pacte de Bagdad (1955). Le principe général à la base de toutes ces alliances est que leurs pays signataires s’engagent à s’aider mutuellement en cas d’agression,. En Asie, Washington mise plutôt sur des alliances bilatérales fortes avec le Japon (traité de sécurité de 1951), les Philippines (traité de défense mutuelle de 1951) et la Corée du Sud (traité de défense mutuelle de 1953), assorties du droit de stationnement de forces américaines.
Du côté soviétique, en réponse au Plan Marshall et à la création de l’OECE, l’URSS fonde en janvier 1949 le Conseil d'assistance économique mutuelle (CAEM, en anglais COMECON), qui est chargé de coordonner les économies des démocraties populaires et de planifier les échanges commerciaux entre elles dont l'activité sera cependant assez limitée.
En contrepartie d'une présence militaire renforcée sur le sol européen, les États-Unis exigent en 1950 le réarmement de l'Allemagne de l'Ouest (la RFA) malgré de fortes réticences en Europe et pas seulement en France. Les alliés occidentaux finissent par s'accorder sur le projet, d'initiative française, de création d'une armée européenne concrétisé par le traité instituant la Communauté européenne de défense signé en mai 1952. Simultanément, les accords de Bonn restituent à la RFA la plupart de ses droits souverains. Après le refus du Parlement français de ratifier la CED, les Occidentaux s'accordent à l'issue de la conférence des Neuf Puissances sur la création de l'Union de l'Europe occidentale, l'entrée de la RFA dans l'OTAN et la cessation du régime d'occupation dans la RFA. Les accords de Paris qui en découlent sont signés en octobre 1954 et entrent en vigueur en mai 1955,.
En mai 1955, à la suite de l’admission de la RFA dans l’OTAN, l’URSS crée le pacte de Varsovie, qui officialise l’autorité soviétique sur les armées des démocraties populaires,. La même année, la doctrine Hallstein, élaborée par la RFA, énonce que quiconque reconnaîtrait la RDA couperait, de fait, ses relations diplomatiques avec Bonn, qui s'affirme comme seule représentante légitime de l'Allemagne. Les deux blocs se sont en Europe constitués et organisés pour durer.

#### Contrôle étroit des Occidentaux sur leurs zones d'influence au Moyen-Orient et en Amérique latine
Le Moyen-Orient demeure durant la décennie 1945-1955 dominé par les influences occidentales. Riche en pétrole, la région est le terrain de luttes d'influence entre Américains et Britanniques et de courants nationalistes qui provoquent une grande instabilité sans toutefois ouvrir la porte aux communisme. Les États-Unis mettent en place en 1955 via le Pacte de Bagdad une alliance avec quatre des principaux États arabes de la région. En Égypte toutefois, les Britanniques perdent leur position privilégiée et le contrôle du canal de Suez avec l'arrivée au pouvoir de Nasser en 1954 qui jusqu'à sa mort en 1970 va symboliser le nationalisme pan-arabe.
Les États-Unis ont toujours considéré l'Amérique latine comme leur zone d'influence exclusive. En 1947, les États américains signent le pacte de Rio, qui est un traité d'assistance réciproque. Puis, la coopération est renforcée en 1948 par l'instauration de l'Organisation des États américains (OEA) qui regroupe les vingt États américains. Mais comme ailleurs, le continent n'est pas exempt de troubles liés à des aspirations nationalistes, à des revendications économiques et sociales et à l'omnipotence américaine. Les Américains surveillent le développement des mouvements d'obédience communiste et veulent à tout prix éviter leur accession au pouvoir. Selon cette logique, ils participent au coup d'État de 1954 au Guatemala qui remplace un gouvernement démocratiquement élu, proche des communistes locaux, par une dictature militaire. Au Paraguay, le général Stroessner profite d'une situation politique très instable pour prendre le pouvoir en 1954 et instaurer un régime dictatorial soutenu par les États-Unis où les libertés individuelles sont restreintes et les opposants éliminés au nom de la lutte contre le communisme.

#### Lutte anti-communiste et maccarthysme aux États-Unis

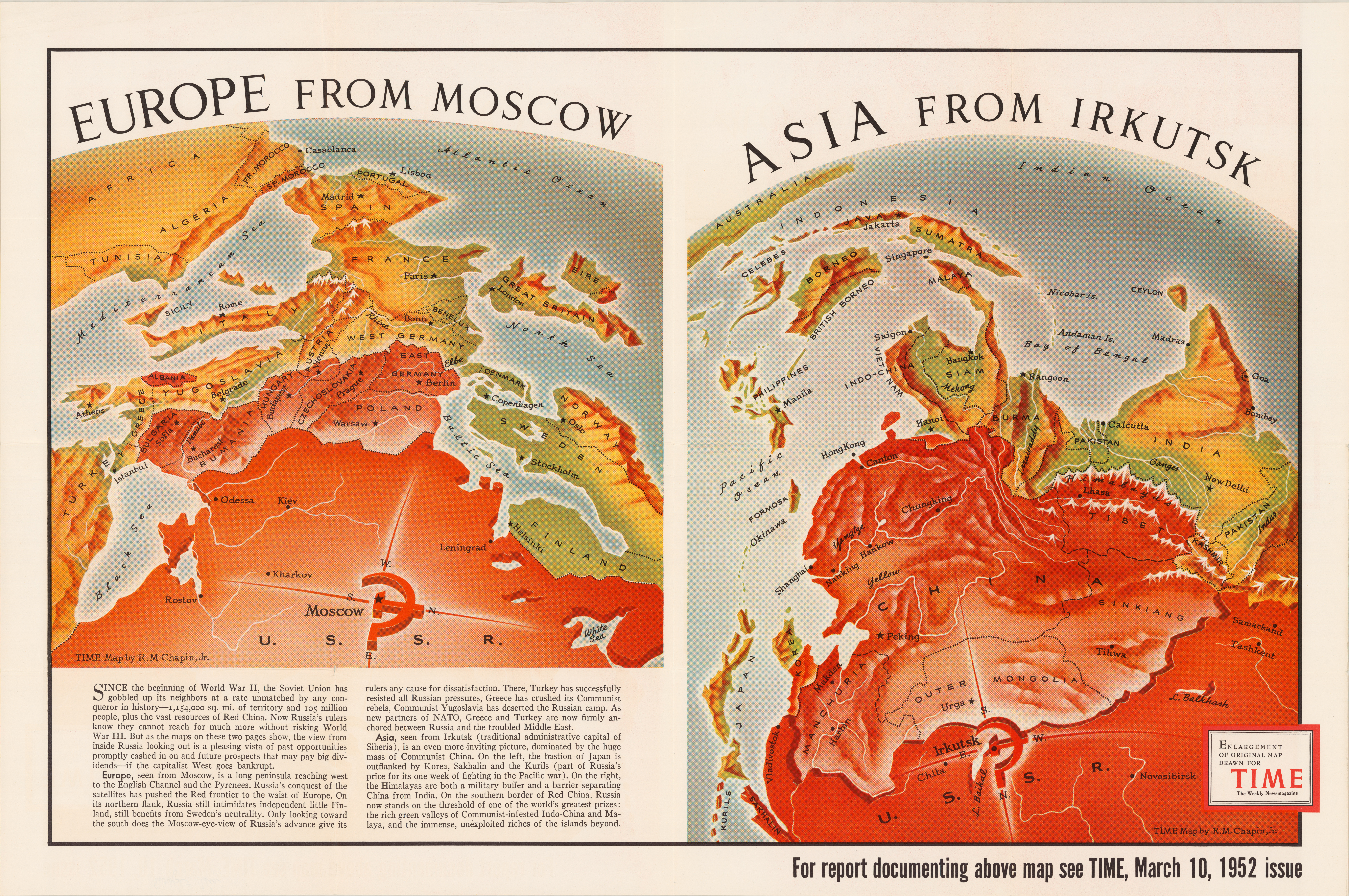
L'impérialisme soviétique vu par le magazine Time, 1952.

En Europe les partis communistes sont écartés du gouvernement en 1947 en France et en Italie. Aux États-Unis, la lutte contre l'espionnage soviétique et les sympathisants communistes devient un sujet politique de premier plan dès la fin de la guerre. Grâce au projet Venona de décryptage des communications soviétiques, les Américains acquièrent en 1946 la certitude que le projet secret Manhattan de fabrication de la bombe atomique a été espionné par les Soviétiques. À partir de 1946, la « Commission parlementaire sur les activités anti-américaines » (HUAC) focalise son activité sur les activités communistes. Entre autres, des artistes suspectés de sympathies communistes sont empêchés de travailler ; Bertolt Brecht, Charlie Chaplin, Jules Dassin ou Orson Welles doivent quitter les États-Unis. Jouant sur une nouvelle « peur rouge », Truman institue en 1947 un programme de loyauté des employés fédéraux américains, pour repérer et écarter les fonctionnaires fédéraux coupables de sympathies communistes. Les investigations concernent plus de trois millions d'employés fédéraux, dont plusieurs milliers sont contraints à la démission.
Entre 1950 et 1954, le sénateur républicain Joseph McCarthy mène une véritable chasse aux « Rouges » historiquement connue sous le nom de maccarthysme. Il fait mettre en accusation tous ceux qu’il soupçonne d’être des membres ou de simples sympathisants du Parti communiste des États-Unis ; des fonctionnaires, des artistes, des intellectuels, des universitaires et des hommes politiques sont ciblés. Finalement, en 1954, McCarthy met en doute la loyauté de l’armée. Il est alors l’objet d’un blâme de la part de ses collègues du Sénat. Son discrédit personnel met fin à la période du maccarthysme.

### Vers l'équilibre de la terreur nucléaire (1949-1953)
À l'été 1949, un certain optimisme prévaut à Washington avec l'échec du blocus de Berlin, la défaite des communistes en Grèce et la rupture entre la Yougoslavie et l'URSS. Mais la fin de l'année 1949 voit la situation se détériorer rapidement du point de vue occidental avec l'explosion de la première bombe atomique soviétique, la victoire de Mao Zedong en Chine et la conclusion du pacte sino-soviétique.

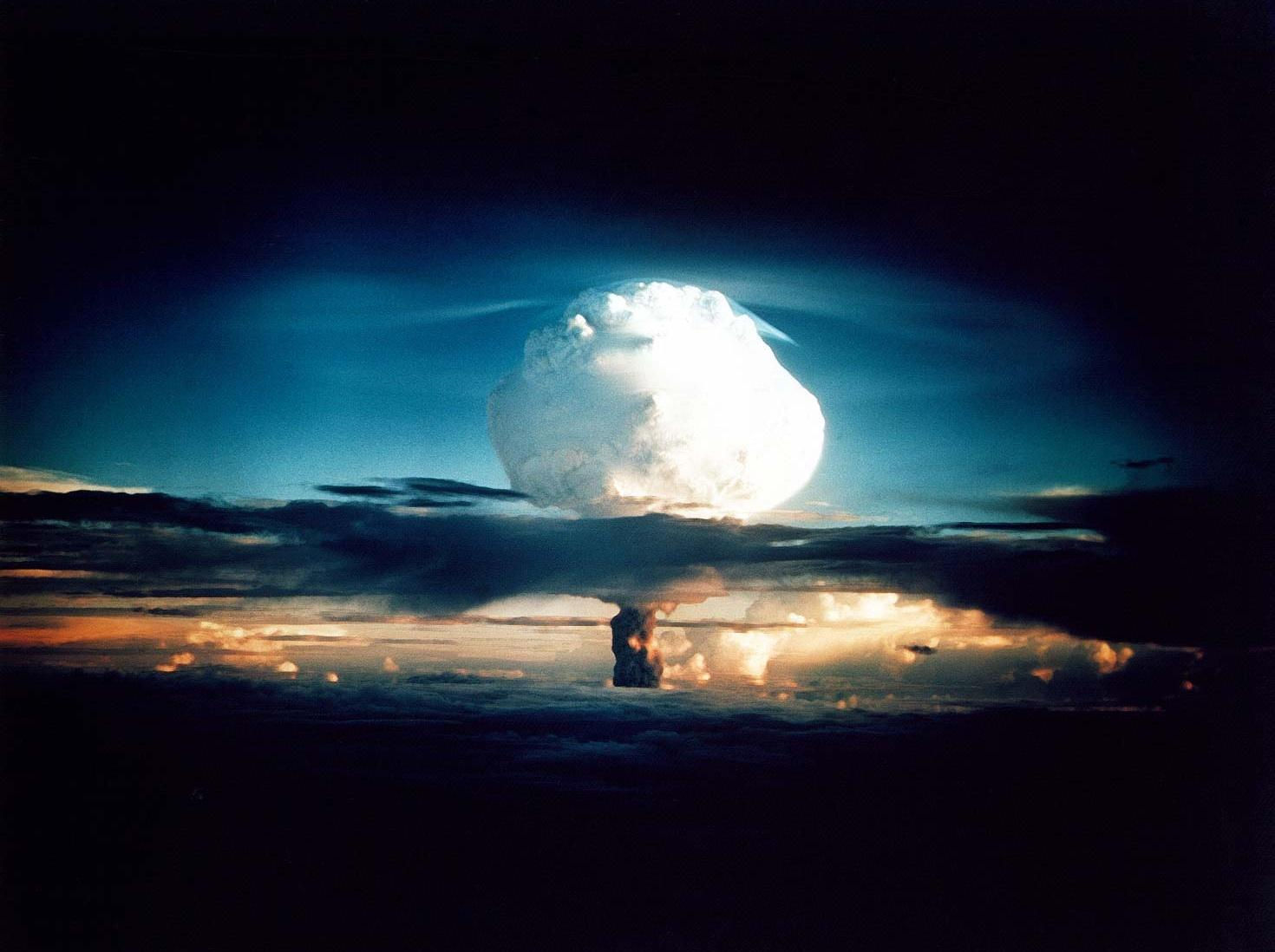
Explosion de Ivy Mike, la première bombe H testée.

C'est dans ce contexte qu'aux États-Unis une commission dirigée par Paul Nitze élabore un document intitulé Objectifs et programmes des États-Unis pour la sécurité nationale des États-Unis qui sera présenté à Truman en avril 1950 dont le contenu aura une influence majeure sur la politique américaine des décennies suivantes. Connu sous l'appellation NSC-68, il réévalue fortement la menace soviétique et préconise un renforcement massif des moyens militaires, estimant que l'action diplomatique et économique au cœur de la politique américaine des années précédentes n'est pas suffisante. Au même moment, Truman décide de lancer la fabrication d'une arme thermonucléaire (la bombe H) dont le premier essai a lieu le 1er novembre 1952. Parallèlement, le programme nucléaire soviétique se développe très rapidement, puisqu'il réussit à réaliser un premier essai de bombe H en août 1953.
Les revers subis par les Américains après l'entrée de la Chine dans la guerre de Corée les conduisent à envisager l'usage d'armes atomiques. Truman tranche finalement en faveur de leur non-usage, les installant de fait dans un rôle de dissuasion tant leur emploi présente des risques d'escalade incontrôlée, de détérioration des relations internationales y compris avec des pays alliés et de réprobation par l'opinion mondiale,.

### Première vague de décolonisation et naissance du mouvement des non-alignés (1945-1957)
La fin de la Seconde Guerre mondiale sonne le glas des empires coloniaux. Les puissances coloniales, la France et le Royaume-Uni en premier, sont affaiblies tandis que les États-Unis et l'URSS sont anticolonialistes et espèrent en recueillir les fruits. Une première vague de décolonisation touche principalement de 1945 à 1957 le Proche et Moyen-Orient et l'Asie du Sud-Est. La France s'y oppose autant qu'elle peut car elle compte sur son empire pour retrouver sa grandeur d'avant-guerre.
Au Moyen-Orient, la France est isolée et contrainte d'abandonner ses mandats en Syrie et au Liban, tandis que du retrait des Britanniques de Palestine et de Transjordanie naissent Israël et la Jordanie. La proclamation de l'État d'Israël est refusée par les États arabes et déclenche la guerre israélo-arabe de 1948-1949. L'Italie est aussi contrainte d'abandonner ses colonies : la Libye accède à l'indépendance en 1951, l'Érythrée est fédérée à l'Éthiopie, la Somalie en 1960.
La décolonisation en Asie résulte du très fort sentiment nationaliste né des occupations européennes et japonaises. Entre 1945 et 1957 une dizaine d'États acquièrent leur indépendance, le plus souvent par la guerre ou dans la violence comme c'est le cas pour les anciennes colonies françaises d'Indochine en 1954, ou lors de la partition faîte pour instaurer l'Inde et le Pakistan en 1947, ou encore en Indonésie que les Pays-Bas doivent se résigner à abandonner en 1949. Sauf au Viêt Nam, les insurrections communistes comme celles en Malaisie ou en Indonésie n'aboutissent pas, les partis nationalistes l'emportant partout ailleurs.
Nombre de ces nouveaux États veulent soutenir l'accession à l'indépendance des pays encore colonisés et affirmer leur neutralité face aux deux blocs. Vingt-neuf d'entre eux, aux premiers rangs desquels l'Inde, l'Indonésie et l'Égypte, participent à une grande conférence à Bandung en avril 1955 qui pose les bases du mouvement des non-alignés. Cependant, les divergences sont notables entre ceux qui sont proches des Occidentaux et ceux qui développent des relations avec Moscou ou Pékin,,.

### Des moyens considérables dévolus au renseignement et à la guerre secrète
Les services de renseignement jouent un rôle important durant toute la guerre froide. Aux États-Unis, la CIA (« Agence centrale de renseignement »), le principal service de renseignement extérieur, est créée en 1947 par le National Security Act,. Une directive du NSC de 1948 autorise la CIA à mener des opérations secrètes en sus de sa mission de base de collecte de renseignement. La NSA (« Agence nationale de sécurité »), fondée en 1952 au sein du département de la Défense des États-Unis, est responsable du renseignement d'origine électromagnétique. Le FBI (« Bureau fédéral d'enquête ») est depuis 1908 l'agence fédérale américaine chargée du renseignement intérieur et du contre-espionnage.
En Union soviétique, le Ministère à la sécurité gouvernementale (MGB) est remplacé en 1954 par le KGB (« Comité pour la sécurité de l'État »), qui assure un double rôle de sécurité intérieure et de renseignement extérieur jusqu'à sa dissolution en 1991. Bien qu'il consacre la majeure partie de ses activités à son rôle intérieur de police politique de l'État et de contre-espionnage, le KGB est aussi le plus grand service de renseignement au monde. À son apogée, il emploie 480 000 personnes, dont 200 000 aux frontières, et des millions d'informateurs. L'Armée rouge dispose aussi du GRU (« Direction générale du renseignement ») placé sous son autorité directe,.

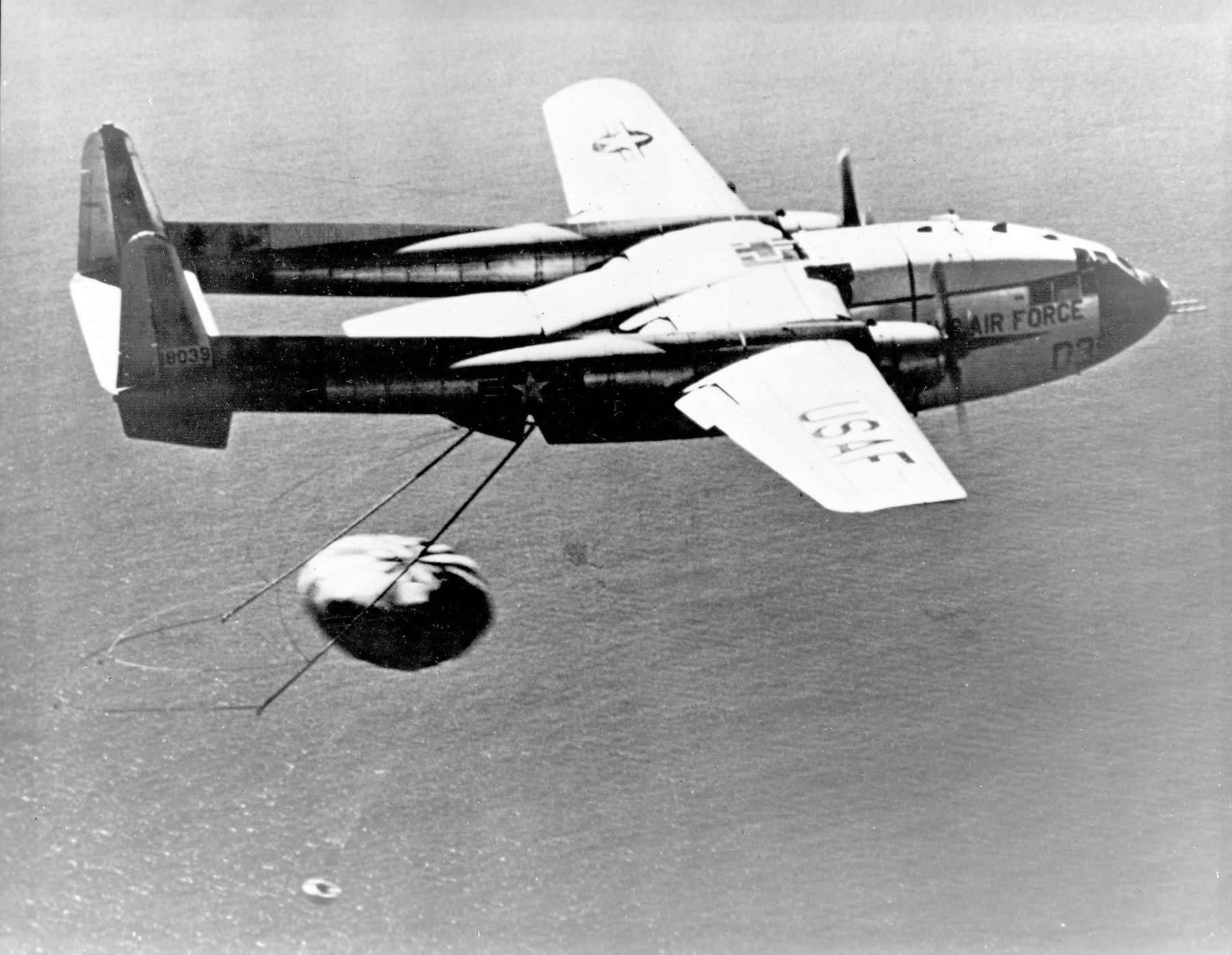
Un avion JC-119G récupère en vol une capsule Corona en 1960.

Dans le domaine du renseignement, les moyens techniques prennent de plus en plus d'importance. Dès 1945, la NSA intercepte les télégrammes entrant aux États-Unis et en sortant au titre de l'opération Shamrock. Les avions U-2 effectuent des prises de photos au-dessus de l'URSS à partir de 1956, principalement dans le but de repérer les sites soviétiques de lancement de missiles intercontinentaux. Un satellite de reconnaissance américain de la série Corona réussit pour la première fois en 1960 à ramener sur terre des photos prises dans l'espace. Le renseignement électro-magnétique se développe à partir de la fin des années 1960 avec des satellites, dont le premier de cette catégorie, Canyon 1, est lancé en 1968 par les États-Unis. En 1947, les services de renseignements des États-Unis, du Royaume-Uni, du Canada, de l’Australie et de la Nouvelle-Zélande signent l’accord UKUSA, dans le cadre duquel le système de renseignement d'origine électromagnétique Echelon sera mis en place dans les années 1960.
Dans le domaine des opérations secrètes, la CIA a le plus souvent comme objectif de soutenir l'arrivée au pouvoir d'un gouvernement favorable à la politique des États-Unis. Dans les années 1950, la CIA parvient en 1953 en Iran à renverser Mossadegh et à installer Reza Pahlavi (opération Ajax) ; en 1954 son opération PBSUCCESS réussit à renverser le président du Guatemala, Jacobo Árbenz Guzmán ; en revanche, elle échoue dans sa tentative de coup d'état militaire en Indonésie en 1958. Dans les années 1960, la CIA intensifie ses actions contre les États dont les gouvernements sont aux yeux des États-Unis trop proches des communistes, et notamment au Congo, à Cuba, en République dominicaine, au Viêt Nam du Sud, en Bolivie, au Brésil et au Ghana. Au Congo, la CIA complote en 1960 et 1961 pour renverser Patrice Lumumba, chef du gouvernement de la république démocratique du Congo, qui meurt assassiné,.
Dans le domaine des actions de propagande, la station de radio Voice of America commence, en janvier 1947, à diffuser des émissions régulières vers la Russie depuis Munich, Manille et Honolulu, que les Soviétiques s'efforcent de brouiller.

## Coexistence pacifique et nouvelles crises sur fond d'équilibre de la terreur (1956-1962)

### Coexistence pacifique entre les deux Grands

#### Les années Khrouchtchev et Eisenhower (1953-1960)

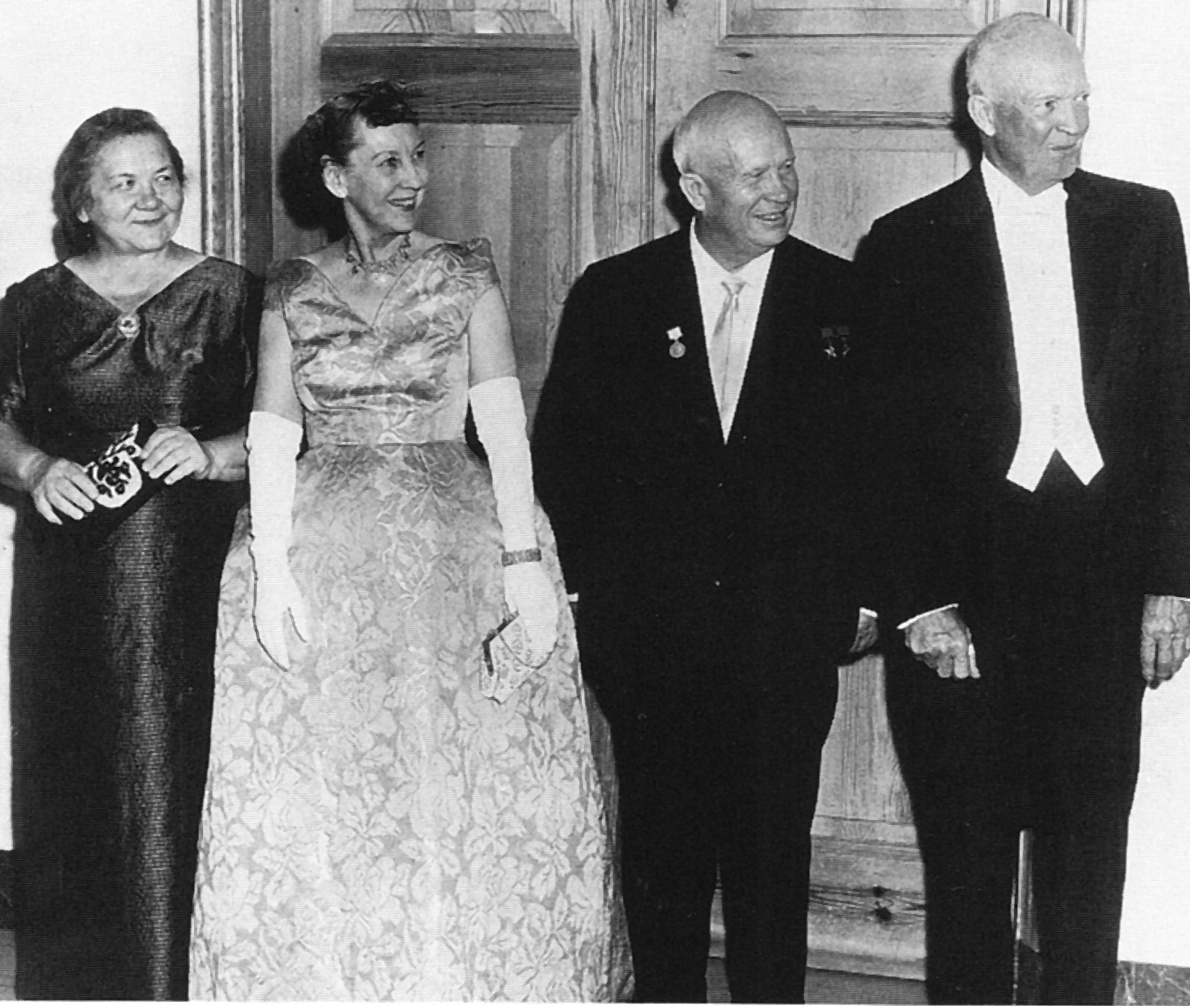
Lors d'un dîner d'État en 1959 aux États-Unis, Nina Khrouchtchev et Mamie Eisenhower accompagnent leur époux Nikita Khrouchtchev et Dwight D. Eisenhower.

Eisenhower succède à Truman en janvier 1953 à la présidence des États-Unis. La mort de Staline en mars 1953 provoque un espoir de changement que la lutte pour le pouvoir et l'absence d'initiative extérieure majeure par des Soviétiques préoccupés par leurs problèmes intérieurs va entretenir pendant plus de deux ans. Nikita Khrouchtchev, dit « Mr K », prend peu à peu l'ascendant sur la direction collégiale en place depuis la mort de Staline pour devenir le nouveau numéro un soviétique. La signature du traité de paix relatif à l'Autriche en mai 1955 est interprétée positivement à l'Ouest. Puis en 1956, il condamne les crimes de Staline, commence le processus de déstalinisation et énonce la coexistence pacifique. Dans le même temps, l'URSS commence à disposer tout à la fin des années 1950 d'armes nucléaires qui représentent une réelle menace pour les États-Unis, dont la possession encourage Khrouchtchev à mener une politique extérieure offensive en Europe et à Cuba notamment et à adopter une posture stratégique militaire basée sur la guerre nucléaire,.
Du côté américain, en janvier 1957, Eisenhower promet des aides économiques et militaires aux États du Moyen-Orient pour faire face à l'influence soviétique et réaffirme que les États-Unis répondront militairement à toute agression. Cette politique, connue comme la doctrine Eisenhower, est appliquée lors de la crise de 1958 au Liban, durant laquelle les Américains interviennent avec d'importants moyens militaires,,.
Les sommets entre les dirigeants américains et soviétiques reprennent après dix ans d'interruption. Khrouchtchev rencontre Eisenhower en 1955 à Genève, en 1959 aux États-Unis et en 1960 en France. Ce dernier sommet tourne court, à la suite de l'incident de l'avion espion U-2 américain abattu au-dessus du sol soviétique,.

#### Les années Khrouchtchev et Kennedy (1961-1963)
John F. Kennedy gagne les élections présidentielles américaines de 1960. Il favorise la coexistence pacifique avec l’URSS, mais veut en même temps empêcher le communisme de se répandre dans le tiers monde. Les grandes lignes de la doctrine de Kennedy en matière de politique étrangère sont tracées dans son discours inaugural du 20 janvier 1961. Il poursuit la politique d'endiguement de ses prédécesseurs en assurant « que nous combattrons n'importe quel ennemi pour assurer la survie et la victoire de la liberté ». Mais Il souhaite aussi « que les deux camps, pour la première fois, formulent des propositions sérieuses et précises concernant l'inspection et le contrôle des armements » nucléaires, et il annonce « l’Alliance pour le progrès », un programme d'aide économique pour aider l’Amérique latine et contrer l'influence de Cuba,.
Kennedy et Khrouchtchev se rencontrent en 1961 à Vienne sans résultat. Le dirigeant soviétique poursuit une approche offensive de la coexistence pacifique qui culmine avec la crise des missiles de Cuba de 1962. Du côté américain, la doctrine McNamara de riposte graduée remplace la doctrine Dulles de représailles massives. Kennedy engage les États-Unis sur tous les fronts en accroissant l’aide américaine au Congo-Kinshasa et en envoyant des « conseillers militaires » au Laos et au Viêt Nam,.
La conquête de l'espace devient un nouveau terrain de compétition entre les deux Grands, dont les enjeux dépassent de loin sa dimension scientifique. Après les succès des Soviétiques qui lancent en 1957 le premier satellite, Spoutnik 1, puis envoient en avril 1961 le premier homme dans l'espace, Youri Gagarine, il s'agit pour les Américains de réaffirmer aux yeux du monde leur prééminence scientifique et indirectement leur capacité à gagner la course aux missiles balistiques intercontinentaux qui sont en passe de devenir le vecteur principal de l'arme nucléaire. Convaincu qu'aucun autre projet spatial ne sera plus impressionnant pour l'humanité, Kennedy annonce le 25 mai 1961 l'objectif d'envoyer un Américain sur la Lune avant la fin de la décennie. Doté de moyens considérables, le programme Apollo permet d'atteindre cet objectif en juillet 1969,. Les programmes spatiaux soviétiques connaissent à partir de 1965 de nombreux déboires : l'écrasement sur la lune de Luna 15, lancé en même temps qu'Apollo 11, symbolise la victoire des Américains, qui ne manque pas d'être exploitée pour illustrer la supériorité de leur modèle de société sur celui des Russes,.

### Insurrection de Budapest (1956)
En Hongrie, l'éviction du dirigeant réformiste Imre Nagy en avril 1955 par un proche du stalinien Mátyás Rákosi est à l'origine d'une vague d'agitation dans les milieux étudiants et intellectuels. L'année suivante, la dénonciation des crimes de Staline et le début de la déstalinisation entraînent des bouleversements au sein du bloc de l'Est. En Pologne, un mouvement de protestation populaire entraîne le retour au pouvoir de Władysław Gomułka, un dirigeant alors jugé plus modéré. La situation polonaise a des répercussions sur celle de la Hongrie, qui prend un tour beaucoup plus dramatique : le 23 octobre 1956, un soulèvement spontané embrase Budapest, authentique mouvement de masse provoqué par le rejet du régime stalinien et par une volonté d’améliorer la situation sociale. Une partie de l'armée se place du côté des insurgés. L’enquête menée par le Comité spécial de l’ONU sur la Hongrie en 1957 conclut son rapport en disant que le « soulèvement hongrois a eu un caractère non seulement national, mais aussi spontané ». L’agitation des écrivains, des étudiants et des journalistes traduit une émancipation progressive vis-à-vis du Parti des travailleurs hongrois, parti unique, ainsi qu’une désagrégation du système totalitaire. Mais l’insurrection hongroise est rapidement écrasée par les chars soviétiques en novembre 1956, sans réelle réaction du bloc de l'Ouest,,,,.

### Rivalités au Moyen-Orient et crise de Suez (1953-1956)
Le Moyen-Orient est l'enjeu de rivalités entre les deux blocs liées à sa position géo-stratégique et à ses immenses réserves de pétrole, nourries du conflit israélo-arabe et de l'héritage du colonialisme britannique et français.
La crise de Suez trouve son origine dans la résurgence du nationalisme arabe, incarné par Nasser qui prend le pouvoir en Égypte en 1954. Il affiche des positions très hostiles à Israël et nationalise le canal de Suez en juillet 1956. L'Union soviétique le soutient, accepte de financer la construction du barrage d'Assouan et commence à fournir des armes à l'Égypte.
Pour autant Eisenhower souhaite poursuivre une politique de développement des relations avec les États arabes, après la signature du pacte de Bagdad, et intensifie les actions sur le terrain diplomatique avec toutes les parties. Mais les Anglais et les Français s'engagent sur le terrain de la reprise de contrôle du canal par la force et concluent un accord secret avec les Israéliens le 24 octobre 1956. Les Israéliens envahissent l'Égypte le 29 octobre, suivis par les Anglais et les Français le 31 octobre, sans information préalable des États-Unis. Le 5 novembre, l'Union soviétique accuse la France et la Grande-Bretagne de mener une guerre coloniale et en termes à peine voilés agite la menace de l'emploi des armes nucléaires,. Sans le soutien des États-Unis, les trois pays n'ont d'autre choix que d'accepter un cessez-le-feu le 7 novembre et un règlement pacifique sous l'égide de l'ONU.
L'Union soviétique tire un double bénéfice de cette crise : elle lui permet d'avoir les mains libres au même moment pour régler dans son propre camp la crise hongroise et elle confirme son statut de seule grande puissance face aux américains. Du côté américain, Eisenhower est triomphalement réélu le 6 novembre 1956 et sort de la crise avec une forte image personnelle dont il profite pour faire passer début 1957 au Congrès américain sa vision politique pour le Moyen-Orient, connue sous le nom de doctrine Eisenhower, par laquelle les États-Unis s'autorisent à apporter une assistance économique et militaire si nécessaire afin de protéger leurs intérêts.

### Rupture sino-soviétique (1958-1962)
La Chine juge la politique soviétique de coexistence pacifique trop conciliante à l'égard de l'Ouest et refuse de s'associer aux critiques à l'égard de Staline que Khrouchtchev formule publiquement. En 1958, Mao Zedong prône la « révolution permanente » et lance le « Grand Bond en avant » que les Soviétiques jugent dangereux. En 1959, l'URSS cesse d'apporter son aide à la Chine pour la fabrication d'une bombe atomique, et prend le parti de l'Inde dans le différend qui l'oppose à la Chine à propos du Tibet. La fracture croissante entre réalisme soviétique et dogmatisme chinois est exposée au grand jour lors du XXIIe Congrès du PCUS d'octobre 1961. La crise s'amplifie encore en 1962 lorsqu'éclatent des incidents de frontières sporadiques entre la Chine et l'URSS.

### Deuxième crise de Berlin (1958-1963)
En 1948-1949, une première crise ouverte par le blocus soviétique des accès terrestres à Berlin-Ouest, auquel les occidentaux ont répondu par un pont aérien, s’est achevée par le maintien du statut d'occupation quadripartite de Berlin issu de la conférence de Potsdam. Dix ans après, le contexte géopolitique a beaucoup changé. La pérennisation de la RFA et de la RDA, solidement arrimées respectivement à l’Ouest et à l’Est, instaure une partition de fait de l’Allemagne. L’OTAN et le Pacte de Varsovie se font face avec des forces conventionnelles et nucléaires considérables.

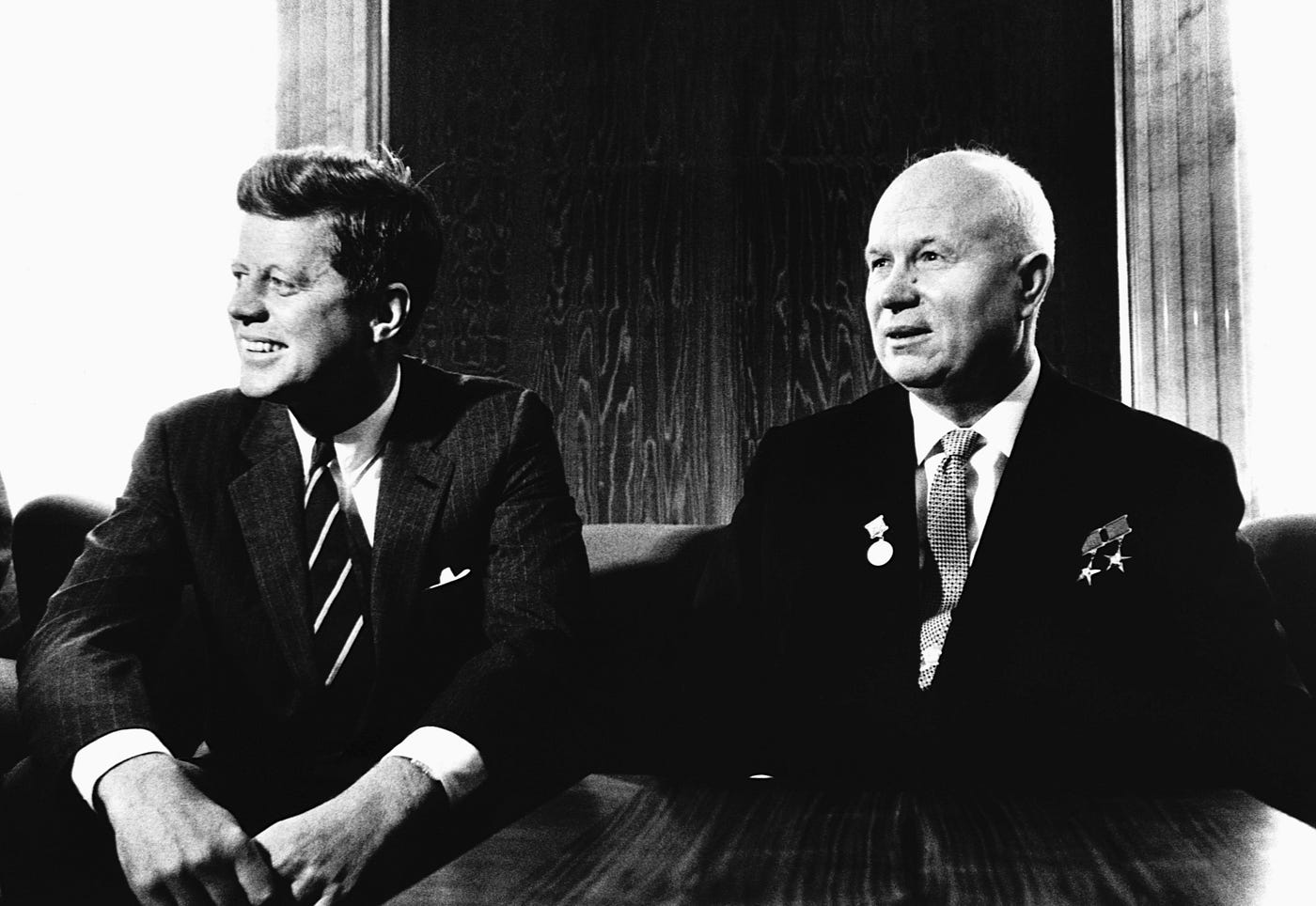
John Fitzgerald Kennedy et Nikita Khrouchtchev en 1961.

La question allemande préoccupe Khrouchtchev pour au moins trois raisons : la montée en puissance de la RFA sur le plan économique (« le miracle allemand ») et ses ambitions nucléaires,, les difficultés économiques de la RDA malgré un développement réel, et surtout l’émigration massive des Allemands de l’Est vers la RFA. Plus de 2,7 millions d'Allemands, dont nombre d’ingénieurs, de médecins ou d’ouvriers spécialisés, fuient la RDA par Berlin entre 1949 et 1961. Les dirigeants soviétiques, qui accordent des aides importantes à la RDA, craignent que le régime finisse par s’effondrer, mettant ainsi en danger le Bloc de l’Est dans son ensemble.
La crise débute le 27 novembre 1958 avec l’envoi par Khrouchtchev d’une note aux Occidentaux dans laquelle il propose d'abroger le statut quadripartite de l'ancienne capitale du Reich et de transformer Berlin en une « ville libre » démilitarisée, dotée d'un gouvernement propre,. Les Occidentaux répondent à cette note en rejetant en bloc son argumentaire juridique et en réaffirmant leur droit d'être à Berlin. Commencent alors de longs échanges diplomatiques, dont les temps forts en sont les rencontres au sommet des quatre puissances à Paris en 1960 et à Vienne en 1961, qui n’aboutissent à aucun accord. Khrouchtchev annonce qu'il va signer un traité de paix avec la RDA, qui ne se sent liée en aucune manière par les accords de Potsdam. Kennedy hausse le ton et annonce le 25 juillet 1961 une augmentation importante des moyens militaires américains et les principes qui constituent la ligne rouge à ne pas franchir par les soviétiques : droit de présence et droit d’accès des Occidentaux à Berlin-Ouest, garantie de la sécurité et des droits des habitants de Berlin-Ouest.

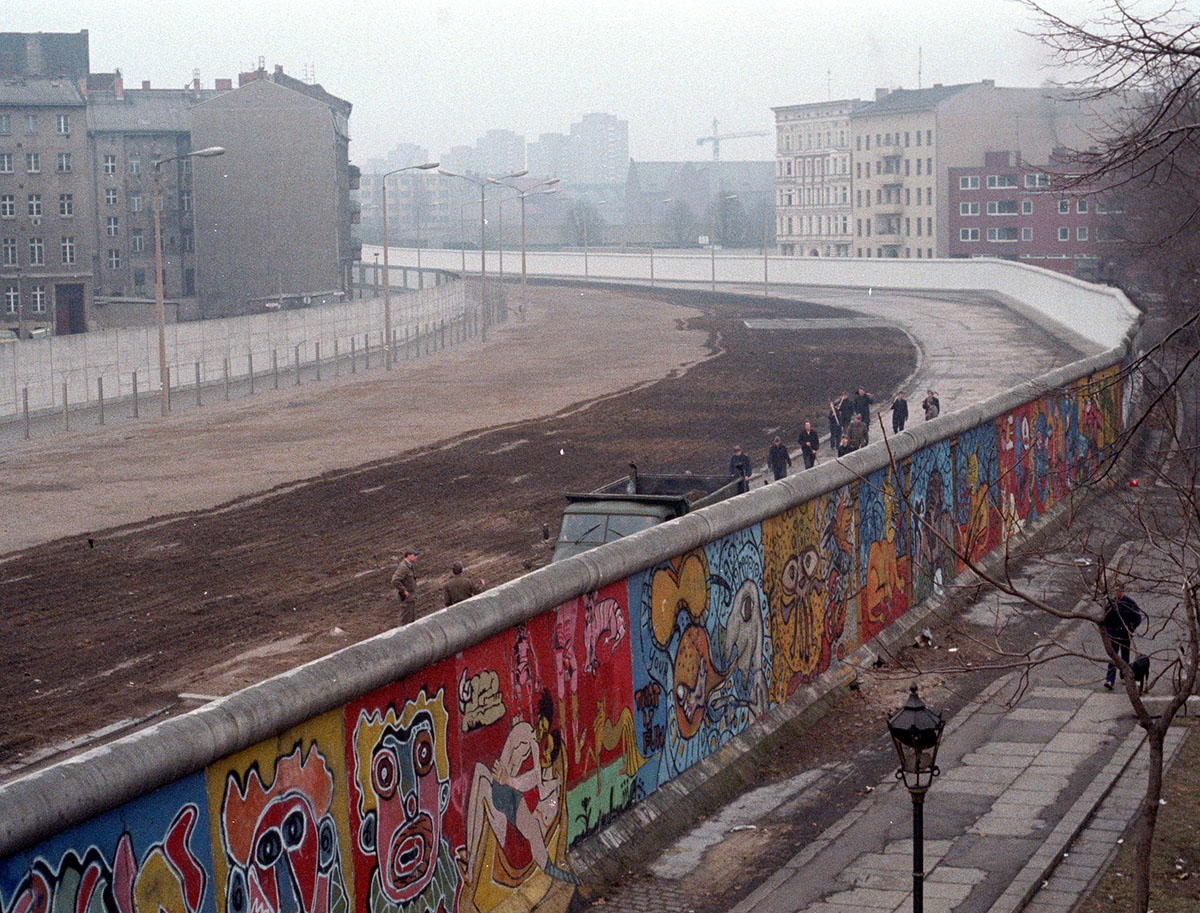
Le mur de Berlin est l’un des symboles majeurs de la guerre froide.

Le temps joue contre Khrouchtchev qui n’a rien obtenu en deux ans et demi de négociations. La décision est alors prise, début août, de fermer la frontière entre les deux parties de Berlin ainsi qu’entre Berlin-Ouest et la RDA. Dans la nuit du 12 au 13 août 1961, les forces armées de la RDA coupent les voies d’accès routières et les voies ferrées et commencent l’érection du mur de Berlin, un des symboles majeurs de la guerre froide. Les réactions occidentales se limitent à des protestations verbales. Kennedy confie peu après à l'un de ses conseillers que « le mur n'est pas une très bonne solution, mais c'est diablement mieux qu'une guerre ».
Le Mur devient progressivement un ouvrage de plus en plus considérable ce qui incite les Occidentaux à penser qu'il s'agit là d'une solution durable aux yeux de la RDA et de l'Union soviétique. Cependant, l'existence sporadique de restrictions à la liberté de circulation des Occidentaux entre la RFA et Berlin-Ouest entretient une certaine tension. Et aucun accord formel n'a été trouvé avec les Soviétiques. Un nouveau paroxysme de tension est soudainement atteint en octobre 1962 avec le déclenchement de la crise des missiles de Cuba, dont Kennedy dit « Une crise de Cuba ? Non, une crise de Berlin ! ».
En visite en Allemagne, Kennedy se rend à Berlin le 26 juin 1963, où il prononce un discours devenu célèbre par cette phrase « Tous les hommes libres, où qu'ils vivent, sont citoyens (…) de Berlin-Ouest, et pour cette raison, en ma qualité d'homme libre, je dis : Ich bin ein Berliner [Je suis un Berlinois] »,.

### Crise des missiles de Cuba (1962)
Les relations Est-Ouest déjà très détériorées par les précédentes crises s'aggravent encore avec la crise des missiles de Cuba d'octobre 1962 durant laquelle le risque d'une guerre nucléaire ne fut jamais aussi grand,,.

#### Rupture entre Cuba et Washington
En janvier 1959, les guérilleros de Fidel Castro renversent le dictateur Fulgencio Batista, soutenu par les États-Unis. Le nouveau régime prend une série de mesures qui lui valent l’hostilité croissante de Washington : partage des terres des latifundia et des propriétés de l'United Fruit Company américaine en mai 1959, signature d’un accord commercial avec l’Union soviétique en février 1960 après la réduction des achats de sucre cubain par les États-Unis, confiscation à partir de mars 1960 des entreprises américaines qui contrôlent la majeure partie de l'économie cubaine. Le 8 mai 1960 Cuba rétablit ses relations diplomatiques avec l'URSS et en juillet 1960 Che Guevara annonce que Cuba fait désormais parti du « camp socialiste »,.
À titre de représailles, le gouvernement américain met en place un embargo économique de l’île en octobre 1960 et rompt les relations diplomatiques avec La Havane le 2 janvier 1961. En même temps, la CIA recrute des « forces anticastristes » parmi les réfugiés cubains. Au début du mois d’avril, Kennedy donne son accord à un projet d’invasion de l’île, tout en refusant d’engager des troupes américaines. Le débarquement le 17 avril 1961 dans la Baie des Cochons tourne au désastre. Le 4 septembre 1962, le pays conclut un accord d’assistance militaire avec l’Union soviétique et, une semaine plus tard, Moscou déclare que toute attaque contre Cuba provoquerait une riposte nucléaire. Le Congrès américain pour sa part vote le 3 octobre une résolution qui met en demeure contre toute « action subversive dans l’hémisphère occidental »,.

#### Déroulement de la crise

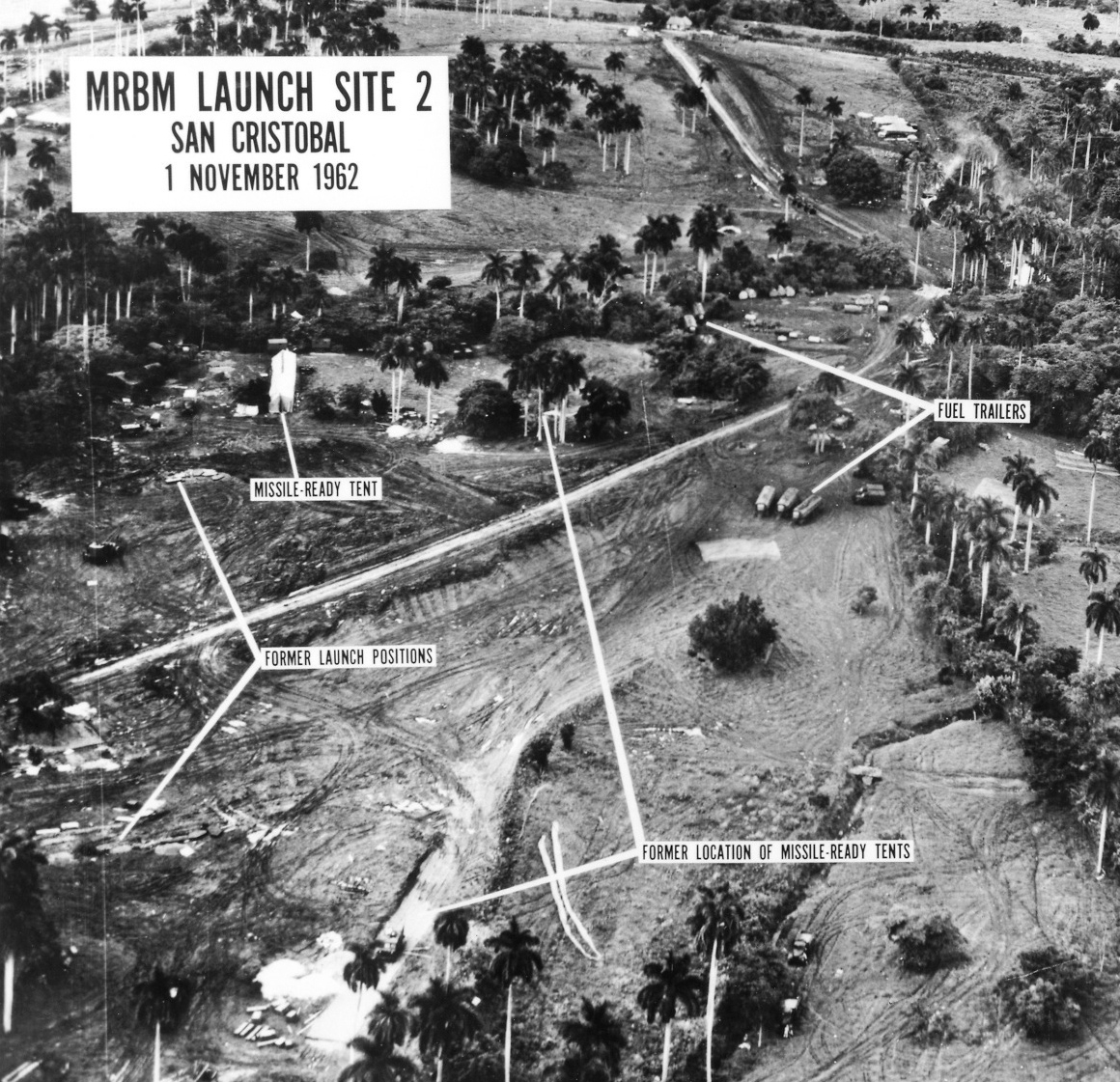
Photographie aérienne de missiles nucléaires soviétiques installés à Cuba, le 1er novembre 1962.

Le 14 octobre 1962, un avion américain Lockheed U-2 photographie sur l’île de Cuba des rampes de lancement pour missiles nucléaires à moyenne portée (IRBM et MRBM), capables d’atteindre le territoire américain. En même temps, la Maison Blanche apprend que 24 cargos soviétiques transportant des fusées et des bombardiers font route vers Cuba (opération Anadyr).
Dans la journée du 22 octobre, Kennedy, après avoir hésité entre l’inaction et le bombardement des rampes de lancement, se décide pour le blocus maritime de l’île rendue possible par la supériorité de l'U.S. Navy dans la mer des Caraïbes. L'avantage de cette riposte mesurée est qu'elle laisse à Khrouchtchev l'initiative de choisir entre l’escalade et la négociation. Le 24 octobre, les premiers cargos soviétiques font finalement demi-tour. Sans consulter au préalable Castro, le 26 octobre le Kremlin propose le retrait des armes offensives ; en contrepartie, les Américains doivent s’engager à ne pas renverser le régime cubain et à retirer leurs missiles nucléaires installés en Turquie qui peuvent atteindre le territoire soviétique. Le 28 octobre, Kennedy accepte ce compromis mais demande toutefois, par l'intermédiaire de son frère Robert Kennedy, de cacher le fait que les États-Unis retirent de Turquie leurs missiles, dont Khrouchtchev ignore que leur démantèlement a été décidé avant la crise,. L'ouvrage de Robert Kennedy Thirteen Days, paru en 1968, révélera le marché. En 1977, dans Robert Kennedy and his Times, Arthur Schlesinger déclassera tous les documents relatifs à la négociation Dobrynine-Kennedy.

#### Conséquences de la crise
La reculade de Khrouchtchev l'humilie aux yeux de Castro, Mao Zedong et des autres leaders communistes. Kennedy voit au contraire sa popularité et son prestige mondial monter en flèche. Le dénouement de la crise est un succès politique pour les États-Unis, quoiqu’ils doivent s'accommoder de l'existence pérenne d'un État communiste à l’intérieur de leur périmètre de défense. Cette crise a pour conséquence durable que les dirigeants américains et soviétiques abandonnent la « diplomatie au bord du gouffre » et le « bluff nucléaire » et donnent la priorité à la mise en place d'un dialogue stratégique rationnel entre eux,.

## Détente et effritement des blocs américain et soviétique (1963-1974)

### Rapprochement entre les États-Unis et l'Union soviétique
Au lendemain de la crise de Cuba, Kennedy et Khrouchtchev veulent d'abord se prémunir contre le risque qu'une crise mal gérée dégénère en guerre nucléaire ; dans ce but, un « téléphone rouge » est installé en 1963 entre la Maison-Blanche et le Kremlin. Au-delà, leur objectif prioritaire est de contrôler et limiter le développement des armes nucléaires et d'instaurer des relations Est-Ouest stables. La rupture sino-soviétique est pour partie une conséquence de cette réorientation de la politique du Kremlin qui sacrifie la révolution mondiale prônée par Pékin sur l'autel de la coexistence pacifique. Un premier résultat est atteint avec la signature du Traité d'interdiction partielle des essais nucléaires en août 1963. Ils ne pourront aller plus loin : Kennedy est assassiné à Dallas le 22 novembre 1963 provoquant une émotion planétaire, et Khrouchtchev, sorti très affaibli de la crise de Cuba, est limogé en octobre 1964.

#### Les années Johnson et Brejnev (1964-1968)
Durant les années 1964-1968, les relations américano-soviétiques restent marquées d'une volonté de normalisation et de détente. En même temps, des événements graves, notamment la guerre du Viêt Nam, la guerre israélo-arabe des Six jours ou encore l'invasion de la Tchécoslovaquie par les troupes soviétiques, en montrent les limites et une course aux armements s'engage qui va durer toute la décennie 1960.

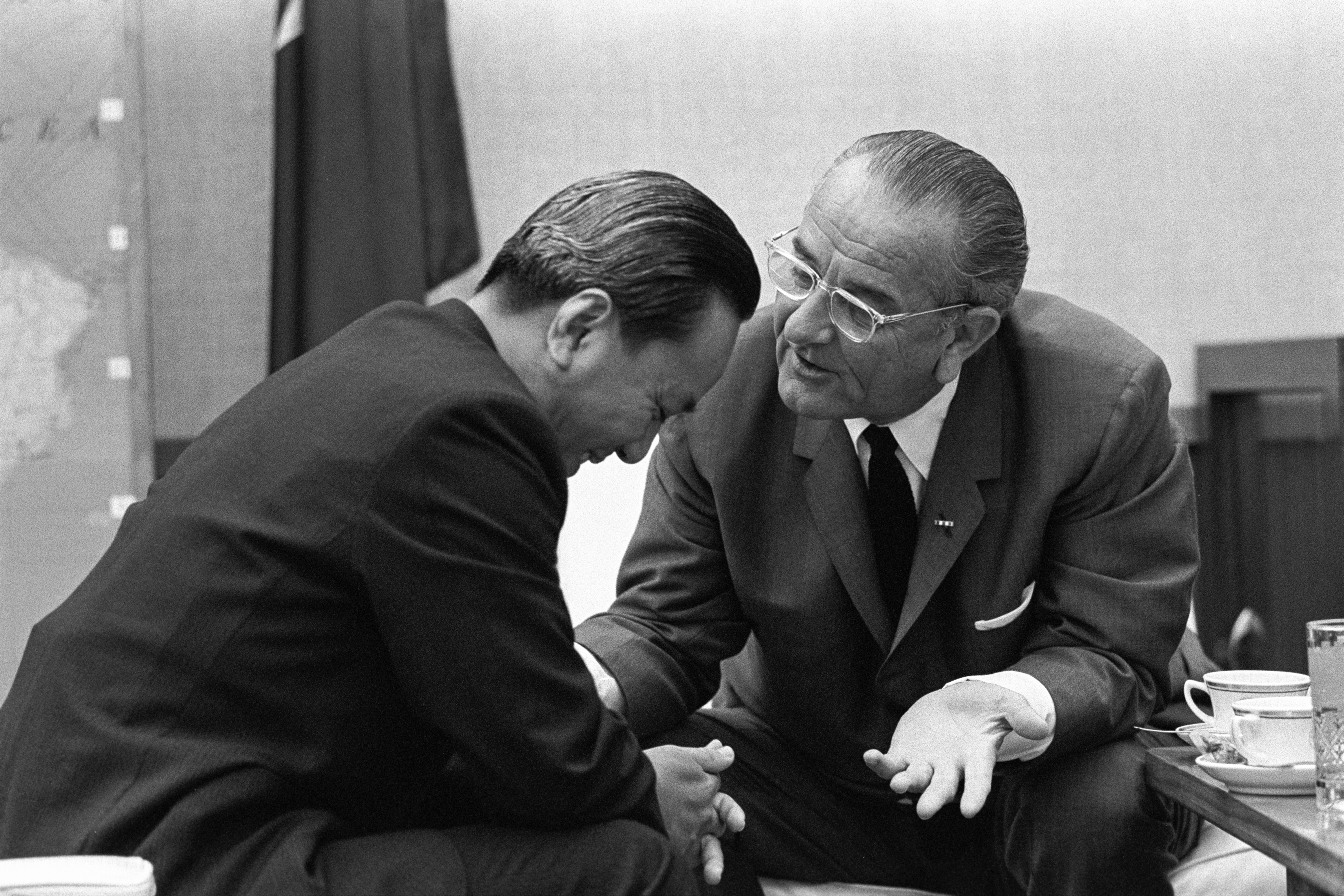
Johnson et Nguyễn Văn Thiệu, président de la république du Viêt Nam, lors d'une rencontre en juillet 1968.

Le nouveau président des États-Unis, Lyndon B. Johnson, désire poursuivre la détente ; il va cependant définitivement engager son pays dans la guerre du Viêt Nam qui occupe une place centrale dans une diplomatie américaine qui n'a pas de grand dessein comme Kennedy pouvait en avoir. Cet engagement fait l'objet d'un « consensus bipartisan » au sein de la classe politique et bénéficie d'un large soutien dans l'opinion publique jusqu'en 1967 inclus. D'importants moyens militaires américains sont déployés au Viêt Nam, mais le Viêt Nam du Nord n'est pas envahi. Le dialogue avec Moscou n'est pas rompu et le seuil au-delà duquel Moscou ou Pékin auraient pu prendre le risque d'une intervention directe dans le conflit n'est pas franchi. Les relations avec l'URSS sont focalisées sur la poursuite des négociations relatives au contrôle des armes nucléaires.
Léonid Brejnev, qui va dominer l'Union soviétique pendant dix-huit ans, souhaite également la détente, tout en renforçant la puissance de son pays pour pouvoir ainsi dialoguer d'égal à égal avec les États-Unis. L'URSS accroît considérablement ses forces militaires conventionnelles et nucléaires durant les années 1960 et atteint, au prix d'un effort qui pèse sur son économie et le niveau de vie de sa population, une véritable parité stratégique avec les Américains. Les Soviétiques n'abandonnent pas le rôle révolutionnaire de l'URSS, mais donnent la priorité aux intérêts de l'URSS avant ceux de la révolution mondiale, revenant ainsi à la politique stalinienne. Les dirigeants communistes sont encore convaincus à cette époque que le capitalisme est historiquement condamné et que la victoire du communisme est inéluctable à terme. Sa rupture confirmée en 1964 avec la Chine et sa volonté de domination du monde communiste obligent l'URSS à s'afficher en leader de la propagation du communisme dans le monde. Dans le même temps, Moscou veut éviter tout affrontement dangereux avec Washington et un rapprochement sino-américain.

#### Les années Nixon et Brejnev (1969-1974)

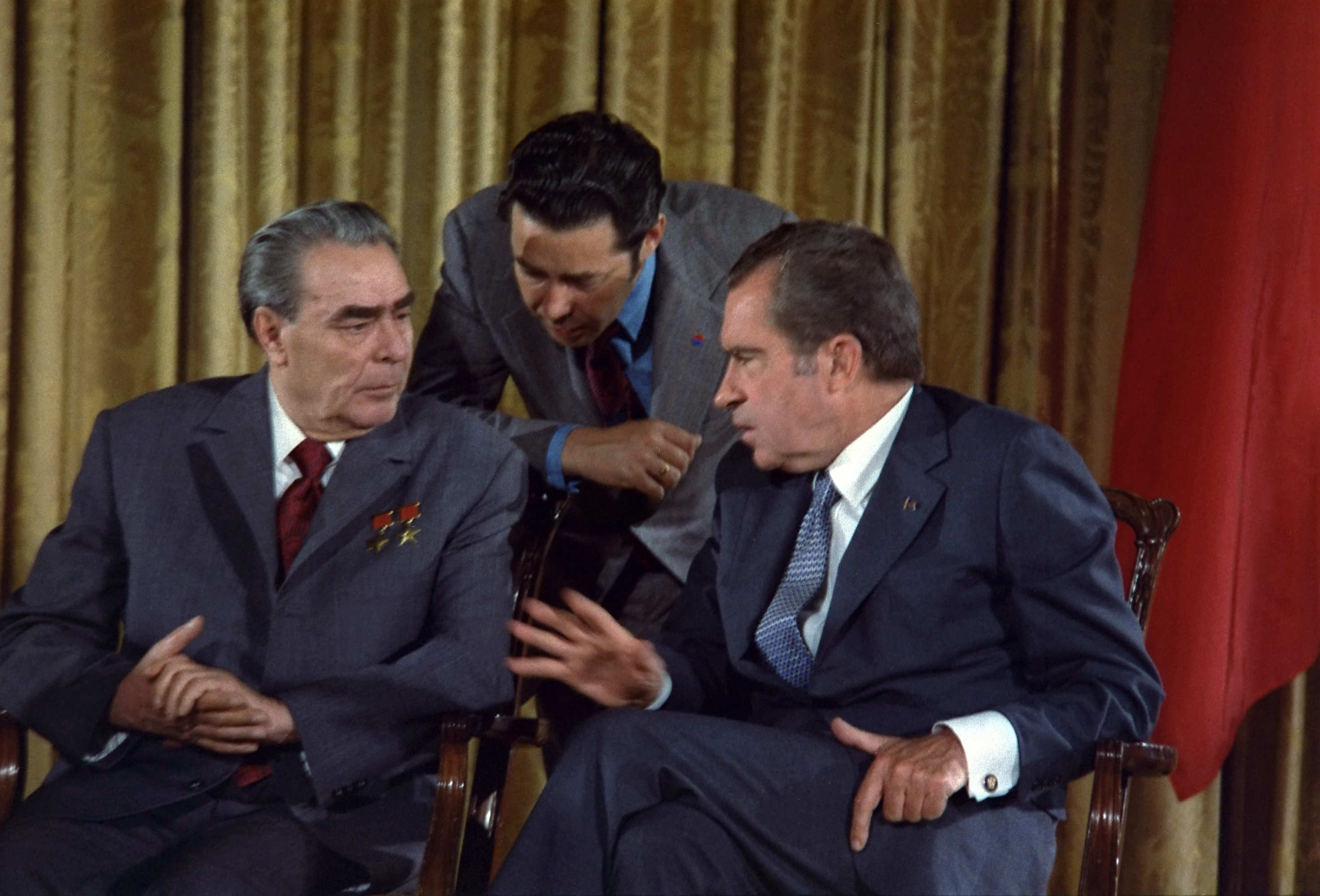
Léonid Brejnev et Richard Nixon en 1973.

L'arrivée en janvier 1969 à la présidence des États-Unis de Richard Nixon, épaulé par son très influent Conseiller à la sécurité nationale Henry Kissinger, ouvre une ère de profonds bouleversements internationaux. En Europe, la détente en demi-teinte du début de la décennie est fortement accélérée par l'Ostpolitik menée par l'Allemagne de l'Ouest (RFA) et qui répond du côté soviétique et de ses États satellites à la nécessité de renforcer les échanges Est-Ouest pour améliorer leur situation économique et sociale. En Asie, Nixon entreprend de mettre fin à la guerre du Viêt Nam et établit un dialogue avec la Chine. Profitant d'intérêts convergents les deux « adversaires-partenaires », l'URSS et les États-Unis, accentuent leurs échanges diplomatiques et stratégiques et s'instaure entre les deux dirigeants Brejnev et Nixon une relation de proximité inédite depuis le début de la guerre froide.
Nixon et Kissinger mènent une Realpolitik par excellence qui veut laisser de côté la dimension idéologique de la guerre froide et instaurer un état géopolitique stable du monde, non plus bipolaire mais penta polaire (États-Unis, URSS, Chine, Japon et Europe). Nixon doit aussi faire face à la dégradation de la situation financière du pays résultant du coût très élevé des politiques extérieures menées par ses prédécesseurs. Il suspend la convertibilité du dollar et met fin au système des cours de change fixes des accords de Bretton Woods. Sur le plan extérieur, il demande à ses alliés en Asie qu'ils assurent dorénavant par eux-mêmes une part beaucoup plus importante de leur défense ; connue comme la « doctrine Nixon », cette annonce inquiète en Europe où l'on s'interroge sur un éventuel désengagement des États-Unis dans la défense du continent.

### Contrôle des armements nucléaires (1963-1972)

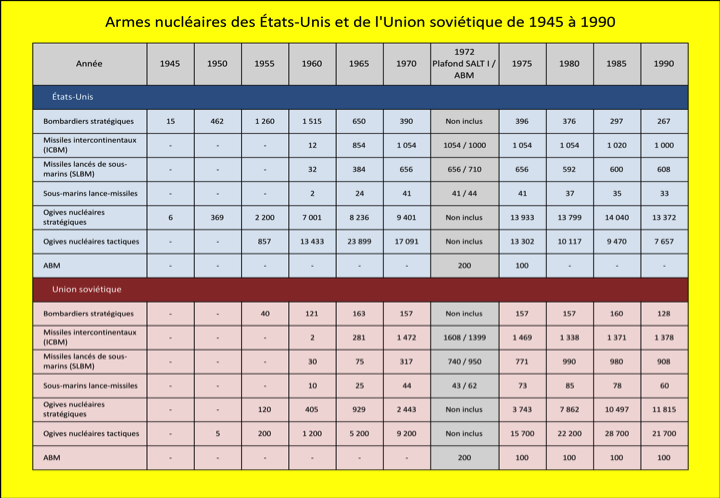
Évolution du stock d'armes nucléaires stratégiques des États-Unis et de l'Union soviétique par rapport aux plafonds SALT I.

Les États-Unis et l'Union soviétique souhaitent réduire les risques inhérents à la dissuasion nucléaire en restreignant d'abord la possession d'armes nucléaires aux cinq puissances membres du Conseil de sécurité de l'ONU, puis en plafonnant le nombre d'armes nucléaires stratégiques après avoir considérablement augmenté leur nombre dans les années 1960.
Le traité interdisant les essais d'armes nucléaires dans l'atmosphère, dans l'espace extra-atmosphérique et sous l'eau, appelé traité d'interdiction partielle des essais nucléaires, est signé le 5 août 1963 par les États-Unis, l'Union soviétique et le Royaume-Uni. Survenant moins d'un an après la crise des missiles de Cuba, cet accord est considéré par Kennedy comme un succès majeur de sa politique de maîtrise du risque nucléaire. Il entre en vigueur le 10 octobre 1963, après ratification par les trois parties originaires et d'autres États. Au 1er janvier 1973, 106 États y ont adhéré. Sa portée est cependant fortement relativisée par le fait que ces trois puissances nucléaires sont en mesure de réaliser des essais souterrains et que ni la France, ni la Chine ne le ratifient.
Concrétisant la résolution no 2222 de l'Assemblée générale des Nations unies votée à l'unanimité le 19 décembre 1966, le traité de l'espace entre en vigueur le 10 octobre 1967, après ratification par les États-Unis, l'Union soviétique, le Royaume-Uni et d'autres États. La France le ratifie en août 1970 et la Chine en décembre 1983. Ce traité impose une démilitarisation totale de l'espace.
Élaboré sous l'égide de la Commission du désarmement de l'ONU à Genève et signé le 1er juillet 1968 par les États-Unis, l'Union soviétique et le Royaume-Uni, le traité de non-prolifération nucléaire (TNP) entre en vigueur le 5 mars 1970, après ratification par les trois États signataires et plus de quarante États. Par ce traité, les États dotés de l'arme nucléaire s'engagent à ne transférer ni armes ni technologies nucléaires aux États non dotés d’armes nucléaires. La France comme la Chine adhèrent à ce traité en 1992, vingt-deux ans après sa signature.
Signé par Nixon et Brejnev en mai 1972, le traité SALT I de limitation des armements stratégiques gèle pour une durée de cinq ans le nombre d'armes nucléaires offensives, définies comme le nombre de silos de lancement pour missiles intercontinentaux (ICBM) à terre et pour missiles mer-sol balistiques stratégiques (SLBM) lancés depuis des sous-marins. Signé le même jour, le traité ABM limite à deux le nombre de sites de défense antimissile pour chacun des deux pays. Hautement symboliques de la détente, ces traités sont les premiers durant la guerre froide à limiter le déploiement d'une catégorie d'armements. Sur le plan politique, ils entérinent la parité stratégique de l'Union soviétique avec les États-Unis. Leur portée militaire est faible car le nombre et la puissance des charges nucléaires ne sont pas contraints et que les programmes de modernisation des arsenaux nucléaires ne sont pas gelés,,.
SALT I est un accord intérimaire qui engage les deux parties à poursuivre les négociations de réduction de leurs armes stratégiques. Un nouveau cycle de négociations, dit SALT II, s'ouvre en novembre 1972.

### «Détente» en Europe (1962-1975)
Dans chacun des deux blocs, pro-soviétique et pro-américain, les deux superpuissances sont contestées. Le modèle soviétique est contesté en Europe de l’Est. En août 1968 la Tchécoslovaquie est envahie par les troupes du pacte de Varsovie : le Printemps de Prague prend brutalement fin, la doctrine Brejnev de 1968 qui énonce une « souveraineté limitée » pour les pays du bloc de l'Est justifiant ainsi l'intervention de Moscou.

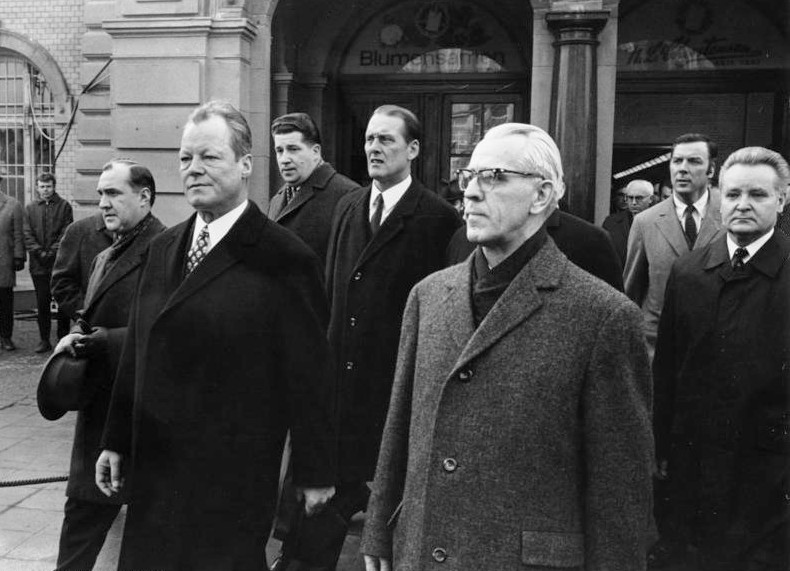
Willy Brandt (à gauche) et Willi Stoph à Erfurt en 1970, première rencontre entre chefs du gouvernement de la RFA et de la RDA.

À l’Ouest, De Gaulle prend ses distances avec les États-Unis et se retire du commandement intégré de l'OTAN en 1966 ; la France demeure membre de l'Alliance atlantique mais le siège de l'organisation militaire quitte le pays. Autre geste spectaculaire illustrant la politique d'indépendance nationale menée par de Gaulle, la France et la république populaire de Chine annoncent le 27 janvier 1964 l'établissement de relations diplomatiques. Cependant, lors des crises majeures, comme Cuba ou Berlin, la France continue de faire bloc avec ses alliés de l'Ouest.
En 1969, Willy Brandt devient chancelier de la RFA et engage l'« Ostpolitik », une politique de rapprochement et d’ouverture à l’Est. La normalisation entre la RFA et la RDA intervient en deux temps, le 3 septembre 1971 avec la signature de l'accord quadripartite sur Berlin, puis par la signature le 21 décembre 1972 du traité fondamental de reconnaissance mutuelle,.
En 1975, l'Acte final d’Helsinki est signé par trente-trois États européens dont l'Union soviétique, ainsi que par le Canada et les États-Unis. L'Acte final concrétise des années de discussions autour de trois grands thèmes : la sécurité en Europe, la coopération entre les États notamment dans le domaine économique, la liberté de circulation des idées et des personnes et le respect des droits de l’homme. Cet Acte final est de prime abord un grand succès pour l'URSS qui obtient la reconnaissance des États existants en Europe, y compris la RDA, et l'inviolabilité des frontières issues de la Seconde Guerre mondiale. Mais les concessions faites par le Kremlin dans le domaine des droits de l'homme et du droit des peuples à disposer d'eux-mêmes vont encourager les dissidences en Europe de l'Est et provoquer les premiers craquements de l'empire soviétique,,.

### Émergence de la Chine sur la scène mondiale
Durant les années 1960 et 1970, la Chine émerge progressivement sur la scène mondiale comme une puissance à part entière. Sa rupture avec l'URSS l'incite à développer ses liens avec les Occidentaux et à se doter de l'arme nucléaire. De Gaulle établit en 1964 des relations diplomatiques normales entre la France et la Chine du fait qu'en Asie « il n'y a pas une paix et il n'y a pas une guerre imaginable sans qu'elle y soit impliquée ». Sans l'aide russe, Pékin parvient à devenir une puissance nucléaire en faisant exploser une bombe A en 1964 et une bombe H en 1967.

Mao Zedong et Richard Nixon à Pékin en 1972.

La crise s'amplifie avec Moscou que Pékin accuse de trahir la révolution mondiale et de pratiquer un pseudo-communisme, simple variante du socialisme bourgeois. Il s'agit aussi pour la Chine de ne pas être inféodée à l'URSS et, en adoptant une posture « anti-révisionniste », de se poser en leader du communisme dans le monde. À l'exception du Parti communiste indonésien — qui est détruit dès 1965 — et du Parti communiste d'Inde (marxiste), la Chine ne réussit cependant pas à obtenir l'allégeance de partis communistes majeurs ; quant aux États communistes, seule l'Albanie choisit de s'aligner sur Pékin pour s'affranchir de la tutelle soviétique. Le conflit sino-soviétique aux frontières s'envenime avec les revendications territoriales des Chinois et atteint un sommet lors des incidents de 1969. Toutefois, Pékin et Moscou apportent chacun un important soutien aux Nord-vietnamiens et aux autres mouvements révolutionnaires communistes en Asie du Sud-Est. Jusqu'à la fin des années 1960, la guerre du Viêt Nam empêche toute ouverture de Washington vers Pékin.
L'histoire s'accélère au début des années 1970 : les États-Unis sont englués dans la péninsule indochinoise et cherchent des leviers de pression sur l'URSS, la Chine est isolée et ses relations avec l'URSS sont au plus bas, l'URSS ne parvient pas à rattraper son retard sur les États-Unis. Le réalisme des dirigeants américains et chinois conduit à un rapprochement spectaculaire qui culmine avec le voyage de Nixon en Chine en février 1972. Le triangle diplomatique ainsi instauré entre Moscou, Pékin et Washington rend possible des avancées vers la détente généralisée des relations internationales et la cessation des hostilités en Asie du Sud-Est.
En parallèle, l’ONU admet en octobre 1971 la Chine populaire qui siège désormais au Conseil de sécurité où le siège chinois était jusque-là occupé par Taïwan.

### Des conflits en Asie, en Afrique et en Amérique latine
La détente entre les deux Grands et en Europe ne s'étend pas à l'ensemble de la planète. Les guerres en Asie du Sud-Est concentrent le plus de moyens des deux blocs et focalisent le plus l'attention des médias. Mais la majorité des régions du monde sont le théâtre de conflits périphériques à la guerre froide ou de nature ethnique ou encore résultant d'enjeux régionaux, ces trois natures de conflits pouvant s'entremêler.

#### En Asie du Sud-Est

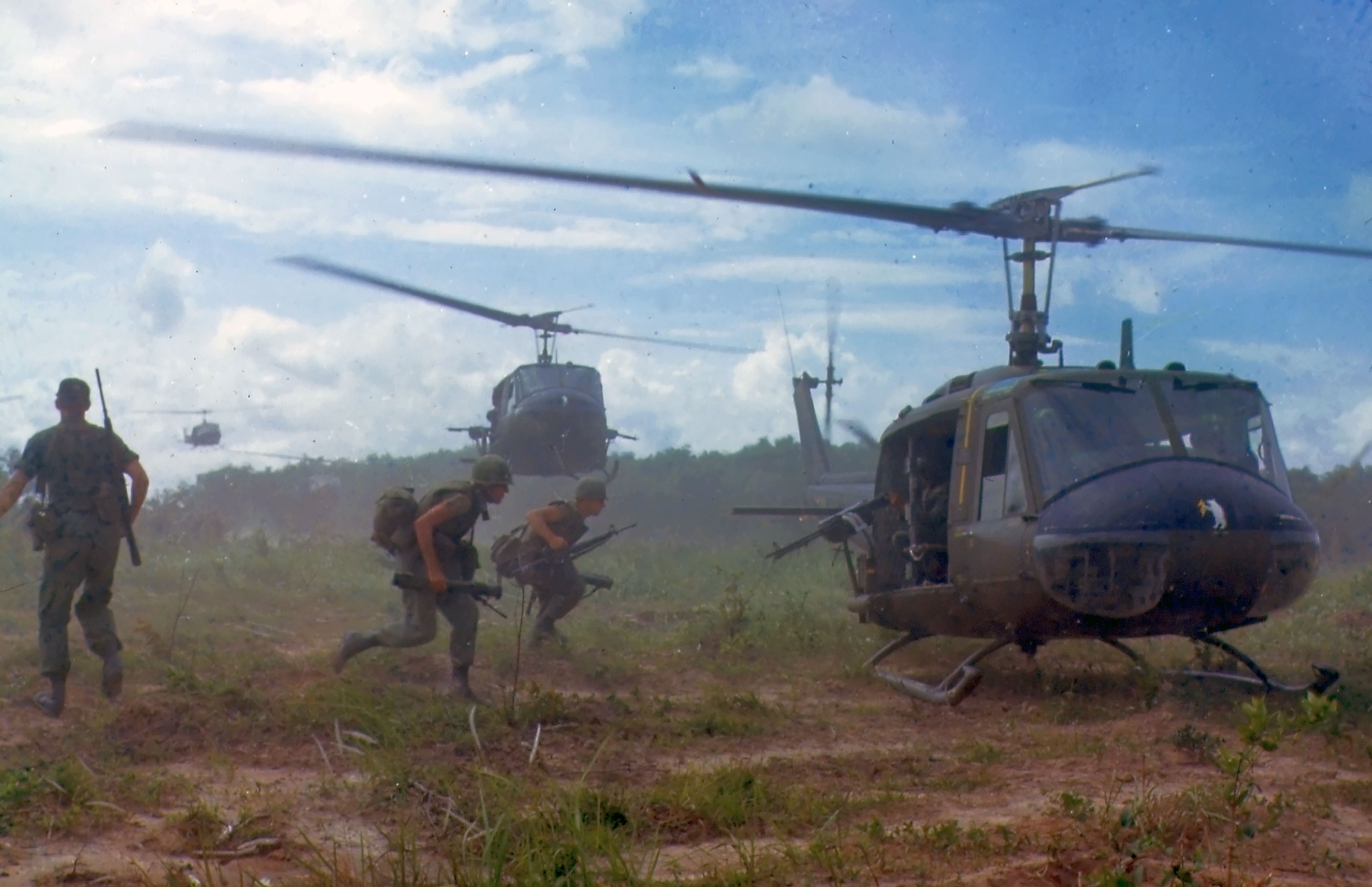
Des UH-1D récupérant des fantassins de la 25e division d'infanterie américaine au Sud-Viêt Nam en 1966.

La guerre du Viêt Nam oppose de 1955 à 1975 le Nord-Viêt Nam et le Việt Cộng au Sud-Viêt Nam. Les premiers sont soutenus par l'URSS et la Chine, tandis que les États-Unis et certains de leurs alliés dans le Pacifique apportent leur soutien au gouvernement sud-vietnamien. L'armée des États-Unis intervient directement dans le conflit à partir de 1964 à la suite des incidents du golfe du Tonkin. Plus de 500 000 militaires américains sont engagés au Viêt Nam au plus fort de la guerre à la fin des années 1960 et au début des années 1970. Mais l'impopularité croissante du conflit, son coût humain et financier et l'enlisement sur le terrain conduisent Nixon et Kissinger à entamer des négociations avec le Nord-Viêt Nam qui aboutissent en 1973 à la signature d'un accord de paix à Paris et au retrait complet des forces américaines. Sans ce soutien, le régime sud-vietnamien n'est pas en mesure de résister aux offensives nord-vietnamiennes de fin 1974.
Toute l'ancienne Indochine française devient communiste : en avril 1975 la chute de Saïgon, rebaptisée Hô Chi Minh-Ville, marque la victoire définitive du régime communiste d’Hanoï et la réunification du Viêt Nam sous son contrôle. Au même moment, les Khmers rouges sont victorieux dans la guerre civile du Cambodge,. En août 1975, le Pathet-Lao communiste prend le pouvoir au Laos. Le Vietnam a été officiellement unifié en un État communiste nommé république socialiste du Viêt Nam le 2 juillet 1976.
L'Indonésie, pays majeur de l'Asie du Sud-Est fait toutefois exception à la vague communiste. Pendant plusieurs années, le Parti communiste indonésien (PKI), très puissant, bénéficie d'une alliance avec le gouvernement nationaliste du président Soekarno, ce qui amène la droite indonésienne à craindre qu'il prenne le pouvoir. En 1965, à la suite d'une tentative de coup d'État par des militaires de gauche, le général Soeharto évince Soekarno et conduit, avec le soutien organisationnel et financier des services de renseignement américains et britanniques, une répression meurtrière contre le PKI. En quelques mois, la campagne de terreur fait entre 500 000 et 1 000 000 de victimes, tandis que nombreuses autres personnes sont incarcérées dans des camps,.

#### Dans les autres régions

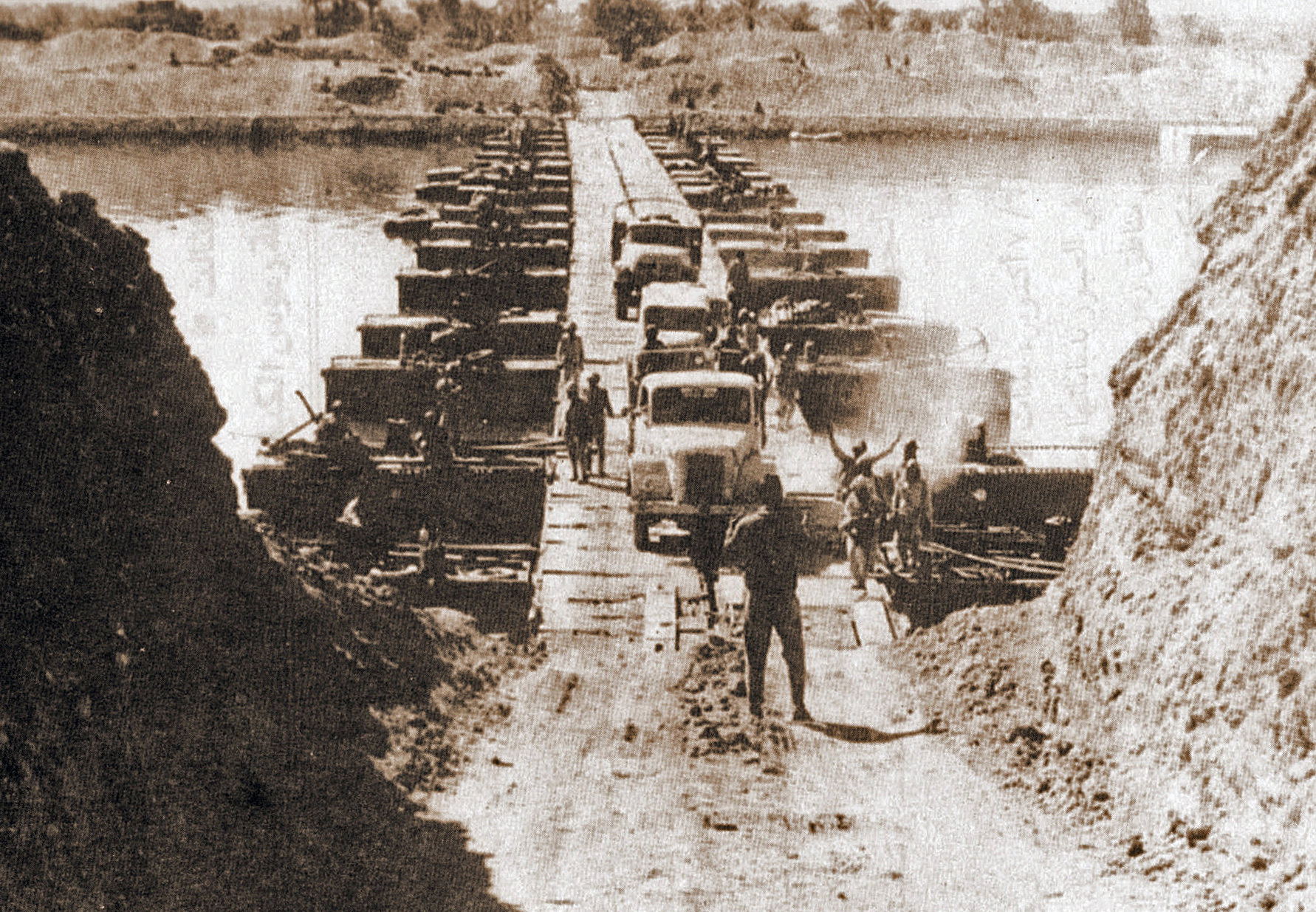
Guerre du Kippour : l'armée égyptienne franchit le canal de Suez le 6 octobre 1973.

Au Proche-Orient, le conflit israélo-arabe ouvert en 1948 est alimenté par la guerre froide : les États-Unis et la plupart des pays occidentaux soutiennent Israël, tandis que l'URSS soutient les pays arabes. Des quantités considérables d'armes sont accumulées de part et d'autre. Israël sort vainqueur de la guerre des Six Jours en 1967, et de la guerre du Kippour en 1973,. Dans les deux cas, les pressions exercées par les deux Grands sur leurs alliés respectifs conduisent à un arrêt rapide des combats et à des négociations de paix qui n'aboutissent cependant pas. Par ailleurs, de 1962 à 1970, une guerre civile oppose au Yémen du Nord la monarchie chiite abolie mais toujours soutenue par l'Arabie saoudite au nouveau régime dominé par les sunnites et soutenu par l'Égypte.
En Afrique, les colonies portugaises veulent leur indépendance. Ces dernières guerres coloniales éclatent en Angola (1961-1975), en Guinée-Bissau (1963-1974) et au Mozambique (1964-1975). Les indépendantistes d'obédience marxiste sont soutenus par Cuba, qui envoie des troupes sur place, l'URSS et la Chine. L'Éthiopie est en proie depuis 1961 à la guerre d'indépendance de l'Érythrée. La guerre du Biafra au Nigeria, entre 1967 et 1970, guerre civile d'origine ethnique, nait de la sécession d'une région au sud-est du pays qui s’auto-proclame république du Biafra. Les grandes puissances, à l'exception de la France, soutiennent plus ou moins activement le gouvernement nigérian et ne font rien pour mettre fin rapidement au conflit qui dégénère en une immense catastrophe humanitaire. Malgré un élan humanitaire sans précédent qui met en évidence le rôle des ONG comme Médecins sans frontières, environ un million de Biafrais meurent de la famine et de la guerre.

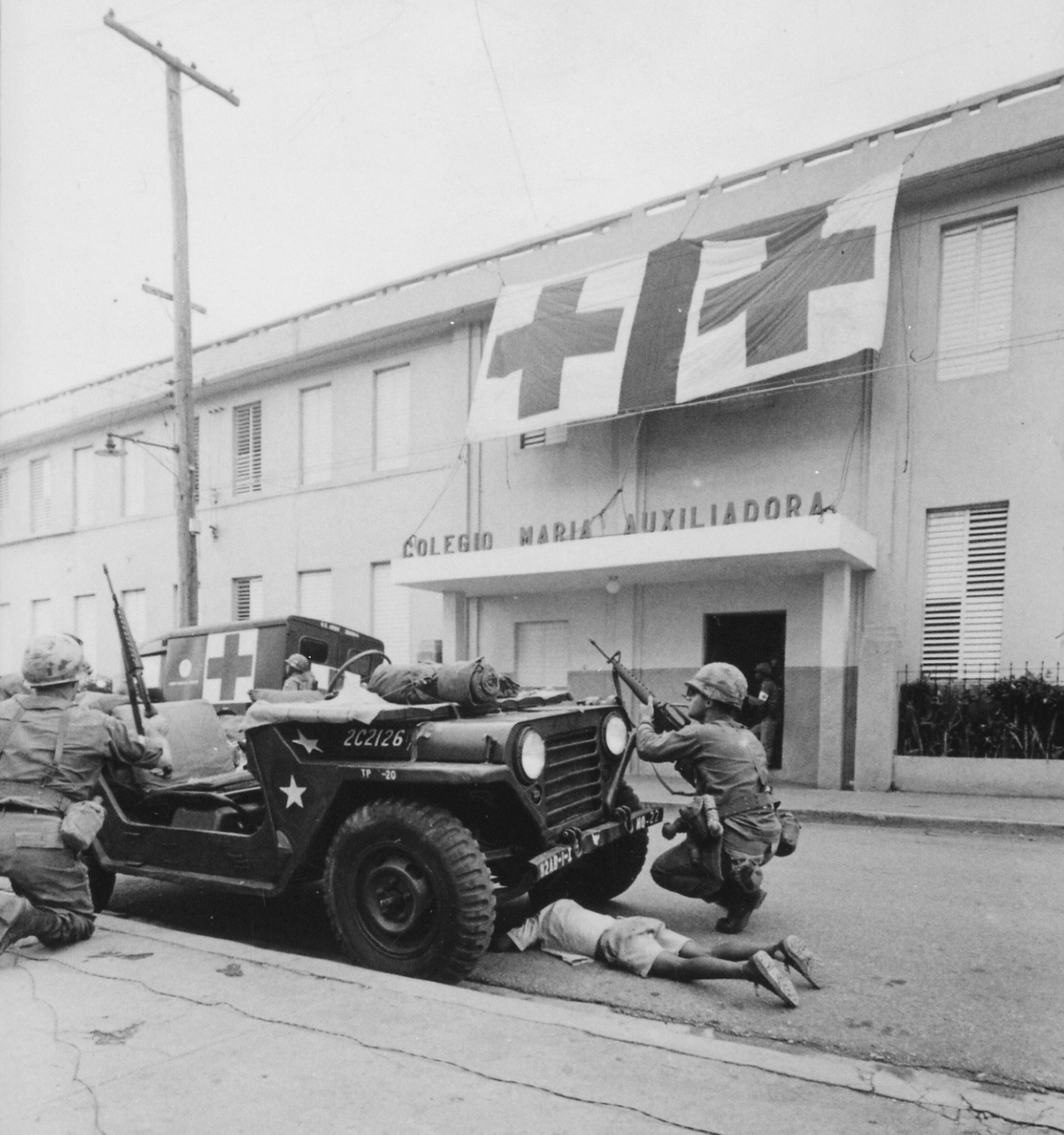
Combat de rue à Saint-Domingue le 5 mai 1965.

En Amérique latine, les États-Unis veulent à tout prix empêcher que des pays ne tombent aux mains de mouvements communistes. En 1965, ils interviennent militairement en République dominicaine pour éviter la prise de pouvoir par des partis de gauche et restent dans le pays pendant 18 mois jusqu'à ce que cesse la guerre civile et qu'un nouveau gouvernement soit élu. Les États-Unis soutiennent l'installation de dictatures militaires comme en 1973 celle de Pinochet au Chili qui renverse le gouvernement de gauche légitimement élu de Salvador Allende,,. Au Nicaragua, les États-Unis soutiennent la dictature de Somoza contre le Front sandiniste de libération nationale. Le régime castriste soutient sans succès des guérillas révolutionnaires, dont l'exemple le plus médiatisé est la tentative ratée de révolution menée par Che Guevara en Bolivie, où il trouve la mort en 1967.
En Asie du Sud, les tensions permanentes entre l'Inde et le Pakistan et les enjeux de domination régionale dégénèrent en guerre ouverte périodiquement. Faisant suite à une première guerre en 1947-1948 lors de l'indépendance, une deuxième guerre indo-pakistanaise éclate en 1965. Bien qu'aucun de ces deux États n'appartienne à l'un des deux blocs, l'Inde en conflit avec la Chine trouve du soutien auprès de l'URSS, tandis que le Pakistan bénéficie de celui des États-Unis. La guerre dure moins d'un mois car les grandes puissances s'entendent au Conseil de sécurité de l'ONU sur une résolution exigeant l'arrêt des combats et le retour aux frontières ex ante. Une troisième guerre indo-pakistanaise d'origine ethnique a lieu en 1971 lorsque l'Inde envahit le Pakistan oriental pour assurer le succès des indépendantistes bengalis qui fondent le Bangladesh. À nouveau l'action diplomatique des deux Grands et de la Chine contribue à ce que le conflit ne dégénère pas en une guerre totale entre le Pakistan et l'Inde.

## Seconde guerre froide (1975-1984)
L'échec américain au Viêt Nam et la crise économique résultant du choc pétrolier de 1973 affectent considérablement le monde occidental. Le scandale du Watergate force Nixon à démissionner en 1974 : son successeur, Gerald Ford, ne joue qu'un rôle de transition tandis que le Congrès adopte une ligne nettement isolationniste. Ces événements se traduisent par un affaiblissement des États-Unis et une perte d'influence dans le monde.
En URSS, Brejnev, au pouvoir depuis 1964, abandonne la politique de détente en même temps que disparaissent de la scène politique ses interlocuteurs privilégiés, Nixon, Brandt, Pompidou, et se replie sur la ligne politique soviétique traditionnelle qui donne la priorité à l'armée rouge et n'hésite pas s'engager à l'extérieur pour préserver ou agrandir le bloc communiste, sans concessions aux revendications d'amélioration du niveau de vie et d'accroissement des libertés individuelles.
Ce retour à la guerre froide marque l'entrée dans une seconde guerre froide.

### Refroidissement des relations américano-soviétiques

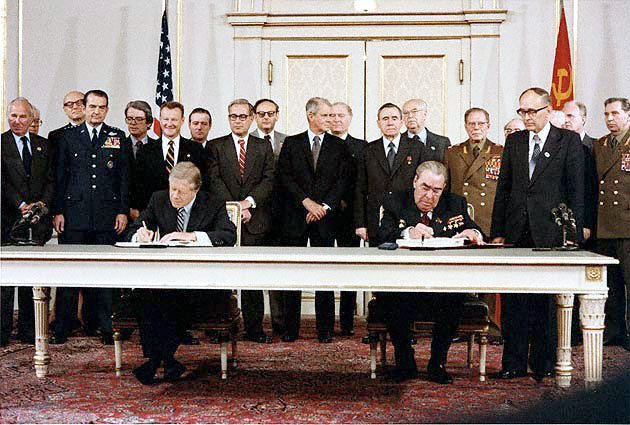
Jimmy Carter et Léonid Brejnev signent l'accord SALT II à Vienne le 18 juin 1979.

#### Fin de la détente
Durant les années 1970, la politique étrangère est dominée à l'Ouest par le débat sur les intentions réelles des Soviétiques : ont-ils durablement adopté une politique réaliste fondée sur leurs intérêts nationaux, ou bien exploitent-ils à leur profit la détente et continuent-ils à favoriser l'expansion de leur idéologie communiste dans le monde et à constituer une menace ? Ce débat est au cœur de la présidence de Jimmy Carter pendant laquelle, aux États-Unis comme en Europe, peu à peu les dirigeants se rallient à la seconde option et adoptent des politiques de fermeté vis-à-vis de Moscou.
En URSS, Brejnev est très affaibli par la maladie ; à partir de 1975, l'armée et les conservateurs, comme Andropov ou Oustinov, prennent l'ascendant. Moins au fait des difficultés économiques que Kossyguine, ils délaissent la politique de détente et de développement des échanges économiques avec l'Ouest au profit d'un renforcement du potentiel militaire soviétique et d'un soutien accru aux mouvements communistes dans le monde, notamment en Afrique. La décision prise en 1977 de déployer les missiles SS-20 capables de frapper partout en Europe, s'inscrit dans cette logique. Le chancelier allemand, Helmut Schmidt, s'efforce sans succès d'obtenir des Soviétiques qu'ils limitent le nombre de ces missiles. Les assurances qu'il obtient de Brejnev ne sont pas suivies d'effet. Les dirigeants soviétiques estiment à la fin des années 1970 être en position de force pour mener une politique offensive. En Europe, où leur position militaire est plus forte que jamais, ils escomptent que les désaccords entre les membres de l'OTAN les paralysent. Dans le tiers-monde, ils s'attendent à ce que les États-Unis, encore traumatisés et affaiblis par la guerre du Viêt Nam, ne veulent pas se lancer dans de nouvelles interventions.
Dès son investiture en janvier 1977, Jimmy Carter entend mener une politique étrangère ambitieuse, démarquée de l'approche purement réaliste de Nixon et Kissinger, qui repose sur la promotion de la démocratie et des droits de l'homme, et sur la poursuite de la détente avec l'URSS dans l'objectif notamment d'aboutir à des accords de désarmement malgré les tensions dans le tiers-monde. En s'appuyant sur les accords d'Helsinki de la CSCE d'août 1975, les États-Unis pointent les atteintes aux droits de l'homme en Union soviétique, saisissant les occasions que sont les arrestations des dissidents Andreï Sakharov et Natan Sharansky et les freins mis à l'émigration des citoyens soviétiques de confession juive. Les Soviétiques protestent contre ce qu'ils considèrent comme une ingérence dans leurs affaires intérieures et menacent de rompre les négociations sur le désarmement. C'est la première fois depuis le début de la guerre froide, conflit idéologique par essence, que l'URSS se trouve confrontée à des attaques directes sur la légitimité de son modèle.
Carter se démarque de la politique du « linkage » de Kissinger en refusant de lier les progrès sur les négociations SALT II à des contreparties soviétiques dans le domaine des droits de l'homme ou de l'expansion communiste en Afrique. Lorsque Sharansky est condamné en juillet 1978, Carter ordonne des sanctions limitées contre l'Union soviétique mais se refuse à couper les relations commerciales entre les deux pays ou à stopper les négociations SALT auxquelles il attache une grande importance. Cette priorité le conduit à annuler le déploiement du bombardier stratégique B-1 ou de la bombe à neutrons tout en augmentant les budgets de la défense qui ont fortement diminué après la fin de la guerre du Viêt Nam,,. Carter obtient aussi des pays membres de l'OTAN l'engagement d'augmenter leurs dépenses de défense. La politique ambivalente menée par Carter ouvre la voie à des accusations de faiblesse et d'irrésolution par ses adversaires Républicains.
Les négociations SALT II s'étirent dans le temps mais ne s'interrompent pas malgré l'opposition manifeste d'une grande partie du Congrès à l'ambition affichée de Carter de diminuer fortement le nombre d'armes nucléaires stratégiques et malgré la crise des euromissiles déclenchée en 1977 par la décision de l’URSS d’installer des missiles SS-20 en Europe de l’Est,. L'annonce de l'établissement de relations diplomatiques officielles au niveau d'ambassadeurs entre la Chine et les États-Unis le 1er janvier 1979 retarde de plusieurs mois leur conclusion. Un accord est finalement trouvé ; signé à Vienne le 18 juin 1979, le traité SALT II prohibe le développement de nouveaux types d'armes stratégiques, plafonne le nombre de lanceurs à ogives simples et à ogives multiples (MIRV) et prévoit un contrôle réciproque des armes nucléaires,. Le traité est soumis le 22 juin 1979 au Sénat dans un contexte antisoviétique croissant, encore exacerbé en septembre par un imbroglio de politique intérieure américaine relatif aux troupes soviétiques stationnées à Cuba. Carter renonce à obtenir la ratification du traité. Celui-ci survit néanmoins à la crise des relations américano-soviétiques, dans la mesure où les deux Grands en respectent globalement les termes durant la décennie 1980, jusqu'à la signature du traité START I en 1991,.
Les relations entre les deux « Grands » se détériorent brutalement avec l'invasion de l'Afghanistan par les troupes Soviétiques en décembre 1979 qui prend de court l'Administration américaine aux prises par ailleurs avec la crise des otages de son ambassade à Téhéran quelques semaines auparavant. Par cette intervention qu'il a longtemps hésité à lancer, Moscou cherche à sauver le régime communiste au pouvoir à Kaboul depuis avril 1978 dont les réformes coalisent contre lui les forces traditionalistes du pays et qui fait face à de nombreux groupes armés de moudjahidines d'obédience sunnite ou chiite. Les États-Unis fournissent à certains de ces mouvements depuis juillet 1979 une aide limitée excluant la livraison d'armes,.
Carter décide alors de suivre la ligne politique ferme à l'égard de l'URSS préconisée par Brzeziński, trop tardivement aux yeux d'une majorité de l'opinion publique qui l'accuse de naïveté et de n'avoir pas su anticiper l'intervention soviétique. Dans les jours qui la suivent, Carter met en garde Moscou contre toute intervention dans le golfe Persique qui serait considérée comme menaçant les intérêts vitaux des États-Unis, et renforce les moyens militaires américains dans cette région. L'Administration américaine décide aussi d'un embargo sur les livraisons de céréales à destination de l'Union soviétique et du boycott des Jeux olympiques de 1980, à Moscou. Ces mesures et d'autres sont solennellement présentées par le Président lors de son discours sur l'état de l'Union du 23 janvier 1980. Par ailleurs, Carter développe considérablement le soutien des États-Unis aux moudjahidines via le Pakistan ; baptisée opération Cyclone, cette action secrète est co-financée par l'Arabie saoudite. La détente est enterrée pour plusieurs années.

#### «America is back»
Discrédité par l’intervention soviétique en Afghanistan et affaibli par la crise des otages américains en Iran, Carter est battu aux élections par Ronald Reagan. Sous les deux mandats présidentiels de Reagan (1981-1989), les valeurs conservatrices sont remises à l'honneur, comme la morale puritaine. En économie, Reagan suit un programme libéral inspiré en particulier par l'École de Chicago (monétarisme de Milton Friedman), tempéré par un creusement considérable des déficits publics.
En politique étrangère Reagan qualifie l’Union soviétique d'« empire du mal » lors de la convention annuelle de l'Association nationale des évangéliques, le 8 mars 1983, et veut donner aux États-Unis les moyens militaires de « défendre la liberté et la démocratie ». Le durcissement des relations américano-soviétiques prend en 1983 une tournure dramatique lorsque le 31 août 1983, les Soviétiques abattent le vol Korean Air Lines 007. Washington accuse Moscou d'avoir sauvagement abattu sans sommation un avion de ligne égaré, alors que Moscou réplique que Washington s'est sciemment servi d'un avion civil pour tester sans risque la défense soviétique. Début novembre 1983, les alliés occidentaux doivent interrompre leurs manœuvres Able Archer 83 qui provoquent la mise en alerte des forces nucléaires soviétiques. Les interventions directes et indirectes augmentent dans le monde : reprise en main de l'opération Charly menée dans toute l'Amérique latine par la junte argentine, aide aux Contras contre le Nicaragua en 1981-1986 (débouchant sur l'Irangate) et invasion de la Grenade en 1983.

#### Initiative de défense stratégique
Le traité ABM de 1972 a considérablement restreint le déploiement de systèmes de défense antimissile. Mais les progrès scientifiques permettent dans les années 1980 d'envisager de recourir à de nouvelles techniques de défense contre les missiles adverses, supposées beaucoup plus efficaces. Ronald Reagan annonce le 23 mars 1983 l'Initiative de défense stratégique (IDS), qui est immédiatement baptisée « guerre des Étoiles » par les médias. Son objectif est de déployer un bouclier antimissiles capable d'intercepter les missiles intercontinentaux (ICBM) soviétiques. Cette annonce provoque une vive controverse avec l'URSS relative à sa compatibilité avec les traité ABM. La faisabilité et le coût de ce programme suscitent des débats aux États-Unis, mais il constitue un levier politique de première importance dans les négociations stratégiques START avec l'URSS qui visent à réduire les arsenaux nucléaires, sans pour autant qu'il élimine la notion de dissuasion nucléaire puisqu'il est en tout état de cause inenvisageable de protéger intégralement les territoires américains et soviétiques contre les armes nucléaires. L'IDS connaît des difficultés techniques et de financement sérieuses à partir de 1986. Elle est toutefois un des éléments au cœur des négociations entre Reagan et Gorbatchev lors des sommets qui les réunit à partir de 1986. Il est cependant difficile d'évaluer avec certitude le rôle qu'elle joue dans l'affaiblissement du pouvoir soviétique qui conduira à la fin de la guerre froide.

### Affaiblissement du duopole américano-soviétique sur fond de crise économique

#### Difficultés américaines
En Amérique latine, les années 1970 sont marquées par une forte instabilité politique, de nombreux coups d’État et une forte activité des guérillas communistes soutenues par Cuba. Le soutien des États-Unis aux dictatures militaires comme celles existant au Chili, en Uruguay et en Argentine diminue de par la volonté de Carter de promouvoir le respect des droits de l'homme. En juillet 1979, la révolution populaire sandiniste, menée par la FSLN, renverse la dictature de Somoza au Nicaragua. L'élection de Ronald Reagan à la présidence des États-Unis se traduit par un retour net à une politique d'aide militaire et économique aux régimes et mouvements anti-communistes, qu'ils soient répressifs ou non. Mais les années 1970 marquent la fin de la pax americana dans l'hémisphère occidental.

#### Difficultés soviétiques
L'Union soviétique doit elle aussi faire face à des difficultés au sein de son propre bloc. La signature le 1er août 1975 de l'Acte final d'Helsinki à l'issue de la Conférence sur la sécurité et la coopération en Europe (CSCE) apparaît initialement comme un succès de la diplomatie soviétique. Mais le texte remobilise la population et les intellectuels dans leurs revendications quant au respect des libertés individuelles et à la résolution des problèmes économiques,.
En Pologne, le KOR (Comité de défense des ouvriers) est créé en septembre 1976 par des intellectuels, suivi en mars 1977 par la fondation du ROPCiO (Comité de défense des droits humains et civils), mouvements nationalistes, antisoviétiques et pro-occidentaux. Le 16 octobre 1978, le cardinal polonais Karol Wojtyła est élu pape sous le nom de Jean-Paul II. S’impliquant sur la scène internationale, il va lutter activement contre le communisme. Le 31 août 1980, l'ouvrier de chantier naval Lech Wałęsa, cocrée le syndicat Solidarność, premier syndicat libre indépendant du parti communiste dans les démocraties populaires. Devant la dégradation de la situation, le régime communiste polonais réagit en plaçant à la tête du gouvernement le général Wojciech Jaruzelski, qui instaure l'état d'urgence en décembre 1981.
En Tchécoslovaquie, un groupe d'intellectuels parmi lesquels Václav Havel publie en janvier 1977 la Charte 77 qui dénonce les violations des droits humains par le gouvernement.

### Expansionnisme de l'URSS
Profitant du relatif déclin des États-Unis et de la politique plutôt pacifiste du président Carter au début de son mandat, l’Union soviétique s'engage davantage en Asie et en Afrique, provoquant des tensions croissantes entre les deux grandes puissances.

#### Guerres en Afrique
En Afrique, des guérilleros communistes prennent le pouvoir après 1975 dans les pays nouvellement indépendants de l'ancien empire colonial portugais (Angola, Mozambique…) et entament des actions militaires en direction de l'Afrique du Sud avec l'appui de l'armée cubaine, ce qui entraîne de véritables batailles rangées notamment en Namibie. En Éthiopie, l'armée soviétique et les forces cubaines interviennent contre les mouvements luttant contre la dictature de Mengistu Haile Mariam à partir de 1976. Des actions de déstabilisations sont parfois contrecarrées, comme le sauvetage de Kolwezi par l'armée française.

#### Invasion de l'Afghanistan
En 1978, les communistes s'emparent du pouvoir en Afghanistan à la suite de l'assassinat du président Daoud Khan, qui avait lui-même déposé le roi Zaher Shah en 1973. Le nouveau régime est bientôt confronté à une révolte populaire. Le 3 juillet 1979, Carter signe l'autorisation mettant en place le programme afghan d'aide militaire et financière aux moudjahidins afghans, escomptant ainsi, sur les conseils de Brzezinski, provoquer l'URSS à envahir l'Afghanistan. Le 27 décembre 1979, Moscou envoie son armée, inaugurant la première guerre d’Afghanistan. Les États-Unis s’impliquent dans ce conflit en alimentant sur place la résistance antisoviétique avec l'aide de la république populaire de Chine, de l'Égypte, de l'Arabie saoudite et les services de renseignement de plusieurs pays ouest-européens, en finançant et en proposant une formation militaire à des groupes de moudjahiddin en lutte contre l’occupant soviétique, parmi lesquels de futures terroristes islamistes. Les armées de l’URSS se retirent de l’Afghanistan en février 1989,,,.

### Course aux armements

#### Crise des euromissiles

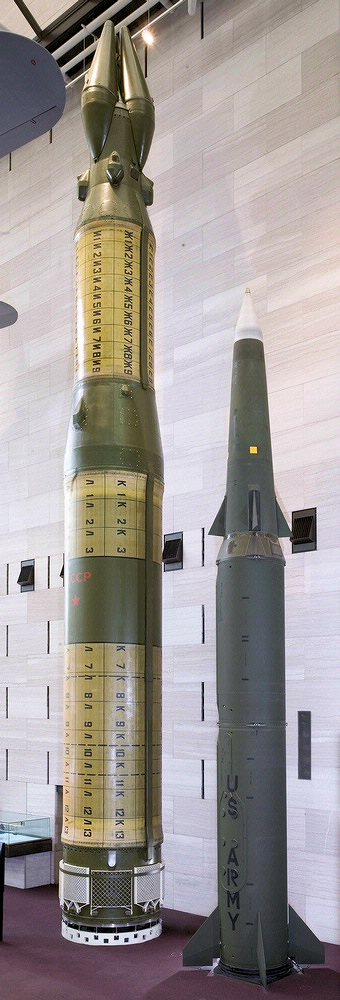
Missiles SS-20 et Pershing II (exposés au National Air and Space Museum).

Après que l'Union soviétique a commencé à déployer début 1977 des missiles balistiques à portée intermédiaire (IRBM) SS-20 en Europe de l'Est, l'OTAN répond en décembre 1979 par sa « double décision ». Celle-ci prévoit l'installation progressive de missiles de croisière BGM-109G et de missiles balistiques à portée intermédiaire Pershing II pour faire contrepoids aux missiles SS-20 soviétiques sur le territoire de cinq pays membres de l'OTAN, tout en entamant des négociations avec l'Union soviétique pour l'élimination de ces armes. Des négociations s'ouvrent à Genève entre les deux Grands.
De grandes manifestations pacifiques, soutenues par les partis communistes ont lieu dans les pays concernés, notamment en Allemagne. S'exprimant au Bundestag devant les députés allemands le 20 janvier 1983, à l'occasion du vingtième anniversaire du traité de l'Élysée, François Mitterrand confirme l'appui total de la France à la « double décision » de 1979. Le slogan « plutôt rouge que mort » ((de) Lieber rot als tot) inspire à Mitterrand, lors d'une visite en Belgique le 13 octobre 1983, la formule « le pacifisme est à l'Ouest, et les euromissiles sont à l'Est, il s'agit là d'un rapport inégal ».
Malgré les pressions, le déploiement des missiles de l'OTAN commence en novembre 1983. En réaction, l'URSS rompt les négociations de Genève et le dialogue avec les États-Unis, jusqu'à l'arrivée au pouvoir de Gorbatchev en 1985. Les négociations entre les deux puissances reprennent en novembre 1985 et se traduisent par la signature à Washington le 7 décembre 1987 du traité sur les forces nucléaires à portée intermédiaire qui élimine de leurs arsenaux les missiles nucléaires de portée intermédiaire (1 000 à 5 500 km) et de plus courte portée (500 à 1 000 km) lancés depuis le sol,,.

#### Reprise de l'augmentation des dépenses militaires

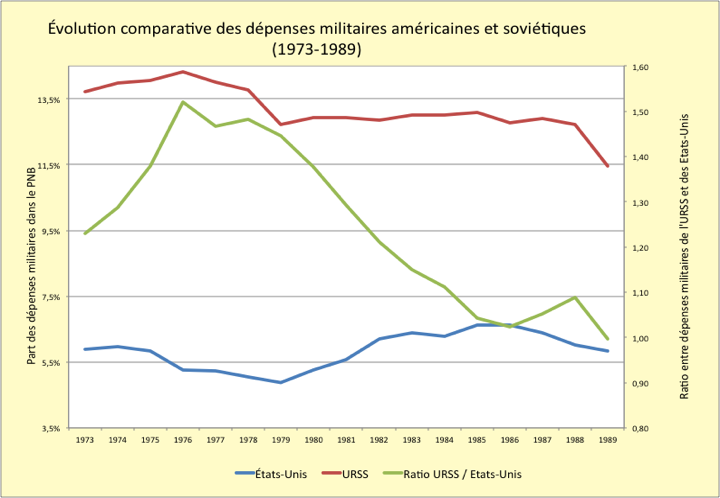
Part des dépenses militaires dans le PNB des États-Unis et de l'URSS (1973-1989).

À partir de 1973, année qui marque la fin de leur engagement militaire intense dans la guerre du Viêt Nam, les Américains diminuent la part de leur richesse nationale consacrée aux dépenses de défense jusqu'à un point bas historique de 4,9 % du PNB en 1979. Déjà amorcé par Carter, le retournement de tendance est accéléré sous la présidence de Reagan : les dépenses culminent en 1985 atteignant 6,6 % du PNB et demeurent à un niveau élevé jusqu'en 1989, malgré la reprise du dialogue en 1985 à l'arrivée de Gorbatchev au pouvoir en URSS.
Tout au long de la guerre froide, l'Union soviétique donne aux dépenses militaires une priorité absolue. Sans qu'il soit possible d’être assuré de la fiabilité des statistiques disponibles, il est généralement admis qu'elles représentent entre 12 % et 14 % du PNB.
En valeur absolue, dans le contexte de la croissance de 29 % de son PNB entre 1979 et 1989, le budget de défense des États-Unis qui était de 197 milliards de US$ en 1979 atteint 304 milliards de US$ en 1989 (valeurs en dollars constants de 1989). Par comparaison, avec une croissance de son PNB sur la même période de seulement 19 %, le budget militaire de l'URSS passe de 284 à 311 milliards de US$.
Cette course aux armements est généralement considérée comme un des facteurs ayant causé l'effondrement du système soviétique à la fin des années 1980, incapable de suivre le rythme des innovations technologiques de l'Ouest et d'offrir à ses populations un niveau de vie satisfaisant.
À de tels niveaux de dépenses militaires, la parité stratégique entre les deux Grands est préservée, chacun conservant les moyens d'une destruction mutuelle assurée, c'est-à-dire la capacité à détruire l'adversaire même après avoir subi une première frappe massive.

#### Développement du commerce des armes

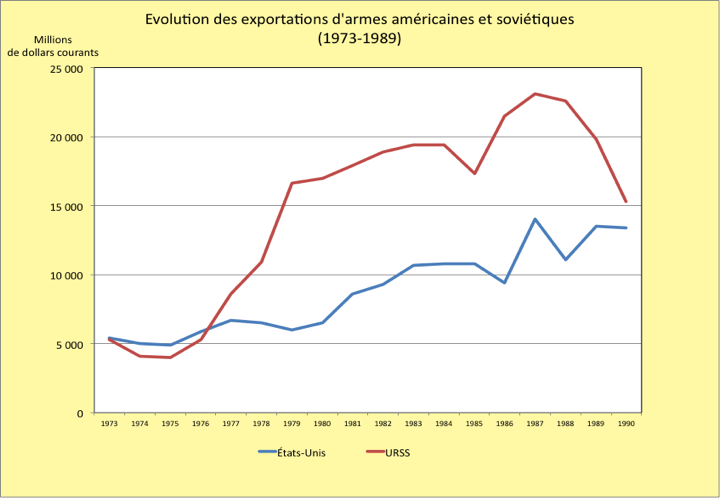
Exportations d'armes des États-Unis et de l'URSS de 1973 à 1989.

Dans les années 1970, l'Union soviétique exporte massivement ses armes sur tous les continents pour accompagner son expansionnisme politique, notamment au Moyen-Orient et en Afrique. Sur la période 1976-1980, les exportations d'armes de l'Union soviétique (32,9 milliards de $ 1979) représentent quatre fois le montant de l'aide économique qu'elle accorde à des pays tiers (7,7 milliards de $ 1979). Les principaux pays destinataires sont l'Irak, la Syrie et le Yémen au Moyen-Orient, la Libye, l'Éthiopie et l'Algérie en Afrique, Cuba et le Pérou en Amérique Latine.
Les exportations d'armes des États-Unis sont largement dépassées par celles de l'Union soviétique à partir du milieu des années 1970. Toutefois, le commerce des armes des pays de l'OTAN demeure plus important que celui des pays du Pacte de Varsovie, mais dans des proportions moindres que sur la période 1971-1975. Les quatre principaux clients des États-Unis, en dehors des pays de l'OTAN, sont l'Iran jusqu'à la chute du Shah en janvier 1979, Israël, l'Arabie saoudite et la Corée du Sud.

### Les Jeux olympiques, arènes de la compétition Est-Ouest
Durant la guerre froide, la rivalité Est-Ouest s'exprime aussi dans les compétitions sportives et plus particulièrement lors des joutes olympiques, Washington et Moscou espérant prouver la supériorité de leur système de société par les brillants résultats de leurs athlètes. En dépit des idéaux apolitiques affichés par la Charte olympique, les Jeux olympiques sont un outil de propagande durant toute la guerre froide. Leur utilisation politique culmine en 1980 lorsque les États occidentaux boycottent les Jeux olympiques de Moscou en protestation contre l'invasion de l'Afghanistan. Quatre ans plus tard, les Soviétiques boycottent les Jeux olympiques de Los Angeles, malgré la grande importance qu'ils attachent depuis leur retour en 1952 aux compétitions olympiques à engranger un nombre record de médailles et à médiatiser leurs héros sportifs. Pour sa deuxième participation aux Jeux de Melbourne en 1956, l'URSS occupe la première place avec trente-sept médailles d'or contre trente-deux aux États-Unis, classement qui reste identique pour les olympiades suivantes. Depuis 1968, la compétition se joue aussi entre les deux États allemands, à l'avantage de la RDA, et tous les États d'Europe de l'Est enregistrent aussi des résultats spectaculaires ; le sport est à l'Est un système d'État dans lequel des moyens considérables sont investis et qui contribue grandement à l'image extérieure des régimes communistes. Les États-Unis utilisent également les Jeux dans un but de propagande. Le Comité olympique des États-Unis figure sur la liste les organismes à utiliser à des fins de propagande gérée par l'United States Information Agency qui vise à créer un imaginaire collectif favorable en s'appuyant pour partie sur le sport et sur l'olympisme,,.

## De la nouvelle détente initiée par Gorbatchev à la fin du bloc soviétique (1985-1991)

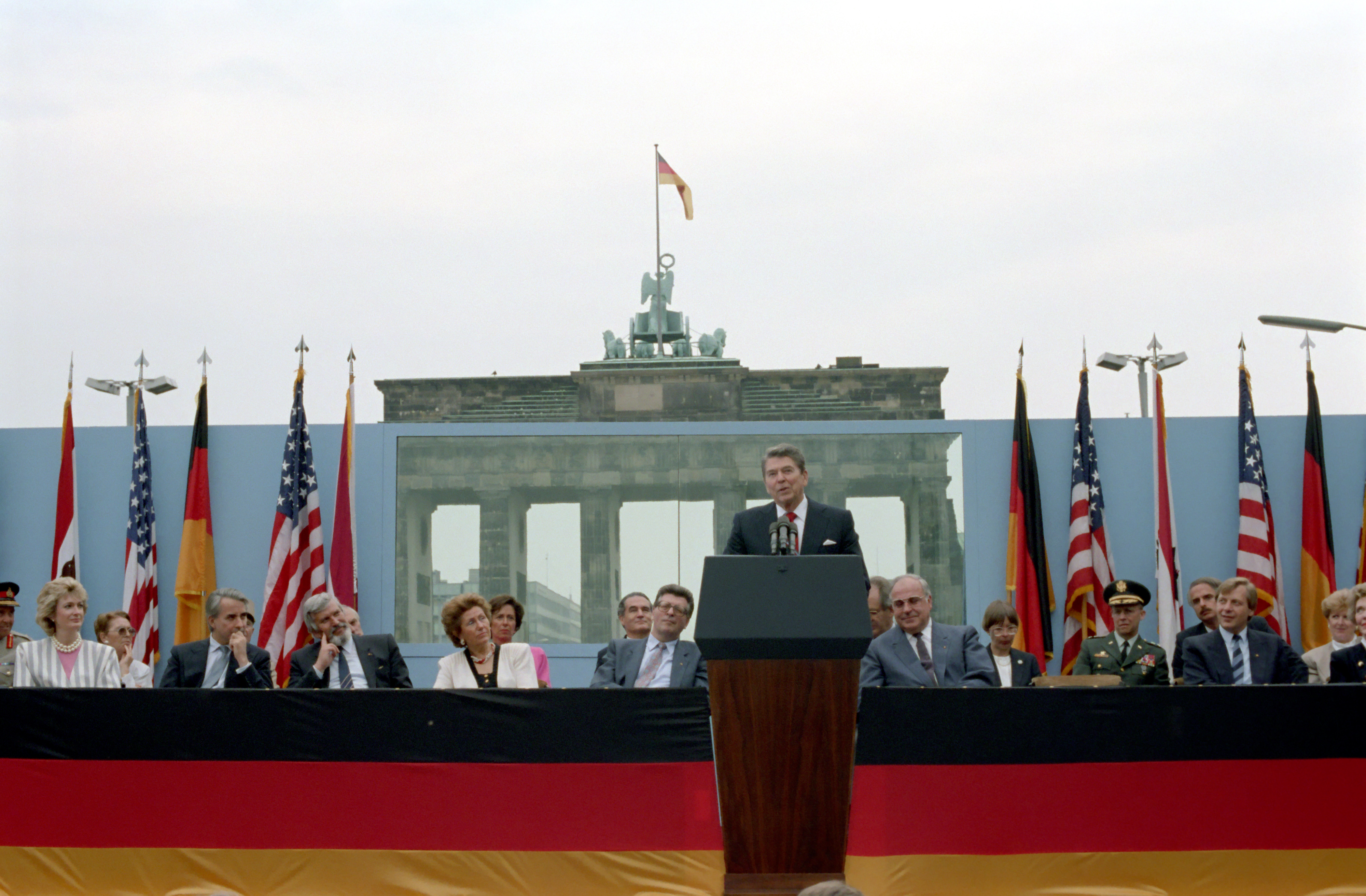
Le 12 juin 1987, Ronald Reagan prononce à Berlin son discours devenu célèbre dans lequel il apostrophe Gorbatchev par ces mots : « Monsieur Gorbatchev, ouvrez cette porte. Monsieur Gorbatchev, abattez ce mur ! ».

L'URSS est quant à elle confrontée au vieillissement de son équipe dirigeante. Léonid Brejnev meurt en novembre 1982, rapidement suivi de ses successeurs Iouri Andropov (février 1984) et Konstantin Tchernenko (mars 1985). Le 11 mars 1985, l'arrivée au pouvoir de Mikhaïl Gorbatchev, âgé de 54 ans, marque un changement de génération. Le nouveau dirigeant lance peu après les politiques de glasnost (transparence) et de perestroïka (restructuration).
La « nouvelle détente » voulue par Gorbatchev trouve son origine dans la nécessité pour la nouvelle équipe dirigeante réformatrice qui se met en place à Moscou en 1985 de mettre fin à la course à la suprématie mondiale avec les États-Unis et de bénéficier de l'aide occidentale pour mener à bien le redressement de l'économie soviétique. Elle prend la forme de la reprise d'un dialogue nourri avec l'Ouest et la multiplication des rencontres entre Gorbatchev et les dirigeants occidentaux. Elle se concrétise par la signature d'accords de désarmement, la fin de plusieurs conflits sur les territoires périphériques aux blocs de l'Ouest et de l'Est, et surtout par la levée du rideau de fer et la chute du mur de Berlin qui ouvrent la voie à la résolution définitive de la question allemande, restée en suspens depuis la fin de la Seconde Guerre mondiale et les conférences de Yalta et Potsdam. Cette ère de relations pacifiques entre l'Ouest et l'Est, symboliquement saluée par le prix Nobel de la paix décerné à Gorbatchev en 1990, trouve un épilogue inattendu dans la désintégration de l'Union soviétique en 1991, qui signifie la fin du monde bipolaire qui domine la géopolitique mondiale depuis 1945 et l'avènement d'un monde unipolaire dominé par les États-Unis durant la dernière décennie du XXe siècle et le début du XXIe siècle.

### Nouvelle détente et accords de désarmement nucléaire et conventionnel
Gorbatchev veut sortir son pays d'une guerre froide ruineuse pour l’Union soviétique qui y consacre environ 16 % de son PNB contre 6,5 % pour les États-Unis. Dès son accession au pouvoir, Gorbatchev multiplie les contacts et sommets avec les principaux dirigeants de l'Ouest, espérant d'une nouvelle détente qu'elle lui permette de réduire les dépenses militaires et d'obtenir des aides financières pour aider le redressement économique de l'Union soviétique. De 1985 à 1991, Mikhaïl Gorbatchev rencontre cinq fois Ronald Reagan, et sept fois George H. W. Bush. Initialement sceptiques sur la réalité de la volonté de changement de Gorbatchev, les Occidentaux ne lui apportent leur soutien qu'à partir de 1989, en partie aussi par crainte que des éléments conservateurs ne reprennent le pouvoir et reviennent à une ligne dure d'affrontement avec l'Ouest.
Gorbatchev multiplie les appels au désarmement afin de libérer la planète des armes nucléaires et nouvelles d'ici la fin du siècle. Trois traités de réduction des armements sont signés entre 1987 et 1991, qui concernent respectivement les armes nucléaires à portée intermédiaire (INF), les armements conventionnels (FCE) et les armes nucléaires stratégiques (START).

Mikhaïl Gorbatchev et Ronald Reagan lors du sommet de Genève en 1985.

La première rencontre officielle entre Gorbatchev et Ronald Reagan a lieu lors du sommet de Genève en novembre 1985 ; bien qu'aucun accord précis n'y soit conclu, ce sommet marque la reprise du dialogue entre les deux Grands et l'amorce d'une nouvelle détente. Les deux dirigeants conviennent de multiplier les contacts à tous les niveaux et d'accélérer les négociations sur les armes nucléaires et spatiales, tout en soulignant que de sérieuses divergences les séparent,. Le deuxième sommet a lieu à Reykjavik où Reagan et Gorbatchev se rencontrent les 11 et 12 octobre 1986. Un accord manque de se faire sur une réduction drastique des armes nucléaires stratégiques et tactiques, empêché seulement par le refus de Reagan de renoncer à la poursuite du programme IDS. Le sommet est également entaché par la nouvelle détermination de Gorbatchev - contrepartie aux importantes concessions militaires imposées aux durs du PCUS - depuis son arrivée au pouvoir (ripostes immédiates aux expulsions britanniques de diplomates soviétiques en septembre 1985, françaises et italiennes en février 1986) de ne plus laisser sans réponse les rebuffades et accusations d'espionnage. Le FBI ayant ainsi arrêté aux États-Unis début septembre 1986 un savant soviétique, Zakharov, pris sur le fait en train d'espionner, le KGB piège et arrête le lendemain un journaliste américain, Danilov pour espionnage en le présentant comme un émigré antisoviétique. Ronald Reagan devra négocier sa libération. Des expulsions croisées de diplomates suivront le sommet de Reykjavik et Gorbatchev fera retirer son personnel de service des ambassades et consulats américains. Gorbatchev évoque la « maison commune européenne », dénucléarisée et neutralisée,,,.

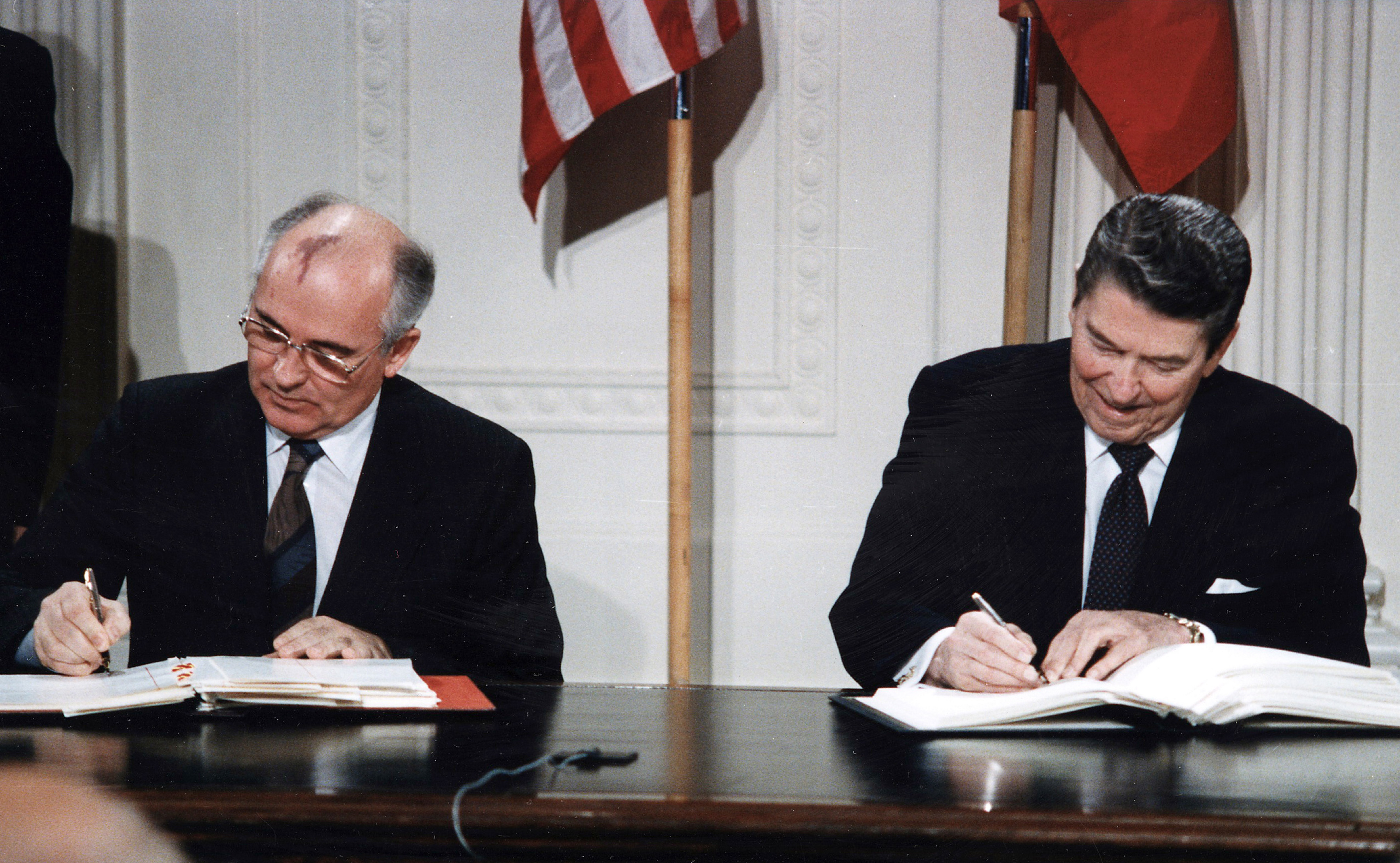
Gorbatchev et Reagan signent le traité INF à Washington en 1987.

Ces échanges se concrétisent toutefois le 8 décembre 1987 à Washington avec la signature par Reagan et Gorbatchev du traité sur les forces nucléaires à portée intermédiaire (traité INF) qui prévoit l'élimination du sol européen des missiles nucléaires à courte et moyenne portée dans un délai de trois ans. Cet accord met fin à la crise des euromissiles,,.
En parallèle, l'Union soviétique et les autres États membres du Pacte de Varsovie lancent le 11 juin 1986 un appel en vue de l’adoption d’un « programme de réduction des forces conventionnelles en Europe » auquel l’OTAN répond positivement dans la déclaration de Bruxelles du 11 décembre 1986. Les consultations préliminaires entre les États membres des deux alliances militaires aboutissent le 2 février 1989 à la définition d’un mandat de négociation. Le 19 novembre 1990, en marge du sommet de Paris pour la Conférence sur la sécurité et la coopération en Europe (CSCE), les États membres de l'OTAN et du Pacte de Varsovie signent le traité sur les forces armées conventionnelles en Europe (FCE) dont la mise en œuvre se traduira par une réduction substantielle des équipements et des effectifs militaires,. Sans attendre les résultats de ces négociations, Gorbatchev annonce en décembre 1988 des réductions unilatérales des forces armées soviétiques,.
Avec George H. W. Bush, qui succède à Reagan en janvier 1989, la fréquence des sommets américano-soviétiques s'accroît encore. Le sommet de Malte, les 2 et 3 décembre 1989, a lieu quelques semaines après la chute du mur de Berlin. Si certains observateurs veulent consacrer ce sommet comme celui de la fin de la guerre froide, Bush demeure prudent en disant que les échanges très positifs qu'il a eus ont permis une bonne compréhension mutuelle des positions respectives et sont « un pas important pour tenter d'abattre toutes les barrières encore en place à cause de la guerre froide », mais il ne va pas jusqu'à déclarer terminée la guerre froide ou à dire que les deux pays sont maintenant alliés. Les échanges se poursuivent en 1990 et 1991 sur les sujets politiques, concernant en particulier la réunification de l'Allemagne, militaires, et économiques. Gorbatchev est invité au G7 qui se tient à Londres en juillet 1991.
Le traité de réduction des armements stratégiques (START) est signé le 31 juillet 1991 à Londres lors de leur sixième et avant-dernier sommet. Il prévoit une réduction de 30 % ou plus des vecteurs nucléaires stratégiques et de 40 % ou plus du nombre d'ogives nucléaires pour que chacun des deux États respectent les plafonds fixés, identiques pour les États-Unis et l'URSS, illustrant ainsi la volonté politique d'instaurer la parité stratégique entre les deux tout en cessant la course aux armements,.

### Fin des régimes communistes d'Europe de l'Est et chute du mur de Berlin
Le 7 décembre 1988, à la tribune de l’ONU, Gorbatchev annonce la réduction des forces armées soviétiques en RDA, Hongrie et Tchécoslovaquie, et affirme « que la force et la menace de la force ne peuvent plus et ne doivent pas être des instruments de politique étrangère » et que « la liberté de choix [des peuples] est un principe universel [sans] aucune exception »,. Il ouvre la voie à l'émancipation des pays de l’Europe de l’Est de la tutelle soviétique sous la pression de manifestations populaires qui conduisent en 1989 à la chute des régimes communistes dans tous les pays d'Europe de l'Est. En république socialiste de Roumanie, le régime autocratique de Nicolae Ceaușescu est le dernier à tomber, le 26 décembre 1989. La fin des « démocraties populaires » est suivie par la tenue d'élections libres et la mise en place d'institutions nouvelles et de réformes économiques sur le modèle occidental.
La reprise de la fuite massive des habitants de la RDA joue un rôle clef dans la déstabilisation du régime de Berlin-Est. Durant l'été 1989, des habitants de la RDA commencent à migrer vers la RFA par la Hongrie qui ouvre sa frontière avec l'Autriche. Le mouvement prend de l'ampleur, le gouvernement est-allemand est dépassé et décide dans la journée du 9 novembre d'autoriser ses ressortissants à se rendre librement en RFA. La nouvelle se répand comme une traînée de poudre via les médias de Berlin-Ouest, entraînant une mobilisation spontanée des habitants de Berlin-Est qui forcent sans violence l'ouverture des postes-frontières du mur de Berlin et se répandent par milliers dans Berlin-Ouest dans la nuit du 9 novembre 1989. La chute du mur de Berlin amorce le processus politique qui aboutit moins d'un an plus tard, le 3 octobre 1990, à la réunification de l’Allemagne.
Le 25 février 1991, les ministres des Affaires étrangères et de la Défense des États membres du pacte de Varsovie, l'alliance de défense des pays de l'Est créée en 1955, prononcent la cessation de ses activités militaires,. Puis, le 1er juillet 1991, le pacte de Varsovie est officiellement dissout.
Le 28 juin 1991, le Conseil d'assistance économique mutuelle (Comecon), l'alliance économique des pays de l'Est créée en 1949, est officiellement dissous.

### Règlement de conflits périphériques à la guerre froide
La reprise d'un dialogue constructif entre Moscou et Washington favorise le règlement de conflits créés ou au moins entretenus par les tensions des années 1975 à 1985.
Une des priorités de Gorbatchev est de mettre fin à l'engagement militaire de l'URSS en Afghanistan, ce dont il fait part publiquement le 8 février 1988. S'appuyant sur la dynamique créée par sa politique de détente, il obtient la signature de l'accord de Genève du 14 avril 1988 portant sur le retrait des forces soviétiques d'Afghanistan qui s'achève en février 1989.
La guerre entre l'Iran et l'Irak dure depuis 1980, sans qu'un camp paraisse en mesure de l'emporter. Dès le début du conflit, le Conseil de sécurité de l'ONU vote à l'unanimité des résolutions appelant au cessez-le-feu, sans effet sur le terrain. Le nouveau climat de détente entre l'Est et l'Ouest permet d'obtenir, en 1987, un véritable accord entre les membres permanents du Conseil pour un soutien effectif à une relance des efforts de médiation de l'ONU. Le coût humain et financier considérable du conflit pour les deux belligérants les poussent aussi à finalement accepter, en août 1988, un cessez-le-feu sous l'égide de l'ONU. Elle montre aussi chez Gorbatchev l'étendue de sa nouvelle pensée. Son rôle est tel que, cas unique dans le monde, le ministre soviétique des Affaires étrangères, Edouard Chevardnadze, se rend à Qom en mars 1989 pour rencontrer l'ayatollah Khomeini. Celui-ci qualifie le ministre de « messager de Gorbatchev ». Il est vrai que la destruction d'un Airbus iranien, le 3 juillet 1988, par le croiseur américain USS Vincennes, causant la mort de 290 personnes, a exacerbé le sentiment antiaméricain en Iran.
Cuba est, depuis 1975, le bras armé du soutien de l'Union soviétique au MPLA, opposé aux mouvements soutenus par l'Afrique du Sud et les États-Unis dans la longue guerre civile d'Angola. Le 22 décembre 1988, l’Angola, Cuba et l’Afrique du Sud signent à New York, sous l’égide des Soviétiques et des Américains, un accord aboutissant au retrait des troupes cubaines d’Angola. En échange, les Sud-Africains se retirent du Sud-Ouest africain, qui prend son indépendance sous le nom de Namibie. En Afrique du Sud, Nelson Mandela est libéré le 12 février 1990 et l’apartheid est aboli en 1991.
En Amérique latine, soutenues jusqu'alors par les États-Unis au titre de la politique d'endiguement du communisme, les dictatures tombent au Paraguay et au Chili en 1989. Au Nicaragua, la guerre civile entre les sandinistes soutenus par Cuba et les contras soutenus par les États-Unis, prend fin en 1990 avec la tenue d'élections libres.

### Implosion de l'Union soviétique
Mikhaïl Gorbatchev et ses alliés réformateurs peinent à imposer leur nouvelle politique de glasnost (« transparence ») et de perestroïka (« restructuration ») aux conservateurs et à la bureaucratie du parti. Les réformes démocratiques engagées ne réussissent pas à redresser l'économie du pays et conduisent, entre 1985 et 1990, à affaiblir progressivement le pouvoir central soviétique et à remettre en cause le rôle dirigeant du parti unique, le Parti communiste de l'Union soviétique (PCUS). Les quinze républiques socialistes soviétiques qui constituent l'URSS s'engagent à partir de 1989 sur la voie de l'indépendance, la condamnant à disparaître en décembre 1991.

#### Initiatives d'indépendance des pays baltes
Incorporées par la force dans l'URSS en 1940 en conséquence du pacte germano-soviétique, les trois RSS baltes sont les premières à affirmer dans un premier temps leur souveraineté puis dans un second temps leur indépendance vis-à-vis du pouvoir central soviétique. Le 16 novembre 1988 le Soviet Suprême de la RSS d'Estonie publie une déclaration de souveraineté, suivie par des déclarations similaires de la Lituanie le 18 mai 1989, et de la Lettonie le 28 juillet 1989. Ces déclarations affirment la suprématie des lois de ces républiques sur les lois soviétiques et amorcent le processus qui conduit à leur indépendance. Le 11 mars 1990 le gouvernement lituanien prend l'initiative de promulguer l'Acte de rétablissement d'un État lituanien indépendant. Moscou le déclare illégal. Les deux autres pays baltes, l'Estonie et la Lettonie déclarent à leur tour leur indépendance respectivement en mars et mai 1990, se heurtant également au refus des instances centrales. Moscou finit par envoyer l'Armée rouge pour rétablir la situation. Après de violents affrontements en janvier 1991, Gorbatchev fait marche arrière et retire ses troupes.

#### Initiatives de la RSS de Russie
Le 12 juin 1990, le Congrès des députés du peuple de la république socialiste fédérative soviétique de Russie (RSFSR) nouvellement élu adopte sous l'impulsion de Boris Eltsine, une déclaration sur la souveraineté étatique de la république de Russie.
Le pouvoir central soviétique finit de perdre le contrôle de la situation à partir de l'élection au suffrage universel de Boris Eltsine, le 12 juin 1991, à la présidence de la RSFSR. Il fait adopter par le Soviet suprême de Russie un texte proclamant la supériorité des lois russes sur les lois soviétiques et démissionne du PCUS, qui est interdit dans l’armée et dans les organismes d’État. La RSFSR, pilier de l’URSS, se détache considérablement de l’autorité du Kremlin.

#### Putsch manqué d'août 1991 et dislocation finale
Le pouvoir de Gorbatchev est de nouveau affaibli par le putsch de Moscou du 19 août 1991 fomenté par des conservateurs, qui échoue notamment par l'action d'Eltsine dont le prestige en sort considérablement renforcé. À la faveur de l’échec du putsch, le Congrès des députés du peuple d'Union soviétique octroie de larges pouvoirs aux républiques, le « centre » ne conservant que la tutelle de la politique étrangère et militaire. Mais les républiques sont de plus en plus réticentes à accepter une limitation de leur souveraineté et quittent l’Union soviétique les unes après les autres, entre août et décembre 1991. Dès lors, la dislocation de l’URSS s’avère inéluctable,.,.

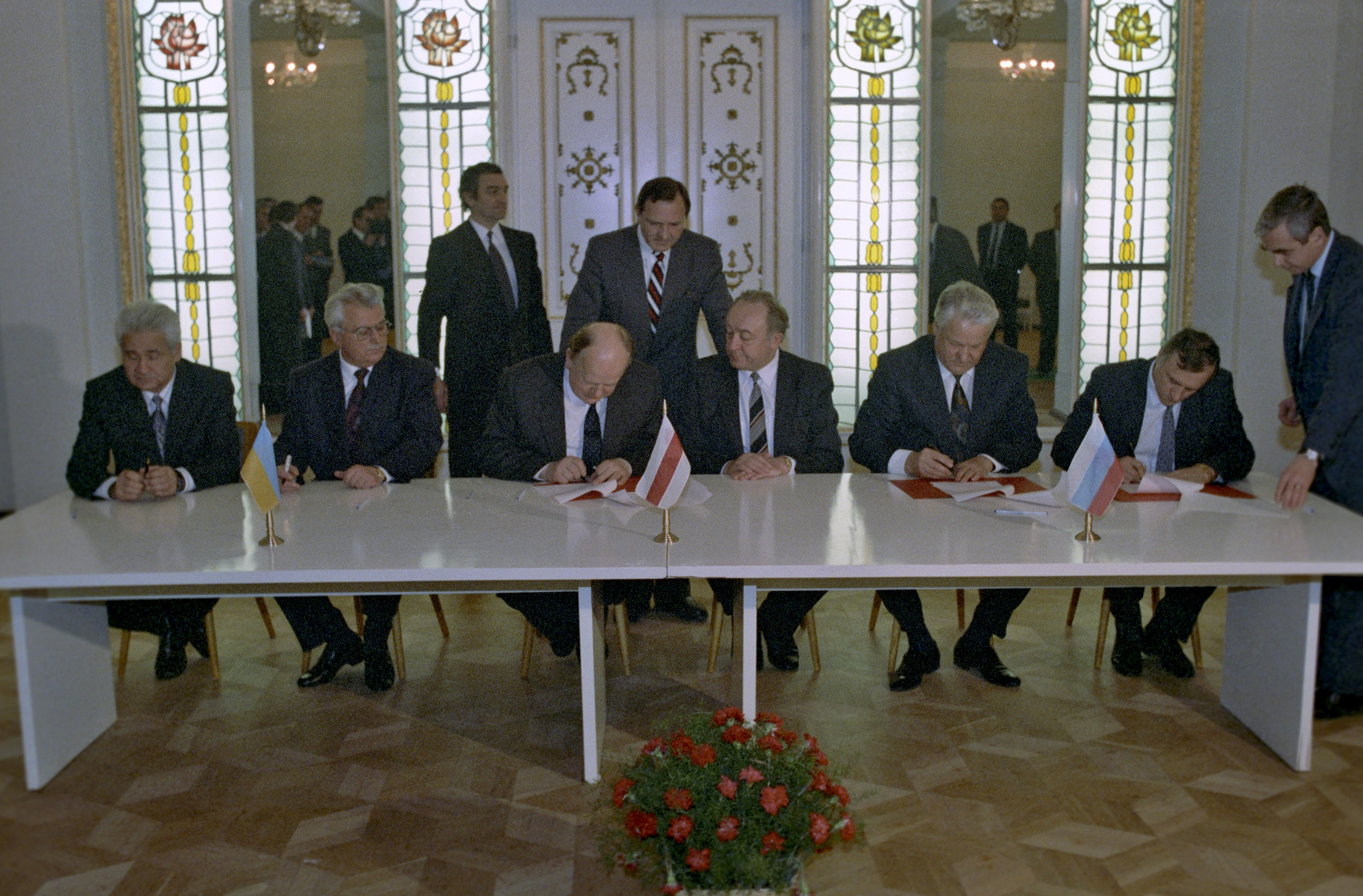
Signature de l'accord de Minsk par Kravtchouk, Chouchkievitch et Eltsine.

Le 8 décembre 1991, les présidents de la Biélorussie, de l’Ukraine et de la RSFSR, constatant que « l’URSS n’existe plus », signent l’accord de Minsk créant la Communauté des États indépendants (CEI), ouverte à tous les États membres de l’URSS. Le 21 décembre 1991, lors d'une réunion à Alma-Ata avec les trois mêmes présidents, les présidents de huit autres ex-républiques soviétiques, l’Arménie, l’Azerbaïdjan, la Moldavie et les cinq républiques d’Asie centrale, rejoignent la nouvelle Communauté et signent avec eux un ensemble de déclarations et d'accords politiques et militaires. Les républiques baltes et la Géorgie n’adhèrent pas à la CEI. La fédération de Russie, dirigée par Boris Eltsine, succède en droit à l'URSS et hérite notamment de son siège de membre permanent au Conseil de sécurité des Nations unies. Le 25 décembre 1991, chef d’un État qui n’existe plus, Gorbatchev démissionne de la présidence de l’URSS.

## Dénouement de la guerre froide
La guerre froide prend fin par étapes entre 1989 et 1991, en conséquence de l'explosion du bloc de l'Est et de la dislocation de l'Union soviétique. Cet épilogue se traduit par la fin du monde bipolaire qui a dominé les relations internationales depuis 1945 et son remplacement, pour la dernière décennie du XXe siècle, par un monde unipolaire très largement dominé par les États-Unis, seule super-puissance,.
Le dénouement de la guerre froide bouleverse le paysage géopolitique de l'Europe, établit le modèle politique et économique occidental comme une référence incontestée dans la quasi-totalité du monde, et donne aux Occidentaux la maîtrise de l'architecture de sécurité et de défense en Europe. L'Otan, élargie aux anciennes démocraties populaires, s'impose comme la principale alliance militaire internationale. Dans le même temps, la Russie succède à l'Union soviétique sur le plan du droit international et de la possession des armes nucléaires et connaît une décennie de relatif effacement.
Dans les années 2000 toutefois, la Russie retrouve une politique étrangère interventionniste, comme en Géorgie en 2008 et en Ukraine en 2014, souvent caractérisée comme la nouvelle guerre froide, bien que le moteur en soit avant tout d'ordre géostratégique, que la dimension idéologique y soit peu présente et que l'intensité des tensions ne soit pas comparable à celle des grandes crises de la guerre froide, comme Berlin ou Cuba.
Paradoxalement, cette diminution de tensions ne réduit pas le risque d'une guerre nucléaire selon le comité de l'Horloge de la fin du monde, qui indique en janvier 2019 que le monde est plus près de la guerre nucléaire que pendant les pires moments de la guerre froide,.

### Bouleversement du paysage géopolitique de l'Europe

#### Réunification de l'Allemagne

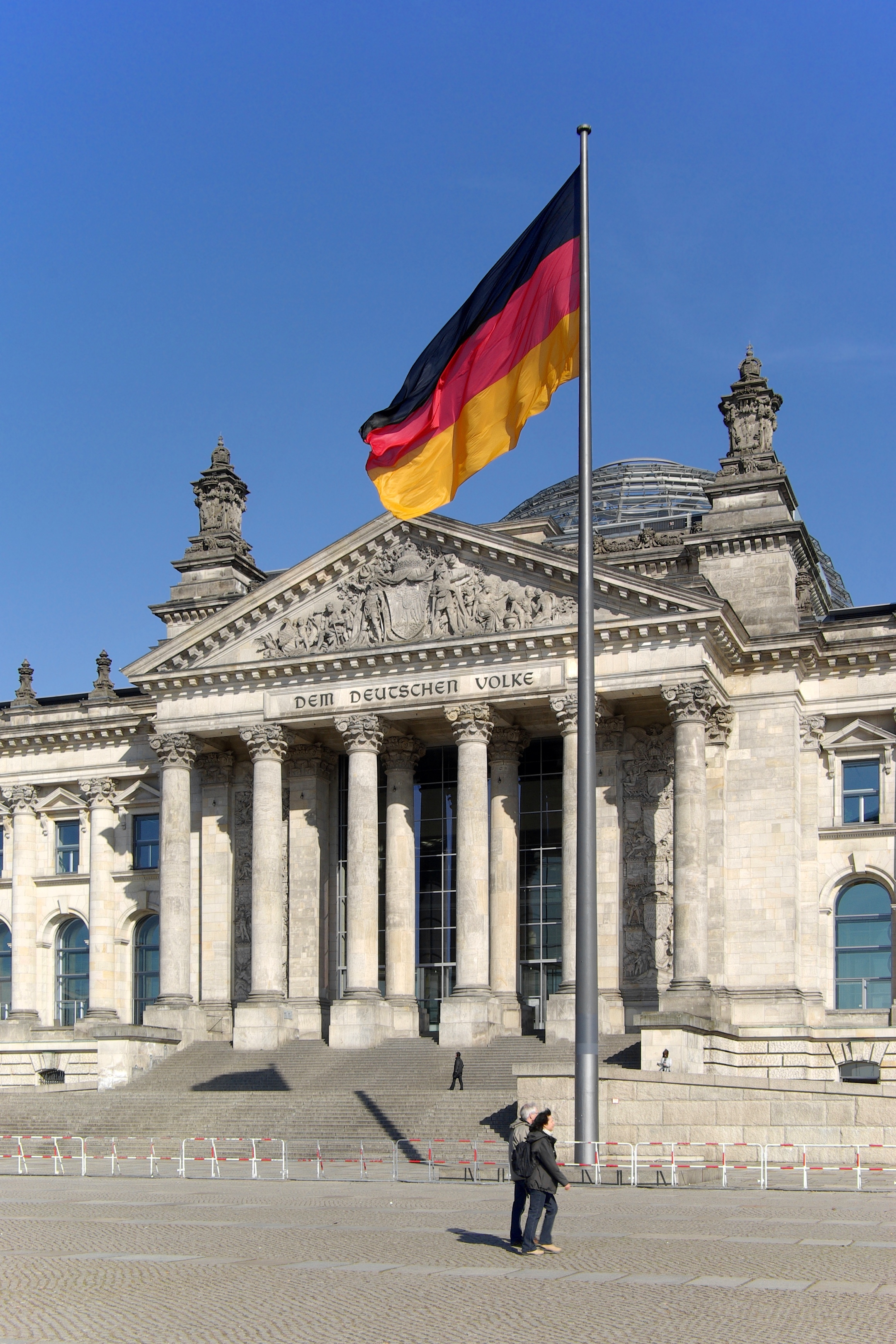
Le drapeau de la RFA, devenu celui de l'Allemagne réunifiée, flotte devant le Reichstag depuis le 3 octobre 1990.

La principale question politique à traiter est celle de la réunification de l'Allemagne, que le chancelier Kohl veut mener très rapidement mais qui suscite des réticences au Royaume-Uni et en France et qui suppose l'accord des Soviétiques, en particulier sur la question de la participation de l'Allemagne à l'OTAN et sur le devenir des 380 000 militaires soviétiques stationnés sur le territoire de la RDA.
Dès l’ouverture du mur, le chancelier ouest-allemand Helmut Kohl propose, le 28 novembre 1989, un plan pour la réunification du pays et décide de la mener à bien le plus vite possible. Lors de la rencontre entre Gorbatchev et Kohl en juillet 1990, le président soviétique accepte l’appartenance de l’Allemagne réunifiée à l’OTAN en échange d'une aide financière. La réunification de l'Allemagne est officielle le 3 octobre 1990. En complément, l'Allemagne reconnaît le caractère définitif de la frontière Oder-Neisse, en signant avec la Pologne le traité sur la frontière germano-polonaise, le 14 novembre 1990. L'Allemagne retrouve la plénitude de sa souveraineté lorsque les dernières troupes russes quittent Berlin le 11 juin 1994,.

#### Éclatement de la Yougoslavie
La disparition de Tito en 1980 entraîne un affaiblissement du pouvoir central en Yougoslavie et la montée des nationalismes, tout au long de la décennie suivante. Le parti au pouvoir, la Ligue des communistes de Yougoslavie, structuré en branches régionales, est emporté en 1990 par la vague de contestation qui affecte toute l'Europe centrale et de l'Est. Les élections libres organisées au printemps 1990 dans les six républiques, portent au pouvoir des partis nationalistes et indépendantistes en Croatie et en Slovénie, qui proclament leur indépendance le 25 juin 1991,.
Les guerres qui éclatent alors entre la Serbie et ces deux États créent une situation inédite durant la guerre froide : pour la première fois depuis 1945, un conflit éclate en Europe entre des États s'affirmant souverains, ce qui pose à la CEE, à la Russie et aux États-Unis des questions complexes de formation de nouveaux États, de droit à l'auto-détermination et de droit des minorités.

#### Approfondissement de l'Europe des Douze
L’approfondissement de l’Europe est lié étroitement à la fin de la guerre froide en ce qu’il est vu par la France, en accord avec l’Allemagne, comme le moyen clef pour renforcer la nouvelle détente résultant de la politique de Gorbatchev et faire de l’Europe occidentale le noyau de référence d’une Europe réunifiée. Le Conseil européen des 8 et 9 décembre 1989, à Strasbourg, s'achève par un double accord décisif pour l'avenir de l'Europe, portant à la fois sur la réalisation de l’Union Économique et Monétaire et le règlement de la question allemande,.
Lors du Conseil européen du 28 avril 1990 à Dublin, les Douze s'accordent pour avancer en parallèle vers l'union économique et monétaire et sur l'union politique, dans la perspective de l'élargissement de l'Europe vers l'Est. Le traité de Maastricht, qui instaure l'Union européenne, est signé en février 1992,.

### Nouvelle architecture de sécurité et de défense en Europe
L'architecture de sécurité de l'Europe est, durant la guerre froide, dominée par l'OTAN et le Pacte de Varsovie. Sa fin établit une nouvelle architecture de sécurité européenne autour de trois dimensions principales, la dimension transatlantique via l'OTAN, la dimension ouest-européenne avec la Communauté européenne sur le chemin de sa transformation en l'Union européenne, et la dimension paneuropéenne avec la CSCE.

#### Pérennisation de l'OTAN
Les États-Unis et les Européens souhaitent que l'OTAN demeure le pilier de la sécurité en Europe dans une vision atlantique. George H. W. Bush rencontre François Mitterrand par deux fois, pour en tracer les modalités,,. Le sommet de l'OTAN à Londres, en juillet 1990, arrête les grandes lignes de la transformation de l'OTAN et invite les États membres du Pacte de Varsovie à établir avec l'OTAN des liaisons diplomatiques régulières. Le Conseil de coopération nord-atlantique est établi le 20 décembre 1991 par l'OTAN, : organe de concertation entre l'OTAN et l'Est, il accueille dans un premier temps les États anciennement membres du Pacte et les trois États baltes, puis en avril 1992, les anciennes républiques soviétiques membres de la CEI.

#### Émergence de l'Europe politique et d'une «identité européenne de défense»
L'un des trois piliers constitutifs de l'Union européenne qui voit le jour par le traité de Maastricht est une politique étrangère et de sécurité commune (PESC) qui « inclut l'ensemble des questions relatives à la sécurité de l'Union européenne, y compris la définition à terme d'une politique de défense commune, qui pourrait conduire, le moment venu, à une défense commune ».
Dans le même temps qu'elle décide de ne pas se dissoudre comme le pacte de Varsovie, mais de se réinventer pour s'adapter à la disparition de la menace soviétique, l'Alliance atlantique prend acte de « l'évolution de [la] Communauté européenne vers l'union politique, et notamment vers l'affirmation d'une identité européenne dans le domaine de la sécurité, [qui] contribuera aussi à renforcer la solidarité atlantique et à établir un ordre pacifique juste et durable dans l'Europe toute entière ».

#### Institutionnalisation de la CSCE

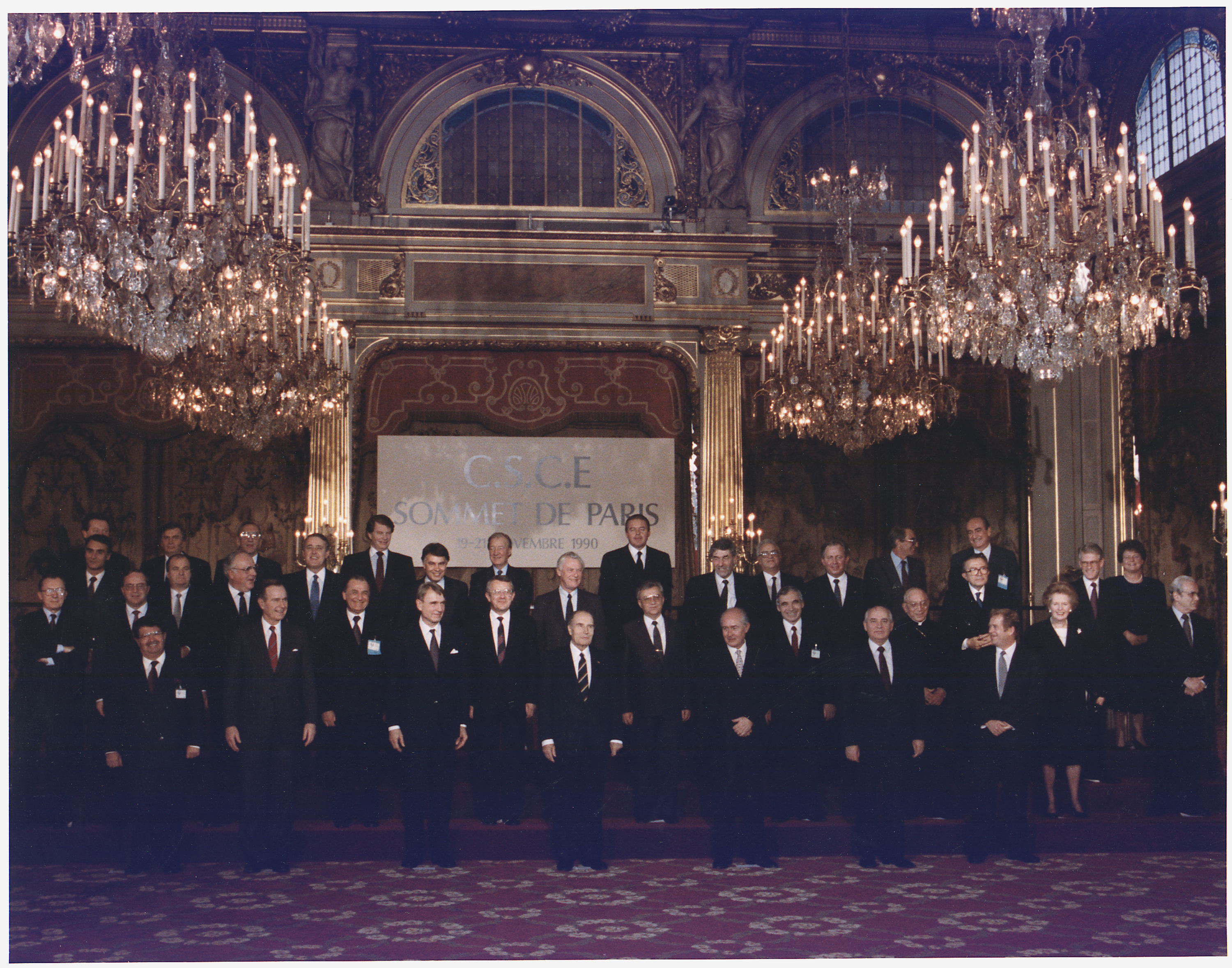
Photo de groupe des chefs d'État lors de la Conférence de Paris en novembre 1990.

La CSCE constitue depuis 1973 un pôle majeur d'activité diplomatique sur les questions de sécurité et de défense en Europe,. Deuxième sommet de la CSCE, après celui d'Helsinki en 1975, le sommet de Paris se tient du 19 au 21 novembre 1990. Seule institution rassemblant à sa fondation des États de l'Ouest et de l'Est, la CSCE est naturellement le forum légitime pour tenter d'instaurer une nouvelle architecture de sécurité stable, dans une Europe en pleine recomposition. Dans cet objectif, ce sommet adopte la Charte de Paris pour une nouvelle Europe et instaure les premières institutions permanentes de la CSCE.

### La Russie, État successeur de l'Union soviétique
Les accords d'Alma-Ata signés par les onze ex-républiques soviétiques créent la CEI et établissent la Russie en tant qu'État successeur de l'Union soviétique, sur les plans du droit international et de la possession des armes nucléaires. Elle hérite à ce titre du siège permanent de l'URSS au Conseil de sécurité de l'ONU. Elle n'est cependant que partiellement associée par les Occidentaux à la définition du nouvel ordre mondial stable et pacifique, que George H. W. Bush appelle de ses vœux.
Le traité START de juillet 1991 a été signé par l'URSS. Au moment de sa dissolution fin 1991, outre la Russie trois des nouveaux États issus de l'URSS ont sur leur sol des armes nucléaires stratégiques : la Biélorussie, le Kazakhstan et l'Ukraine,. Après l'établissement d'un cadre commun posant les fondements juridiques de la dénucléarisation de l'ex-Union soviétique au sein de la CEI (accords d'Alma Ata du 21 décembre 1991 et accord de Minsk du 30 décembre 1991), un accord, dit protocole de Lisbonne, est conclu le 23 mai 1992 entre ces trois nouvelles républiques et les dépositaires du traité de non-prolifération nucléaire, les États-Unis, le Royaume-Uni et la Russie. Cet accord stipule que la Russie est le seul État autorisé à détenir des armes nucléaires stratégiques sur le territoire de l’ancienne URSS et que les trois autres États démantèleront les leurs, évitant ainsi toute prolifération,,,.

### Nouvel ordre mondial et réalité du «partenariat» avec la Russie?
Pour George H. W. Bush, la fin de la guerre froide ouvre la porte à un nouvel ordre mondial stable et pacifique. La plupart des dirigeants politiques américains estiment que les États-Unis ont gagné la guerre froide, considérant que la chute du régime communiste est avant tout la conséquence de la supériorité économique et technologique des États-Unis et de la politique ferme menée par l'administration républicaine de Ronald Reagan, à partir de 1981, qui ont entraîné l'URSS dans une compétition qu'elle ne put soutenir. Du côté russe, cette analyse sera contestée plus tard par Vladimir Poutine, pour qui l'effondrement de l'idéologie et du système soviétique ne signifie pas que la Russie a été vaincue, et pour qui le fait qu'il n'a pas été mis en place un nouvel ordre mondial de façon coopérative entre toutes les puissances entretient une instabilité et une compétition entre les puissances mondiales et régionales.
La domination sans partage des États-Unis dans les années 1990 se traduit à l'égard de la Russie par une politique de coopération afin de favoriser la réussite des réformes libérales entreprises par Eltsine, mais pas par une politique de partenariat d'égal à égal qui aurait donné à la Russie une place dans la géopolitique mondiale à la mesure de son rôle dans l'histoire. Au sortir de la guerre froide, la Russie dirigée par Eltsine est si faible qu'elle ne peut s'opposer à la politique extérieure des États-Unis qui imposent le maintien du système politique et de sécurité occidental - basé avant tout sur l'OTAN - et qui décideront de son extension vers l'Est quelques années plus tard. Les échanges sont cependant nombreux avec Boris Eltsine, qui rencontre Bush puis Clinton à de nombreuses reprises,,,,,.
Mais la Russie n'est membre ni de l'OTAN, ni de l'Union européenne, et n'obtient pas la mise en place d'une organisation pan-européenne forte où elle aurait un rôle aussi important que la France ou l'Allemagne. Ce choix stratégique des États-Unis, cautionné par les Européens en son temps, favorisera au début du XXIe siècle l'émergence de la politique russe nationaliste et de reconquête d'une influence internationale menée par Vladimir Poutine[réf. nécessaire].

## Culture et guerre froide
La culture est en première ligne dans la compétition entre l'Est et l'Ouest. La guerre froide culturelle est façonnée par la primauté de l'idéologie, l'héritage partagé et âprement disputé de la « grande » culture des Lumières, le développement des médias anciens et nouveaux (presse, cinéma, radio, télévision) et par la prolifération des lieux de culture, théâtres, salles de concert et autres, en particulier en URSS.
L'Europe est le principal terrain de jeu de la lutte d'influence culturelle à laquelle les États-Unis et l'Union soviétique se livrent. Les Américains dirigent leur offensive culturelle, non pas tant vers l'URSS difficilement pénétrable, que vers l'Europe occidentale, où les partis communistes sont puissants et les idées marxistes largement répandues. Symétriquement, les Soviétiques consacrent d'importants moyens à la culture et à l'éducation de masse en URSS et en Europe de l'Est, afin de consolider un soutien populaire fragile. Dans le même temps, ils promeuvent à l'Ouest la supériorité de leur culture et leurs artistes talentueux. La chute du système communiste tient à sa faillite économique et technologique, mais aussi à son échec à convaincre les citoyens d'Europe de l'Est et de l'Ouest de sa supériorité sociétale, culturelle et morale.

### Enjeux politiques
La guerre froide est d'abord un affrontement de deux idéologies de portée universelle aux yeux de leurs promoteurs respectifs. Elles s'incarnent dans deux systèmes étatique et économique opposés, et sont aussi porteuses de deux visions du monde et de la société radicalement différentes, même si elles ont en commun, officiellement du moins, des valeurs, un socle culturel et des objectifs de progrès. La culture véhicule les idées, les rêves, les mœurs, les traditions et les croyances d’une génération à l’autre, d’un continent à l’autre, d’un groupe de personnes à l’autre. Elle est donc pour chaque camp le moyen d'atteindre les individus pour obtenir leur adhésion à un modèle de société. La guerre froide est à l'origine de nouvelles manières de diffuser et vendre des idées et des valeurs. Les décideurs politiques soviétiques et américains pensent que pour « gagner l'esprit des hommes » en Europe, ils doivent faire davantage appel à leur identité culturelle.
L'Union soviétique et les États-Unis utilisent la culture et l'information pour soutenir leur politique, démontrer la supériorité de leur modèle de société et affaiblir la grande puissance rivale et ses États clients de l'autre côté du rideau de fer. Les Soviétiques mettent en avant des idées comme la défense de la paix tandis que les Américains souhaitent incarner la défense du monde libre.
Sur le plan politique comme sur le plan culturel, le clivage idéologique existe aussi à l’intérieur de la société occidentale comme de la société communiste. En Europe occidentale, le débat d'idées entre partisans et opposants au marxisme bat son plein durant presque toute la guerre froide. De l'autre côté du rideau de fer, les Soviétiques sont patriotes et antiaméricains sur le plan des relations internationales, mais sur le plan de la vie quotidienne et de la culture populaire, les jeunes générations sont moins imprégnés des stéréotypes communistes et portent un regard positif sur l'American way of life.

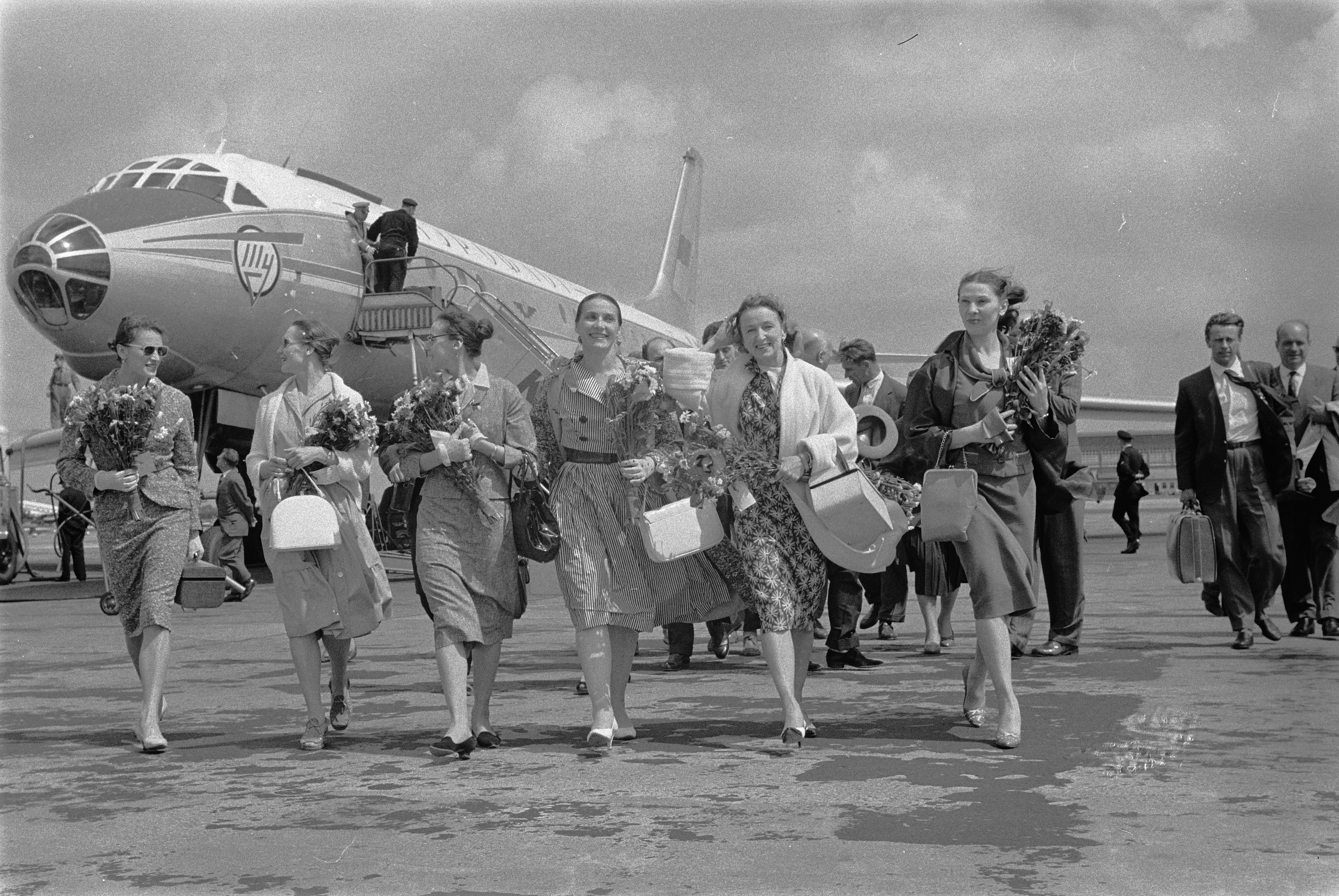
Arrivée de solistes du Bolchoï aux Pays-Bas en 1960.

Les deux camps s'appuient sur un socle culturel très largement commun malgré le fossé qui sépare les deux systèmes politiques. Tous deux revendiquent agir dans le monde au nom de la liberté et de la paix, garantissent dans leur constitution ou leurs lois la liberté d'expression, l'égalité entre les ethnies et les sexes. Tous deux investissent dans l'enseignement et dans les équipements culturels et se font les champions du progrès. À l'Est comme à l'Ouest, la « grande » culture classique bénéficie du soutien des administrations publiques dans l'objectif que les artistes nationaux brillent dans les compétitions internationales comme le concours international Tchaïkovski à Moscou, ou bien lors des tournées de compagnies de danse ou d'orchestres symphoniques dont les médias relaient abondamment les succès. La compétition Est-Ouest est le plus souvent implicite et masquée par le discours policé qui accompagne les manifestations culturelles. La réalité de la compétition fait parfois surface lorsque, par exemple, le danseur soviétique Rudolf Noureev fait défection ou que le jazzman Louis Armstrong refuse d'être instrumentalisé par les autorités américaines.
L'irruption du politique dans le monde de la culture a des effets pervers. À des degrés divers, la liberté d'expression et la liberté artistique sont entravées dans les deux camps. Aux États-Unis, la peur rouge et l'anticommunisme privent des artistes notamment dans le cinéma de la possibilité de travailler comme ils l'entendent. En Union soviétique, l'État est omniprésent pour donner le plus large accès à la culture, mais aussi pour en contrôler le contenu. Les partis communistes en Europe de l'Ouest relaient les messages culturels du « grand frère » soviétique.
L'État soviétique privilégie l'esthétique classique-réaliste dans la littérature et l'art, et affirme être le véritable continuateur de la « grande » culture. Ce positionnement va de pair avec une vive hostilité à l’égard de l’avant-garde moderniste, qualifiée de « décadente » et de ce que Lénine appelait en se moquant les « ismes » : futurisme, surréalisme, impressionnisme, constructivisme. Le contrôle des autorités ne porte pas seulement sur la forme : la culture doit être humaine, débordante de fraternité et d’optimisme. Les œuvres de pure propagande abondent qui vantent les mérites et les progrès de la société soviétique. La censure exercée sur le forme comme sur le fond, et le contrôle étroit des artistes soviétiques les plus brillants, comme les compositeurs Igor Stravinsky et Dmitri Chostakovitch, les écrivains Vladimir Maïakovski, Vsevolod Meyerhold et Mikhaïl Zochtchenko, les peintres Kasimir Malevitch, Alexandre Rodtchenko et Vladimir Tatline, ou encore le cinéaste Sergueï Eisenstein, empêchent finalement l'Union soviétique d'être durant la seconde moitié du XXe siècle la patrie de la culture, reconnue dans le monde entier, qu'elle ambitionne d'être.
Durant les premières années de guerre froide, les Américains abordent prudemment les questions culturelles. Ils hésitent à promouvoir la culture classique, en particulier allemande, malgré l'admiration dont elle bénéficie aux États-Unis, par crainte de faire écho à la propagande nazie qui l'avait beaucoup exploitée et d'encourager le nationalisme allemand. La stratégie de propagande adoptée par les Américains au début des années 1950 est essentiellement défensive, destinée à contrer les arguments de la propagande communiste et à montrer qu'il existe bel et bien une culture américaine de valeur et à mettre en relief ses liens forts avec la culture européenne.
Les États-Unis ne réussissent pas durant la guerre froide à contrebalancer la stratégie soviétique d'être les hérauts de la « grande culture », d'autant plus qu'en Europe de l'Ouest un certain antiaméricanisme et la place prééminente occupée par les « intellectuels de gauche » tendent à accréditer l'idée de leur pauvreté culturelle. En revanche, les États-Unis sont le lieu par excellence de la liberté de création, de l'avant-gardisme sans limite dont les innovations et provocations sont observées dans le monde pour être reprises, même si elles ne rencontrent pas toujours l'adhésion du grand public. L'influence culturelle des États-Unis s'exprime surtout par la culture populaire (ou culture de masse) qui envahit l'Europe occidentale et réussit à franchir le rideau de fer.

### Institutions et propagande d'État
Des moyens importants sont mobilisés et des institutions d'État sont créées par les deux Grands pour mettre en œuvre leur stratégie dans le domaine de la culture. Les canaux officiels de promotion ou de diffusion de la culture sont complétés par des canaux où l'intervention politique est plus discrète, voire totalement masquée. Cette infrastructure est pour partie au service de la diffusion de la culture classique et de la création culturelle indépendante à condition qu'elle renvoie une image de la société conforme aux vœux des dirigeants politiques, dans le but de projeter une image culturelle forte. Mais elle est aussi pour une grande part dédiée à la propagande culturelle, dans son propre camp et dans l'autre camp. Dans les années 1940 et 1950, le combat pour la culture est souvent du ressort de la propagande, puis avec la détente des relations sur le continent européen, la culture est considérée de chaque côté comme un vecteur essentiel d’une lutte plus élaborée. Des deux côtés, les médias jouent un rôle essentiel dans la diffusion de la propagande. Financées par le National Committee for a Free Europe, une émanation de la CIA, Radio Free Europe et Radio Liberty émettent des programmes en Russe et dans les langues des pays d'Europe de l'Est. Rattachée à l'USIA, Voice of America diffuse des programmes dans les langues parlées en URSS.

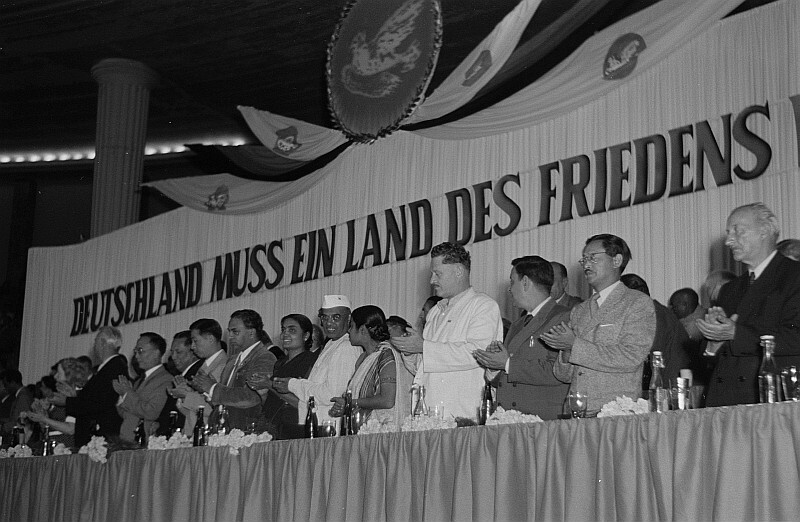
Congrès du CMP en 1952 à Berlin-Est. La tribune est surmontée de la colombe de la paix de Picasso.

Du côté soviétique, le VOKS (Société pour les relations culturelles avec les pays étrangers) est le vecteur de sa diplomatie culturelle. Les propagandistes soviétiques identifient très tôt que le cinéma est une arme essentielle de la guerre des idées. La production cinématographique, entièrement contrôlée par l'État, présente le peuple soviétique comme animé de valeurs morales fortes, moderne et tourné vers l'avenir. Mais cette production dans la veine du réalisme social et le plus souvent de pure propagande ne s'inscrit pas dans la stratégie de « grande culture » et ne rencontre donc que peu d'écho à l'Ouest. Elle est avant tout destinée à la population de l'Est. Initié par le Kominform, le Conseil mondial de la paix (CMP) bénéficie pleinement du soutien d'intellectuels et d'artistes aussi prestigieux que Pablo Picasso, Frédéric et Irène Joliot-Curie, ou Louis Aragon.
Le CLC finance des magazines, dont la revue Encounter, des voyages, des bourses, des articles, des éditions, des concerts et des expositions. Peu d'artistes et d'intellectuels occidentaux ont refusé d'en bénéficier.
De nombreux échanges culturels sont organisés entre l'Ouest et l'Est. Les tournées à l'étranger de grands orchestres classiques et les concours de musique internationaux sont des enjeux de la compétition culturelle. Les États communistes développent dans les années 1950 les échanges culturels avec l'Ouest. L'URSS rejoint l'UNESCO en 1954 et la RDA en devient membre en 1972. Dans les années 1960, après l'édification du mur de Berlin, la RDA établit un programme permanent d'échanges culturels avec les États-Unis, et elle multiplie les invitations d'intellectuels et artistes occidentaux, dans le but de construire l'image d'un État imprégné de culture et d'obtenir de facto une forme de reconnaissance internationale. En 1967, les États membres du pacte de Varsovie commencent à proposer la tenue d'une Conférence sur la sécurité et la coopération en Europe (CSCE) en vue d'améliorer le dialogue culturel et politique intra-européen et la confiance réciproque dans les affaires militaires. La CSCE voit finalement le jour en 1973. Pendant cette ère de détente, les cinémas soviétique et américain coproduisent en 1976 l'adaptation d'un conte russe, L'Oiseau bleu.

### L'Europe, terrain principal de la bataille culturelle
La guerre froide privilégie la culture et les relations culturelles en Europe à un degré sans précédent. La « grande culture » européenne héritée du siècle des Lumières bénéficie de moyens publics et privés importants qui permettent l'organisation de manifestations et d'échanges culturels dans tous les arts ; sur ce terrain, l'Est occupe le devant de la scène notamment dans les domaines de la danse et de la musique. En revanche, sur le terrain de la « culture populaire » accessible au plus grand nombre grâce au développement accéléré des médias de masse après-guerre, l'Amérique exerce une influence considérable à l'Ouest comme à l'Est, sans toutefois effacer son image d'une société matérialiste et individualiste et sans réussir à éviter les résistances des Européens pour conserver leurs identités culturelles.

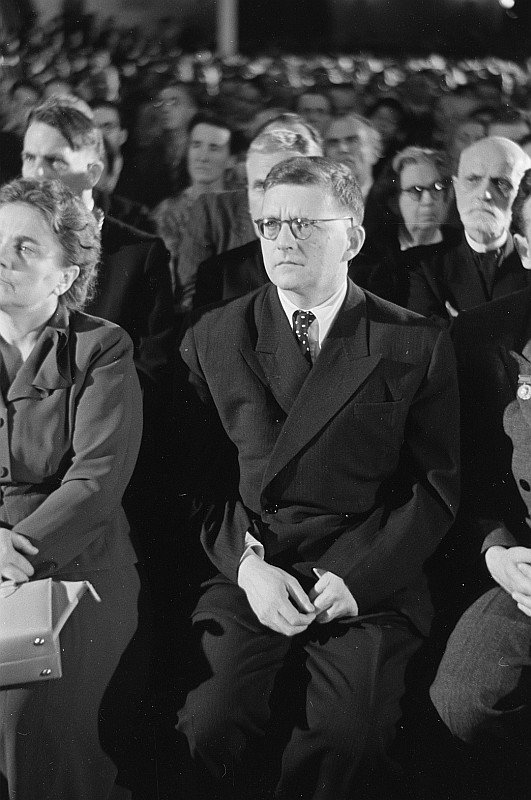
Dmitri Chostakovitch au Kongreßhalle de Leipzig en Allemagne de l'Est lors d'un festival Bach en 1950.

Comme l'Allemagne divisée est au centre de l'affrontement Est-Ouest, les deux Grands consacrent plus de temps et d'argent à la guerre froide culturelle dans ce pays qu'à toute autre région ou continent. Capitalisant sur leur victoire contre le nazisme, les Soviétiques se posent comme les sauveurs et les héritiers de la grande culture occidentale. Ils mettent sur pied rapidement une importante infrastructure culturelle qui ouvre ainsi largement l'accès au théâtre, à la musique et à la danse notamment. Opposant l'impérialisme et le militarisme occidental au pacifisme communiste, les Soviétiques vantent la supériorité de leur culture classique et critiquent les courants avant-gardistes comme le surréalisme. La stratégie des médias soviétiques et est-allemands consistant à mettre l'accent sur la culture allemande classique et les grandes figures germaniques de la littérature ou de la musique trouve un écho certain auprès de la population ouest-allemande.
L'afflux massif de la culture populaire américaine en Europe, condamné par les communistes et les intellectuels conservateurs, mais bien accueilli en général et plus particulièrement par la jeunesse, a été un facteur à la fois de succès et d'échec de la propagande américaine en Europe. À l'Ouest comme à l'Est, les gens ont assimilé des éléments de cette culture populaire et l'ont souvent faite leur. Mais la culture populaire américaine n'a pas amélioré l'image des États-Unis en Europe : au lieu de cela, les intellectuels de gauche ont repris le langage de protestation apparu aux États-Unis dans les années 1960 et 1970 pour exprimer leurs préventions de longue date à l'encontre de la civilisation américaine. L'antiaméricanisme, alimenté par la propagande soviétique et ses relais nationaux, mobilise une partie des acteurs culturels au nom de la défense de la paix.

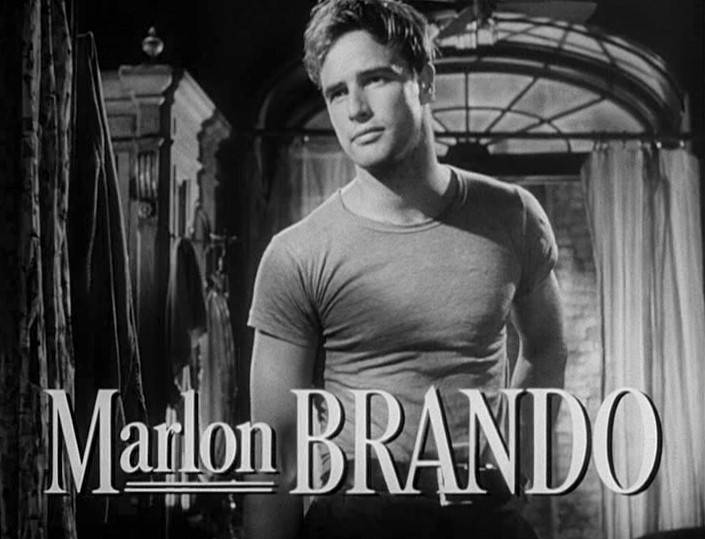
Marlon Brando dans le film Un tramway nommé Désir de 1951.

L'adhésion au modèle américain, l'American way of life, est la plus visible dans la révolution de la consommation qui accompagne la croissance économique de l'Europe occidentale. Pour beaucoup, les États-Unis apparaissent comme une société abondante et en mouvement, avec toujours une longueur d’avance sur une Europe démodée et conservatrice. La place considérable que la culture populaire américaine occupe dans ce modèle lui confère, à travers sa musique, ses films et sa mode, une position prédominante. C'est par ce canal de la consommation populaire que la culture et le modèle de société américains se diffusent partout, bien davantage que par les actions de propagande organisées par le gouvernement américain. Selon Westad, « bien que la musique d’Elvis Presley ou les films de Marlon Brando ou de James Dean n'aient pas été conçus pour faire la propagande du mode de vie américain, ils étaient appréciés par les jeunes Européens, en partie à cause de leur esprit de rébellion. […] Au milieu des années 1950, les adolescents américains et européens étaient plus unis par Brando que par l'OTAN ».
Après la construction du mur de Berlin en 1961, des restrictions légales et physiques entravent sérieusement l'afflux de musique populaire, de films et de littérature occidentaux derrière le rideau de fer. À partir de ce moment, les Européens de l'Est ne peuvent plus utiliser ouvertement les idées et valeurs véhiculés par la culture populaire pour critiquer leurs gouvernements ; en revanche, écouter de la musique pop ou s'habiller en suivant les modes de l'Ouest deviennent un moyen de protester contre le gouvernement ainsi que contre les productions culturelles et les artefacts gérés par l'État.

## Historiographie de la guerre froide
L'historiographie de la guerre froide englobe plusieurs disciplines : abordée au départ essentiellement sous l'angle de l'histoire des relations internationales et des sciences politiques, elle s'est récemment de plus en plus intéressée à l'histoire intérieure et sociologique des pays concernés, à l'analyse des idéologies communistes et occidentales, ou encore à la place de la culture.
Très vaste, la bibliographie relative à la guerre froide s'est développée dès son début ouvrant ainsi rapidement la voie à des controverses sur l'interprétation de ses origines et de son cours parmi les historiens, les politologues et les journalistes. La guerre froide présente la particularité d’avoir été pensée dès le départ et de façon concomitante à son développement comme une période historique. Le regard porté sur la guerre froide a donc évolué au gré de ses périodes successives de tension ou de détente, puis a été influencé par l'ouverture progressive des archives à partir des années 1990,,.
Les historiens s'opposent notamment sur les responsabilités de la rupture de la « Grande Alliance » entre l'Union soviétique et les États-Unis après la Seconde Guerre mondiale et sur le point de savoir si le conflit entre les deux superpuissances était ou non inévitable. Les historiens débattent également sur la nature exacte de la guerre froide, sur l'importance de l'arme nucléaire dans son déroulement, sur les crimes et bienfaits respectifs des systèmes communistes et occidentaux, sur l'analyse des crises qui l'ont émaillée.

### Courants de pensée généraux
La lecture de la guerre froide sous l'angle des relations internationales s'articule autour de trois courants de pensée généraux, « classique » ou « orthodoxe », « révisionniste » et « post-révisionniste ».
Durant les années 1950, peu d'historiens contestent l'interprétation américaine officielle des débuts de la guerre froide. Ce courant de pensée « orthodoxe » impute la responsabilité de la guerre froide à l'Union soviétique et à son expansion en Europe de l'Est. Par exemple, Herbert Feis, historien réputé et conseiller auprès du département d'État américain, soutient dans son ouvrage Churchill, Roosevelt, Stalin: The War They Waged and the Peace They Sought de 1957 que l'agression soviétique en Europe de l'Est dans l'après-guerre est à l'origine du déclenchement de la guerre froide ; il affirme aussi que Roosevelt a ouvert la voie à l'agression soviétique en acceptant à Yalta toutes les demandes de Staline. Les historiens s'attachent dans les premières années à Staline lui-même et à sa politique, avant que l'idéologie communiste ne soit mise en avant comme la cause première de la guerre froide.

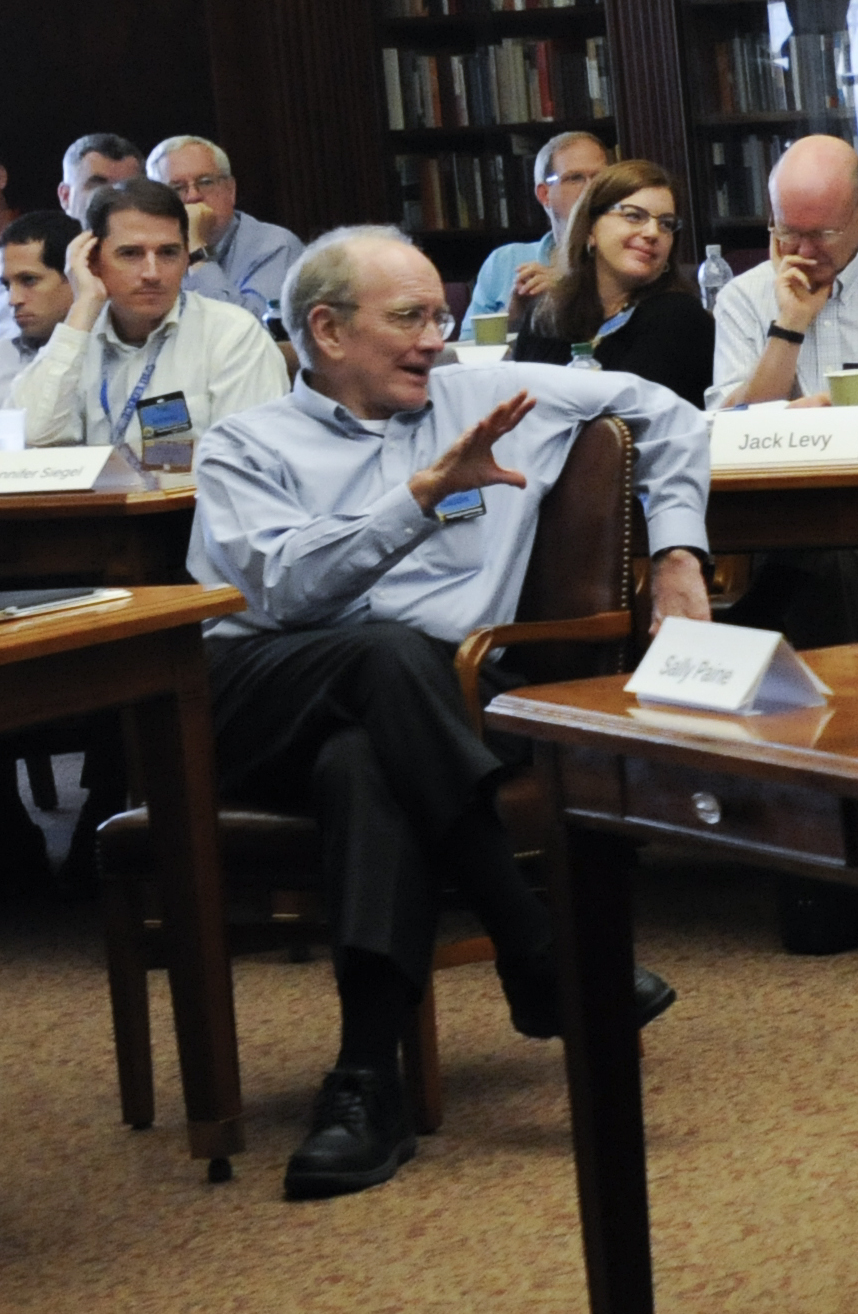
John Lewis Gaddis, animant un atelier de travail à l'U.S. Naval War College en 2012.

Le courant « révisionniste » se développe dans les années 1960 dans le contexte de la guerre du Viêt Nam. Le précurseur de ce courant est William Appleman Williams : dans son ouvrage The Tragedy of American Diplomacy paru en 1959, il procède à un réexamen de la politique étrangère américaine depuis 1890. Sa thèse centrale est que la politique expansionniste menée par les États-Unis sous couvert de défense du « monde libre » et leur impérialisme économique sont les causes premières de la guerre froide. Les révisionnistes contestent la thèse traditionnelle selon laquelle les dirigeants soviétiques étaient déterminés à propager le communisme dans le monde après la guerre. Ils soutiennent que l'occupation de l'Europe de l'Est par l'Union soviétique reposait sur une logique défensive et que les dirigeants soviétiques cherchaient à éviter l'encerclement par les États-Unis et leurs alliés,. Situés politiquement à gauche, les « révisionnistes anti-impérialistes » considèrent que les États-Unis, de par l'anticommunisme croissant de leur politique extérieure, portent une responsabilité au moins égale à celle de l'URSS dans la perpétuation de la guerre froide. À partir du milieu des années 1970, les « révisionnistes réalistes » voient dans la rivalité américano-soviétique principalement un conflit des besoins de sécurité des grandes puissances et jugent que les gouvernements soviétique et américain ne se comportent pas très différemment l'un de l'autre ni des autres grandes puissances de l'histoire.
Ces thèses, radicalement contraires aux premières, provoquent des réactions dans les années 1970 et 1980, alimentées ensuite à partir du début des années 1990 par l'ouverture progressive d'archives inaccessibles auparavant et à leur exploitation en profondeur,. L'historien John Lewis Gaddis est largement à l'origine de cette école post-révisionniste avec son livre The United States and the Origins of the Cold War, 1941–1947, publié en 1972, qui synthétise diverses interprétations. Gaddis soutient qu'« aucune des deux parties ne peut être tenue pour seule responsable de l'apparition de la guerre froide ». L'historien Melvyn P. Leffler insiste plutôt sur le fait que ce sont moins les agissements du Kremlin que les craintes concernant la dislocation socio-économique de l'Europe, le nationalisme révolutionnaire, la faiblesse britannique et les enjeux de puissance au Moyen-Orient qui ont déclenché les initiatives des États-Unis visant à mettre en place un système international qui soit conforme à leur conception de leur sécurité nationale. En 1997, dans son nouvel ouvrage We Now Know: Rethinking Cold War History écrit sur la base d'archives soviétiques partielles, Gaddis affirme l'écrasante responsabilité de Moscou dans la guerre froide, et se rapproche donc des thèses classiques,.

### Nouvelles approches
Depuis le début des années 2000, l'étude de la guerre froide privilégie de nouvelles approches géographiques et thématiques.
De nombreuses publications sont consacrées non plus seulement à une vision globale de la guerre froide, centrée sur les États-Unis et l'URSS, mais à ses autres acteurs. Un premier axe est l'analyse du rôle des États d'Europe de l'Est et de l'Ouest, les uns vis-à-vis des autres et de leurs relations avec les deux Grands. La politique américaine de la fin des années 1940 se comprend mieux à travers ses liens avec Londres, tout comme l’étude des relations entre la Chine de Mao Zedong et l'URSS éclaire la politique de Staline. Les liens entre politique intérieure et extérieure, aux États-Unis, ou bien en Europe à travers par exemple l'étude du rôle des partis communistes français et italiens sont un autre axe éclairant sur les facteurs qui ont pesé sur le déroulement de la guerre froide.
Le tiers-monde dans la guerre froide est aussi devenu un important sujet d'étude historique. Les guerres, et particulièrement celles dans les États issus de l'Indochine française y tiennent initialement une grande place, ce qui conduit à mettre l'accent surtout sur la manière dont l'Est et l'Ouest sont brutalement intervenus dans le processus de décolonisation en raison de leur antagonisme global. Inévitablement, ce prisme octroie une place limitée à la connaissance des acteurs des conflits locaux et nationaux, de leurs jeux de pouvoir ou de leur culture et leur politique. Néanmoins, la croissance récente de la recherche historique sur les questions relatives au tiers monde a permis d'atteindre une masse critique d'études sur la politique, l'identité, la religion ou l'économie dans le Sud.
Les publications récentes dépassent le champ habituel de la diplomatie, de la sécurité et de l'idéologie pour inclure des visions thématiques, économiques, culturelles et sociales, intellectuelles et médiatiques. L'ouvrage The Cambridge History of the Cold War publié en 2010 sous la direction de Melvyn P. Leffler et Odd Arne Westad s'inscrit dans cette logique d'une interprétation large, inclusive et pluraliste de l'histoire de la guerre froide. Ses auteurs jugent qu'elle est non seulement durable, mais également inévitable : « nous devons placer la guerre froide dans le contexte le plus vaste du temps et de l'espace, au sein d'une toile qui relie les fils sans fin de l'histoire » et « nous devons indiquer comment les conflits de la guerre froide sont liés aux tendances plus générales de l'histoire sociale, économique et intellectuelle, ainsi qu'aux développements politiques et militaires à plus long terme dont ils font partie ». L'économie et la technologie, la culture et l'idéologie, la science et la stratégie, la diplomatie et l'histoire intellectuelle se combinent pour donner une lecture multiforme de la guerre froide dans le contexte global de la seconde moitié du XXe siècle. Lawrence Freedman, professeur émérite de War Studies au King's College de Londres, met en avant toutefois la nécessité de dissocier la guerre froide des autres courants de l'histoire du XXe siècle, de déterminer ce qui la distingue et la rend spécifique, puis d'évaluer son interaction avec tous autres volets, au risque sinon de la définir comme une époque de sorte qu'il deviendrait possible de discuter de presque tout ce qui s'est passé entre 1945 et 1991 en son nom,.